# Combinazione (scacchi)
La combinazione negli scacchi è una serie di mosse che inizia spesso con il sacrificio di uno o più pezzi e che impone all'avversario risposte forzate. Il fine della combinazione è guadagnare un vantaggio concreto e decisivo, se non dare lo scacco matto.
In ogni combinazione si distinguono:
- Il motivo, o circostanza
- L'idea
- Lo scopo

## Combinazioni di scacco matto
Nella posizione del diagramma qui sotto, in una partita tra Pillsbury e Maroczy il primo ha sconfitto il secondo con questa combinazione:
|   | a | b | c | d | e | f | g | h |   |
| 8 | c8 torre del nero · h8 re del nero · b7 pedone del nero · d7 alfiere del nero · h7 pedone del nero · a6 pedone del nero · e6 pedone del nero · d5 pedone del nero · e5 pedone del bianco · f5 pedone del nero · b4 pedone del bianco · f4 donna del bianco · g3 torre del bianco · h3 re del bianco · b2 donna del nero · h1 torre del bianco | c8 torre del nero · h8 re del nero · b7 pedone del nero · d7 alfiere del nero · h7 pedone del nero · a6 pedone del nero · e6 pedone del nero · d5 pedone del nero · e5 pedone del bianco · f5 pedone del nero · b4 pedone del bianco · f4 donna del bianco · g3 torre del bianco · h3 re del bianco · b2 donna del nero · h1 torre del bianco | c8 torre del nero · h8 re del nero · b7 pedone del nero · d7 alfiere del nero · h7 pedone del nero · a6 pedone del nero · e6 pedone del nero · d5 pedone del nero · e5 pedone del bianco · f5 pedone del nero · b4 pedone del bianco · f4 donna del bianco · g3 torre del bianco · h3 re del bianco · b2 donna del nero · h1 torre del bianco | c8 torre del nero · h8 re del nero · b7 pedone del nero · d7 alfiere del nero · h7 pedone del nero · a6 pedone del nero · e6 pedone del nero · d5 pedone del nero · e5 pedone del bianco · f5 pedone del nero · b4 pedone del bianco · f4 donna del bianco · g3 torre del bianco · h3 re del bianco · b2 donna del nero · h1 torre del bianco | c8 torre del nero · h8 re del nero · b7 pedone del nero · d7 alfiere del nero · h7 pedone del nero · a6 pedone del nero · e6 pedone del nero · d5 pedone del nero · e5 pedone del bianco · f5 pedone del nero · b4 pedone del bianco · f4 donna del bianco · g3 torre del bianco · h3 re del bianco · b2 donna del nero · h1 torre del bianco | c8 torre del nero · h8 re del nero · b7 pedone del nero · d7 alfiere del nero · h7 pedone del nero · a6 pedone del nero · e6 pedone del nero · d5 pedone del nero · e5 pedone del bianco · f5 pedone del nero · b4 pedone del bianco · f4 donna del bianco · g3 torre del bianco · h3 re del bianco · b2 donna del nero · h1 torre del bianco | c8 torre del nero · h8 re del nero · b7 pedone del nero · d7 alfiere del nero · h7 pedone del nero · a6 pedone del nero · e6 pedone del nero · d5 pedone del nero · e5 pedone del bianco · f5 pedone del nero · b4 pedone del bianco · f4 donna del bianco · g3 torre del bianco · h3 re del bianco · b2 donna del nero · h1 torre del bianco | c8 torre del nero · h8 re del nero · b7 pedone del nero · d7 alfiere del nero · h7 pedone del nero · a6 pedone del nero · e6 pedone del nero · d5 pedone del nero · e5 pedone del bianco · f5 pedone del nero · b4 pedone del bianco · f4 donna del bianco · g3 torre del bianco · h3 re del bianco · b2 donna del nero · h1 torre del bianco | 8 |
| 7 | c8 torre del nero · h8 re del nero · b7 pedone del nero · d7 alfiere del nero · h7 pedone del nero · a6 pedone del nero · e6 pedone del nero · d5 pedone del nero · e5 pedone del bianco · f5 pedone del nero · b4 pedone del bianco · f4 donna del bianco · g3 torre del bianco · h3 re del bianco · b2 donna del nero · h1 torre del bianco | c8 torre del nero · h8 re del nero · b7 pedone del nero · d7 alfiere del nero · h7 pedone del nero · a6 pedone del nero · e6 pedone del nero · d5 pedone del nero · e5 pedone del bianco · f5 pedone del nero · b4 pedone del bianco · f4 donna del bianco · g3 torre del bianco · h3 re del bianco · b2 donna del nero · h1 torre del bianco | c8 torre del nero · h8 re del nero · b7 pedone del nero · d7 alfiere del nero · h7 pedone del nero · a6 pedone del nero · e6 pedone del nero · d5 pedone del nero · e5 pedone del bianco · f5 pedone del nero · b4 pedone del bianco · f4 donna del bianco · g3 torre del bianco · h3 re del bianco · b2 donna del nero · h1 torre del bianco | c8 torre del nero · h8 re del nero · b7 pedone del nero · d7 alfiere del nero · h7 pedone del nero · a6 pedone del nero · e6 pedone del nero · d5 pedone del nero · e5 pedone del bianco · f5 pedone del nero · b4 pedone del bianco · f4 donna del bianco · g3 torre del bianco · h3 re del bianco · b2 donna del nero · h1 torre del bianco | c8 torre del nero · h8 re del nero · b7 pedone del nero · d7 alfiere del nero · h7 pedone del nero · a6 pedone del nero · e6 pedone del nero · d5 pedone del nero · e5 pedone del bianco · f5 pedone del nero · b4 pedone del bianco · f4 donna del bianco · g3 torre del bianco · h3 re del bianco · b2 donna del nero · h1 torre del bianco | c8 torre del nero · h8 re del nero · b7 pedone del nero · d7 alfiere del nero · h7 pedone del nero · a6 pedone del nero · e6 pedone del nero · d5 pedone del nero · e5 pedone del bianco · f5 pedone del nero · b4 pedone del bianco · f4 donna del bianco · g3 torre del bianco · h3 re del bianco · b2 donna del nero · h1 torre del bianco | c8 torre del nero · h8 re del nero · b7 pedone del nero · d7 alfiere del nero · h7 pedone del nero · a6 pedone del nero · e6 pedone del nero · d5 pedone del nero · e5 pedone del bianco · f5 pedone del nero · b4 pedone del bianco · f4 donna del bianco · g3 torre del bianco · h3 re del bianco · b2 donna del nero · h1 torre del bianco | c8 torre del nero · h8 re del nero · b7 pedone del nero · d7 alfiere del nero · h7 pedone del nero · a6 pedone del nero · e6 pedone del nero · d5 pedone del nero · e5 pedone del bianco · f5 pedone del nero · b4 pedone del bianco · f4 donna del bianco · g3 torre del bianco · h3 re del bianco · b2 donna del nero · h1 torre del bianco | 7 |
| 6 | c8 torre del nero · h8 re del nero · b7 pedone del nero · d7 alfiere del nero · h7 pedone del nero · a6 pedone del nero · e6 pedone del nero · d5 pedone del nero · e5 pedone del bianco · f5 pedone del nero · b4 pedone del bianco · f4 donna del bianco · g3 torre del bianco · h3 re del bianco · b2 donna del nero · h1 torre del bianco | c8 torre del nero · h8 re del nero · b7 pedone del nero · d7 alfiere del nero · h7 pedone del nero · a6 pedone del nero · e6 pedone del nero · d5 pedone del nero · e5 pedone del bianco · f5 pedone del nero · b4 pedone del bianco · f4 donna del bianco · g3 torre del bianco · h3 re del bianco · b2 donna del nero · h1 torre del bianco | c8 torre del nero · h8 re del nero · b7 pedone del nero · d7 alfiere del nero · h7 pedone del nero · a6 pedone del nero · e6 pedone del nero · d5 pedone del nero · e5 pedone del bianco · f5 pedone del nero · b4 pedone del bianco · f4 donna del bianco · g3 torre del bianco · h3 re del bianco · b2 donna del nero · h1 torre del bianco | c8 torre del nero · h8 re del nero · b7 pedone del nero · d7 alfiere del nero · h7 pedone del nero · a6 pedone del nero · e6 pedone del nero · d5 pedone del nero · e5 pedone del bianco · f5 pedone del nero · b4 pedone del bianco · f4 donna del bianco · g3 torre del bianco · h3 re del bianco · b2 donna del nero · h1 torre del bianco | c8 torre del nero · h8 re del nero · b7 pedone del nero · d7 alfiere del nero · h7 pedone del nero · a6 pedone del nero · e6 pedone del nero · d5 pedone del nero · e5 pedone del bianco · f5 pedone del nero · b4 pedone del bianco · f4 donna del bianco · g3 torre del bianco · h3 re del bianco · b2 donna del nero · h1 torre del bianco | c8 torre del nero · h8 re del nero · b7 pedone del nero · d7 alfiere del nero · h7 pedone del nero · a6 pedone del nero · e6 pedone del nero · d5 pedone del nero · e5 pedone del bianco · f5 pedone del nero · b4 pedone del bianco · f4 donna del bianco · g3 torre del bianco · h3 re del bianco · b2 donna del nero · h1 torre del bianco | c8 torre del nero · h8 re del nero · b7 pedone del nero · d7 alfiere del nero · h7 pedone del nero · a6 pedone del nero · e6 pedone del nero · d5 pedone del nero · e5 pedone del bianco · f5 pedone del nero · b4 pedone del bianco · f4 donna del bianco · g3 torre del bianco · h3 re del bianco · b2 donna del nero · h1 torre del bianco | c8 torre del nero · h8 re del nero · b7 pedone del nero · d7 alfiere del nero · h7 pedone del nero · a6 pedone del nero · e6 pedone del nero · d5 pedone del nero · e5 pedone del bianco · f5 pedone del nero · b4 pedone del bianco · f4 donna del bianco · g3 torre del bianco · h3 re del bianco · b2 donna del nero · h1 torre del bianco | 6 |
| 5 | c8 torre del nero · h8 re del nero · b7 pedone del nero · d7 alfiere del nero · h7 pedone del nero · a6 pedone del nero · e6 pedone del nero · d5 pedone del nero · e5 pedone del bianco · f5 pedone del nero · b4 pedone del bianco · f4 donna del bianco · g3 torre del bianco · h3 re del bianco · b2 donna del nero · h1 torre del bianco | c8 torre del nero · h8 re del nero · b7 pedone del nero · d7 alfiere del nero · h7 pedone del nero · a6 pedone del nero · e6 pedone del nero · d5 pedone del nero · e5 pedone del bianco · f5 pedone del nero · b4 pedone del bianco · f4 donna del bianco · g3 torre del bianco · h3 re del bianco · b2 donna del nero · h1 torre del bianco | c8 torre del nero · h8 re del nero · b7 pedone del nero · d7 alfiere del nero · h7 pedone del nero · a6 pedone del nero · e6 pedone del nero · d5 pedone del nero · e5 pedone del bianco · f5 pedone del nero · b4 pedone del bianco · f4 donna del bianco · g3 torre del bianco · h3 re del bianco · b2 donna del nero · h1 torre del bianco | c8 torre del nero · h8 re del nero · b7 pedone del nero · d7 alfiere del nero · h7 pedone del nero · a6 pedone del nero · e6 pedone del nero · d5 pedone del nero · e5 pedone del bianco · f5 pedone del nero · b4 pedone del bianco · f4 donna del bianco · g3 torre del bianco · h3 re del bianco · b2 donna del nero · h1 torre del bianco | c8 torre del nero · h8 re del nero · b7 pedone del nero · d7 alfiere del nero · h7 pedone del nero · a6 pedone del nero · e6 pedone del nero · d5 pedone del nero · e5 pedone del bianco · f5 pedone del nero · b4 pedone del bianco · f4 donna del bianco · g3 torre del bianco · h3 re del bianco · b2 donna del nero · h1 torre del bianco | c8 torre del nero · h8 re del nero · b7 pedone del nero · d7 alfiere del nero · h7 pedone del nero · a6 pedone del nero · e6 pedone del nero · d5 pedone del nero · e5 pedone del bianco · f5 pedone del nero · b4 pedone del bianco · f4 donna del bianco · g3 torre del bianco · h3 re del bianco · b2 donna del nero · h1 torre del bianco | c8 torre del nero · h8 re del nero · b7 pedone del nero · d7 alfiere del nero · h7 pedone del nero · a6 pedone del nero · e6 pedone del nero · d5 pedone del nero · e5 pedone del bianco · f5 pedone del nero · b4 pedone del bianco · f4 donna del bianco · g3 torre del bianco · h3 re del bianco · b2 donna del nero · h1 torre del bianco | c8 torre del nero · h8 re del nero · b7 pedone del nero · d7 alfiere del nero · h7 pedone del nero · a6 pedone del nero · e6 pedone del nero · d5 pedone del nero · e5 pedone del bianco · f5 pedone del nero · b4 pedone del bianco · f4 donna del bianco · g3 torre del bianco · h3 re del bianco · b2 donna del nero · h1 torre del bianco | 5 |
| 4 | c8 torre del nero · h8 re del nero · b7 pedone del nero · d7 alfiere del nero · h7 pedone del nero · a6 pedone del nero · e6 pedone del nero · d5 pedone del nero · e5 pedone del bianco · f5 pedone del nero · b4 pedone del bianco · f4 donna del bianco · g3 torre del bianco · h3 re del bianco · b2 donna del nero · h1 torre del bianco | c8 torre del nero · h8 re del nero · b7 pedone del nero · d7 alfiere del nero · h7 pedone del nero · a6 pedone del nero · e6 pedone del nero · d5 pedone del nero · e5 pedone del bianco · f5 pedone del nero · b4 pedone del bianco · f4 donna del bianco · g3 torre del bianco · h3 re del bianco · b2 donna del nero · h1 torre del bianco | c8 torre del nero · h8 re del nero · b7 pedone del nero · d7 alfiere del nero · h7 pedone del nero · a6 pedone del nero · e6 pedone del nero · d5 pedone del nero · e5 pedone del bianco · f5 pedone del nero · b4 pedone del bianco · f4 donna del bianco · g3 torre del bianco · h3 re del bianco · b2 donna del nero · h1 torre del bianco | c8 torre del nero · h8 re del nero · b7 pedone del nero · d7 alfiere del nero · h7 pedone del nero · a6 pedone del nero · e6 pedone del nero · d5 pedone del nero · e5 pedone del bianco · f5 pedone del nero · b4 pedone del bianco · f4 donna del bianco · g3 torre del bianco · h3 re del bianco · b2 donna del nero · h1 torre del bianco | c8 torre del nero · h8 re del nero · b7 pedone del nero · d7 alfiere del nero · h7 pedone del nero · a6 pedone del nero · e6 pedone del nero · d5 pedone del nero · e5 pedone del bianco · f5 pedone del nero · b4 pedone del bianco · f4 donna del bianco · g3 torre del bianco · h3 re del bianco · b2 donna del nero · h1 torre del bianco | c8 torre del nero · h8 re del nero · b7 pedone del nero · d7 alfiere del nero · h7 pedone del nero · a6 pedone del nero · e6 pedone del nero · d5 pedone del nero · e5 pedone del bianco · f5 pedone del nero · b4 pedone del bianco · f4 donna del bianco · g3 torre del bianco · h3 re del bianco · b2 donna del nero · h1 torre del bianco | c8 torre del nero · h8 re del nero · b7 pedone del nero · d7 alfiere del nero · h7 pedone del nero · a6 pedone del nero · e6 pedone del nero · d5 pedone del nero · e5 pedone del bianco · f5 pedone del nero · b4 pedone del bianco · f4 donna del bianco · g3 torre del bianco · h3 re del bianco · b2 donna del nero · h1 torre del bianco | c8 torre del nero · h8 re del nero · b7 pedone del nero · d7 alfiere del nero · h7 pedone del nero · a6 pedone del nero · e6 pedone del nero · d5 pedone del nero · e5 pedone del bianco · f5 pedone del nero · b4 pedone del bianco · f4 donna del bianco · g3 torre del bianco · h3 re del bianco · b2 donna del nero · h1 torre del bianco | 4 |
| 3 | c8 torre del nero · h8 re del nero · b7 pedone del nero · d7 alfiere del nero · h7 pedone del nero · a6 pedone del nero · e6 pedone del nero · d5 pedone del nero · e5 pedone del bianco · f5 pedone del nero · b4 pedone del bianco · f4 donna del bianco · g3 torre del bianco · h3 re del bianco · b2 donna del nero · h1 torre del bianco | c8 torre del nero · h8 re del nero · b7 pedone del nero · d7 alfiere del nero · h7 pedone del nero · a6 pedone del nero · e6 pedone del nero · d5 pedone del nero · e5 pedone del bianco · f5 pedone del nero · b4 pedone del bianco · f4 donna del bianco · g3 torre del bianco · h3 re del bianco · b2 donna del nero · h1 torre del bianco | c8 torre del nero · h8 re del nero · b7 pedone del nero · d7 alfiere del nero · h7 pedone del nero · a6 pedone del nero · e6 pedone del nero · d5 pedone del nero · e5 pedone del bianco · f5 pedone del nero · b4 pedone del bianco · f4 donna del bianco · g3 torre del bianco · h3 re del bianco · b2 donna del nero · h1 torre del bianco | c8 torre del nero · h8 re del nero · b7 pedone del nero · d7 alfiere del nero · h7 pedone del nero · a6 pedone del nero · e6 pedone del nero · d5 pedone del nero · e5 pedone del bianco · f5 pedone del nero · b4 pedone del bianco · f4 donna del bianco · g3 torre del bianco · h3 re del bianco · b2 donna del nero · h1 torre del bianco | c8 torre del nero · h8 re del nero · b7 pedone del nero · d7 alfiere del nero · h7 pedone del nero · a6 pedone del nero · e6 pedone del nero · d5 pedone del nero · e5 pedone del bianco · f5 pedone del nero · b4 pedone del bianco · f4 donna del bianco · g3 torre del bianco · h3 re del bianco · b2 donna del nero · h1 torre del bianco | c8 torre del nero · h8 re del nero · b7 pedone del nero · d7 alfiere del nero · h7 pedone del nero · a6 pedone del nero · e6 pedone del nero · d5 pedone del nero · e5 pedone del bianco · f5 pedone del nero · b4 pedone del bianco · f4 donna del bianco · g3 torre del bianco · h3 re del bianco · b2 donna del nero · h1 torre del bianco | c8 torre del nero · h8 re del nero · b7 pedone del nero · d7 alfiere del nero · h7 pedone del nero · a6 pedone del nero · e6 pedone del nero · d5 pedone del nero · e5 pedone del bianco · f5 pedone del nero · b4 pedone del bianco · f4 donna del bianco · g3 torre del bianco · h3 re del bianco · b2 donna del nero · h1 torre del bianco | c8 torre del nero · h8 re del nero · b7 pedone del nero · d7 alfiere del nero · h7 pedone del nero · a6 pedone del nero · e6 pedone del nero · d5 pedone del nero · e5 pedone del bianco · f5 pedone del nero · b4 pedone del bianco · f4 donna del bianco · g3 torre del bianco · h3 re del bianco · b2 donna del nero · h1 torre del bianco | 3 |
| 2 | c8 torre del nero · h8 re del nero · b7 pedone del nero · d7 alfiere del nero · h7 pedone del nero · a6 pedone del nero · e6 pedone del nero · d5 pedone del nero · e5 pedone del bianco · f5 pedone del nero · b4 pedone del bianco · f4 donna del bianco · g3 torre del bianco · h3 re del bianco · b2 donna del nero · h1 torre del bianco | c8 torre del nero · h8 re del nero · b7 pedone del nero · d7 alfiere del nero · h7 pedone del nero · a6 pedone del nero · e6 pedone del nero · d5 pedone del nero · e5 pedone del bianco · f5 pedone del nero · b4 pedone del bianco · f4 donna del bianco · g3 torre del bianco · h3 re del bianco · b2 donna del nero · h1 torre del bianco | c8 torre del nero · h8 re del nero · b7 pedone del nero · d7 alfiere del nero · h7 pedone del nero · a6 pedone del nero · e6 pedone del nero · d5 pedone del nero · e5 pedone del bianco · f5 pedone del nero · b4 pedone del bianco · f4 donna del bianco · g3 torre del bianco · h3 re del bianco · b2 donna del nero · h1 torre del bianco | c8 torre del nero · h8 re del nero · b7 pedone del nero · d7 alfiere del nero · h7 pedone del nero · a6 pedone del nero · e6 pedone del nero · d5 pedone del nero · e5 pedone del bianco · f5 pedone del nero · b4 pedone del bianco · f4 donna del bianco · g3 torre del bianco · h3 re del bianco · b2 donna del nero · h1 torre del bianco | c8 torre del nero · h8 re del nero · b7 pedone del nero · d7 alfiere del nero · h7 pedone del nero · a6 pedone del nero · e6 pedone del nero · d5 pedone del nero · e5 pedone del bianco · f5 pedone del nero · b4 pedone del bianco · f4 donna del bianco · g3 torre del bianco · h3 re del bianco · b2 donna del nero · h1 torre del bianco | c8 torre del nero · h8 re del nero · b7 pedone del nero · d7 alfiere del nero · h7 pedone del nero · a6 pedone del nero · e6 pedone del nero · d5 pedone del nero · e5 pedone del bianco · f5 pedone del nero · b4 pedone del bianco · f4 donna del bianco · g3 torre del bianco · h3 re del bianco · b2 donna del nero · h1 torre del bianco | c8 torre del nero · h8 re del nero · b7 pedone del nero · d7 alfiere del nero · h7 pedone del nero · a6 pedone del nero · e6 pedone del nero · d5 pedone del nero · e5 pedone del bianco · f5 pedone del nero · b4 pedone del bianco · f4 donna del bianco · g3 torre del bianco · h3 re del bianco · b2 donna del nero · h1 torre del bianco | c8 torre del nero · h8 re del nero · b7 pedone del nero · d7 alfiere del nero · h7 pedone del nero · a6 pedone del nero · e6 pedone del nero · d5 pedone del nero · e5 pedone del bianco · f5 pedone del nero · b4 pedone del bianco · f4 donna del bianco · g3 torre del bianco · h3 re del bianco · b2 donna del nero · h1 torre del bianco | 2 |
| 1 | c8 torre del nero · h8 re del nero · b7 pedone del nero · d7 alfiere del nero · h7 pedone del nero · a6 pedone del nero · e6 pedone del nero · d5 pedone del nero · e5 pedone del bianco · f5 pedone del nero · b4 pedone del bianco · f4 donna del bianco · g3 torre del bianco · h3 re del bianco · b2 donna del nero · h1 torre del bianco | c8 torre del nero · h8 re del nero · b7 pedone del nero · d7 alfiere del nero · h7 pedone del nero · a6 pedone del nero · e6 pedone del nero · d5 pedone del nero · e5 pedone del bianco · f5 pedone del nero · b4 pedone del bianco · f4 donna del bianco · g3 torre del bianco · h3 re del bianco · b2 donna del nero · h1 torre del bianco | c8 torre del nero · h8 re del nero · b7 pedone del nero · d7 alfiere del nero · h7 pedone del nero · a6 pedone del nero · e6 pedone del nero · d5 pedone del nero · e5 pedone del bianco · f5 pedone del nero · b4 pedone del bianco · f4 donna del bianco · g3 torre del bianco · h3 re del bianco · b2 donna del nero · h1 torre del bianco | c8 torre del nero · h8 re del nero · b7 pedone del nero · d7 alfiere del nero · h7 pedone del nero · a6 pedone del nero · e6 pedone del nero · d5 pedone del nero · e5 pedone del bianco · f5 pedone del nero · b4 pedone del bianco · f4 donna del bianco · g3 torre del bianco · h3 re del bianco · b2 donna del nero · h1 torre del bianco | c8 torre del nero · h8 re del nero · b7 pedone del nero · d7 alfiere del nero · h7 pedone del nero · a6 pedone del nero · e6 pedone del nero · d5 pedone del nero · e5 pedone del bianco · f5 pedone del nero · b4 pedone del bianco · f4 donna del bianco · g3 torre del bianco · h3 re del bianco · b2 donna del nero · h1 torre del bianco | c8 torre del nero · h8 re del nero · b7 pedone del nero · d7 alfiere del nero · h7 pedone del nero · a6 pedone del nero · e6 pedone del nero · d5 pedone del nero · e5 pedone del bianco · f5 pedone del nero · b4 pedone del bianco · f4 donna del bianco · g3 torre del bianco · h3 re del bianco · b2 donna del nero · h1 torre del bianco | c8 torre del nero · h8 re del nero · b7 pedone del nero · d7 alfiere del nero · h7 pedone del nero · a6 pedone del nero · e6 pedone del nero · d5 pedone del nero · e5 pedone del bianco · f5 pedone del nero · b4 pedone del bianco · f4 donna del bianco · g3 torre del bianco · h3 re del bianco · b2 donna del nero · h1 torre del bianco | c8 torre del nero · h8 re del nero · b7 pedone del nero · d7 alfiere del nero · h7 pedone del nero · a6 pedone del nero · e6 pedone del nero · d5 pedone del nero · e5 pedone del bianco · f5 pedone del nero · b4 pedone del bianco · f4 donna del bianco · g3 torre del bianco · h3 re del bianco · b2 donna del nero · h1 torre del bianco | 1 |
|   | a | b | c | d | e | f | g | h |   |

Il sacrificio della Donna bianca ha messo allo scoperto il Re avversario, che così è diventato facile preda degli altri pezzi.
|   | a | b | c | d | e | f | g | h |   |
| 8 | c8 torre del nero · e8 torre del nero · a7 pedone del nero · g7 pedone del nero · h7 re del nero · d6 alfiere del bianco · e6 donna del bianco · f6 cavallo del nero · h6 pedone del nero · h5 donna del nero · g3 torre del bianco · a2 pedone del bianco · f2 pedone del bianco · g2 pedone del bianco · h2 pedone del bianco · b1 torre del bianco · g1 re del bianco | c8 torre del nero · e8 torre del nero · a7 pedone del nero · g7 pedone del nero · h7 re del nero · d6 alfiere del bianco · e6 donna del bianco · f6 cavallo del nero · h6 pedone del nero · h5 donna del nero · g3 torre del bianco · a2 pedone del bianco · f2 pedone del bianco · g2 pedone del bianco · h2 pedone del bianco · b1 torre del bianco · g1 re del bianco | c8 torre del nero · e8 torre del nero · a7 pedone del nero · g7 pedone del nero · h7 re del nero · d6 alfiere del bianco · e6 donna del bianco · f6 cavallo del nero · h6 pedone del nero · h5 donna del nero · g3 torre del bianco · a2 pedone del bianco · f2 pedone del bianco · g2 pedone del bianco · h2 pedone del bianco · b1 torre del bianco · g1 re del bianco | c8 torre del nero · e8 torre del nero · a7 pedone del nero · g7 pedone del nero · h7 re del nero · d6 alfiere del bianco · e6 donna del bianco · f6 cavallo del nero · h6 pedone del nero · h5 donna del nero · g3 torre del bianco · a2 pedone del bianco · f2 pedone del bianco · g2 pedone del bianco · h2 pedone del bianco · b1 torre del bianco · g1 re del bianco | c8 torre del nero · e8 torre del nero · a7 pedone del nero · g7 pedone del nero · h7 re del nero · d6 alfiere del bianco · e6 donna del bianco · f6 cavallo del nero · h6 pedone del nero · h5 donna del nero · g3 torre del bianco · a2 pedone del bianco · f2 pedone del bianco · g2 pedone del bianco · h2 pedone del bianco · b1 torre del bianco · g1 re del bianco | c8 torre del nero · e8 torre del nero · a7 pedone del nero · g7 pedone del nero · h7 re del nero · d6 alfiere del bianco · e6 donna del bianco · f6 cavallo del nero · h6 pedone del nero · h5 donna del nero · g3 torre del bianco · a2 pedone del bianco · f2 pedone del bianco · g2 pedone del bianco · h2 pedone del bianco · b1 torre del bianco · g1 re del bianco | c8 torre del nero · e8 torre del nero · a7 pedone del nero · g7 pedone del nero · h7 re del nero · d6 alfiere del bianco · e6 donna del bianco · f6 cavallo del nero · h6 pedone del nero · h5 donna del nero · g3 torre del bianco · a2 pedone del bianco · f2 pedone del bianco · g2 pedone del bianco · h2 pedone del bianco · b1 torre del bianco · g1 re del bianco | c8 torre del nero · e8 torre del nero · a7 pedone del nero · g7 pedone del nero · h7 re del nero · d6 alfiere del bianco · e6 donna del bianco · f6 cavallo del nero · h6 pedone del nero · h5 donna del nero · g3 torre del bianco · a2 pedone del bianco · f2 pedone del bianco · g2 pedone del bianco · h2 pedone del bianco · b1 torre del bianco · g1 re del bianco | 8 |
| 7 | c8 torre del nero · e8 torre del nero · a7 pedone del nero · g7 pedone del nero · h7 re del nero · d6 alfiere del bianco · e6 donna del bianco · f6 cavallo del nero · h6 pedone del nero · h5 donna del nero · g3 torre del bianco · a2 pedone del bianco · f2 pedone del bianco · g2 pedone del bianco · h2 pedone del bianco · b1 torre del bianco · g1 re del bianco | c8 torre del nero · e8 torre del nero · a7 pedone del nero · g7 pedone del nero · h7 re del nero · d6 alfiere del bianco · e6 donna del bianco · f6 cavallo del nero · h6 pedone del nero · h5 donna del nero · g3 torre del bianco · a2 pedone del bianco · f2 pedone del bianco · g2 pedone del bianco · h2 pedone del bianco · b1 torre del bianco · g1 re del bianco | c8 torre del nero · e8 torre del nero · a7 pedone del nero · g7 pedone del nero · h7 re del nero · d6 alfiere del bianco · e6 donna del bianco · f6 cavallo del nero · h6 pedone del nero · h5 donna del nero · g3 torre del bianco · a2 pedone del bianco · f2 pedone del bianco · g2 pedone del bianco · h2 pedone del bianco · b1 torre del bianco · g1 re del bianco | c8 torre del nero · e8 torre del nero · a7 pedone del nero · g7 pedone del nero · h7 re del nero · d6 alfiere del bianco · e6 donna del bianco · f6 cavallo del nero · h6 pedone del nero · h5 donna del nero · g3 torre del bianco · a2 pedone del bianco · f2 pedone del bianco · g2 pedone del bianco · h2 pedone del bianco · b1 torre del bianco · g1 re del bianco | c8 torre del nero · e8 torre del nero · a7 pedone del nero · g7 pedone del nero · h7 re del nero · d6 alfiere del bianco · e6 donna del bianco · f6 cavallo del nero · h6 pedone del nero · h5 donna del nero · g3 torre del bianco · a2 pedone del bianco · f2 pedone del bianco · g2 pedone del bianco · h2 pedone del bianco · b1 torre del bianco · g1 re del bianco | c8 torre del nero · e8 torre del nero · a7 pedone del nero · g7 pedone del nero · h7 re del nero · d6 alfiere del bianco · e6 donna del bianco · f6 cavallo del nero · h6 pedone del nero · h5 donna del nero · g3 torre del bianco · a2 pedone del bianco · f2 pedone del bianco · g2 pedone del bianco · h2 pedone del bianco · b1 torre del bianco · g1 re del bianco | c8 torre del nero · e8 torre del nero · a7 pedone del nero · g7 pedone del nero · h7 re del nero · d6 alfiere del bianco · e6 donna del bianco · f6 cavallo del nero · h6 pedone del nero · h5 donna del nero · g3 torre del bianco · a2 pedone del bianco · f2 pedone del bianco · g2 pedone del bianco · h2 pedone del bianco · b1 torre del bianco · g1 re del bianco | c8 torre del nero · e8 torre del nero · a7 pedone del nero · g7 pedone del nero · h7 re del nero · d6 alfiere del bianco · e6 donna del bianco · f6 cavallo del nero · h6 pedone del nero · h5 donna del nero · g3 torre del bianco · a2 pedone del bianco · f2 pedone del bianco · g2 pedone del bianco · h2 pedone del bianco · b1 torre del bianco · g1 re del bianco | 7 |
| 6 | c8 torre del nero · e8 torre del nero · a7 pedone del nero · g7 pedone del nero · h7 re del nero · d6 alfiere del bianco · e6 donna del bianco · f6 cavallo del nero · h6 pedone del nero · h5 donna del nero · g3 torre del bianco · a2 pedone del bianco · f2 pedone del bianco · g2 pedone del bianco · h2 pedone del bianco · b1 torre del bianco · g1 re del bianco | c8 torre del nero · e8 torre del nero · a7 pedone del nero · g7 pedone del nero · h7 re del nero · d6 alfiere del bianco · e6 donna del bianco · f6 cavallo del nero · h6 pedone del nero · h5 donna del nero · g3 torre del bianco · a2 pedone del bianco · f2 pedone del bianco · g2 pedone del bianco · h2 pedone del bianco · b1 torre del bianco · g1 re del bianco | c8 torre del nero · e8 torre del nero · a7 pedone del nero · g7 pedone del nero · h7 re del nero · d6 alfiere del bianco · e6 donna del bianco · f6 cavallo del nero · h6 pedone del nero · h5 donna del nero · g3 torre del bianco · a2 pedone del bianco · f2 pedone del bianco · g2 pedone del bianco · h2 pedone del bianco · b1 torre del bianco · g1 re del bianco | c8 torre del nero · e8 torre del nero · a7 pedone del nero · g7 pedone del nero · h7 re del nero · d6 alfiere del bianco · e6 donna del bianco · f6 cavallo del nero · h6 pedone del nero · h5 donna del nero · g3 torre del bianco · a2 pedone del bianco · f2 pedone del bianco · g2 pedone del bianco · h2 pedone del bianco · b1 torre del bianco · g1 re del bianco | c8 torre del nero · e8 torre del nero · a7 pedone del nero · g7 pedone del nero · h7 re del nero · d6 alfiere del bianco · e6 donna del bianco · f6 cavallo del nero · h6 pedone del nero · h5 donna del nero · g3 torre del bianco · a2 pedone del bianco · f2 pedone del bianco · g2 pedone del bianco · h2 pedone del bianco · b1 torre del bianco · g1 re del bianco | c8 torre del nero · e8 torre del nero · a7 pedone del nero · g7 pedone del nero · h7 re del nero · d6 alfiere del bianco · e6 donna del bianco · f6 cavallo del nero · h6 pedone del nero · h5 donna del nero · g3 torre del bianco · a2 pedone del bianco · f2 pedone del bianco · g2 pedone del bianco · h2 pedone del bianco · b1 torre del bianco · g1 re del bianco | c8 torre del nero · e8 torre del nero · a7 pedone del nero · g7 pedone del nero · h7 re del nero · d6 alfiere del bianco · e6 donna del bianco · f6 cavallo del nero · h6 pedone del nero · h5 donna del nero · g3 torre del bianco · a2 pedone del bianco · f2 pedone del bianco · g2 pedone del bianco · h2 pedone del bianco · b1 torre del bianco · g1 re del bianco | c8 torre del nero · e8 torre del nero · a7 pedone del nero · g7 pedone del nero · h7 re del nero · d6 alfiere del bianco · e6 donna del bianco · f6 cavallo del nero · h6 pedone del nero · h5 donna del nero · g3 torre del bianco · a2 pedone del bianco · f2 pedone del bianco · g2 pedone del bianco · h2 pedone del bianco · b1 torre del bianco · g1 re del bianco | 6 |
| 5 | c8 torre del nero · e8 torre del nero · a7 pedone del nero · g7 pedone del nero · h7 re del nero · d6 alfiere del bianco · e6 donna del bianco · f6 cavallo del nero · h6 pedone del nero · h5 donna del nero · g3 torre del bianco · a2 pedone del bianco · f2 pedone del bianco · g2 pedone del bianco · h2 pedone del bianco · b1 torre del bianco · g1 re del bianco | c8 torre del nero · e8 torre del nero · a7 pedone del nero · g7 pedone del nero · h7 re del nero · d6 alfiere del bianco · e6 donna del bianco · f6 cavallo del nero · h6 pedone del nero · h5 donna del nero · g3 torre del bianco · a2 pedone del bianco · f2 pedone del bianco · g2 pedone del bianco · h2 pedone del bianco · b1 torre del bianco · g1 re del bianco | c8 torre del nero · e8 torre del nero · a7 pedone del nero · g7 pedone del nero · h7 re del nero · d6 alfiere del bianco · e6 donna del bianco · f6 cavallo del nero · h6 pedone del nero · h5 donna del nero · g3 torre del bianco · a2 pedone del bianco · f2 pedone del bianco · g2 pedone del bianco · h2 pedone del bianco · b1 torre del bianco · g1 re del bianco | c8 torre del nero · e8 torre del nero · a7 pedone del nero · g7 pedone del nero · h7 re del nero · d6 alfiere del bianco · e6 donna del bianco · f6 cavallo del nero · h6 pedone del nero · h5 donna del nero · g3 torre del bianco · a2 pedone del bianco · f2 pedone del bianco · g2 pedone del bianco · h2 pedone del bianco · b1 torre del bianco · g1 re del bianco | c8 torre del nero · e8 torre del nero · a7 pedone del nero · g7 pedone del nero · h7 re del nero · d6 alfiere del bianco · e6 donna del bianco · f6 cavallo del nero · h6 pedone del nero · h5 donna del nero · g3 torre del bianco · a2 pedone del bianco · f2 pedone del bianco · g2 pedone del bianco · h2 pedone del bianco · b1 torre del bianco · g1 re del bianco | c8 torre del nero · e8 torre del nero · a7 pedone del nero · g7 pedone del nero · h7 re del nero · d6 alfiere del bianco · e6 donna del bianco · f6 cavallo del nero · h6 pedone del nero · h5 donna del nero · g3 torre del bianco · a2 pedone del bianco · f2 pedone del bianco · g2 pedone del bianco · h2 pedone del bianco · b1 torre del bianco · g1 re del bianco | c8 torre del nero · e8 torre del nero · a7 pedone del nero · g7 pedone del nero · h7 re del nero · d6 alfiere del bianco · e6 donna del bianco · f6 cavallo del nero · h6 pedone del nero · h5 donna del nero · g3 torre del bianco · a2 pedone del bianco · f2 pedone del bianco · g2 pedone del bianco · h2 pedone del bianco · b1 torre del bianco · g1 re del bianco | c8 torre del nero · e8 torre del nero · a7 pedone del nero · g7 pedone del nero · h7 re del nero · d6 alfiere del bianco · e6 donna del bianco · f6 cavallo del nero · h6 pedone del nero · h5 donna del nero · g3 torre del bianco · a2 pedone del bianco · f2 pedone del bianco · g2 pedone del bianco · h2 pedone del bianco · b1 torre del bianco · g1 re del bianco | 5 |
| 4 | c8 torre del nero · e8 torre del nero · a7 pedone del nero · g7 pedone del nero · h7 re del nero · d6 alfiere del bianco · e6 donna del bianco · f6 cavallo del nero · h6 pedone del nero · h5 donna del nero · g3 torre del bianco · a2 pedone del bianco · f2 pedone del bianco · g2 pedone del bianco · h2 pedone del bianco · b1 torre del bianco · g1 re del bianco | c8 torre del nero · e8 torre del nero · a7 pedone del nero · g7 pedone del nero · h7 re del nero · d6 alfiere del bianco · e6 donna del bianco · f6 cavallo del nero · h6 pedone del nero · h5 donna del nero · g3 torre del bianco · a2 pedone del bianco · f2 pedone del bianco · g2 pedone del bianco · h2 pedone del bianco · b1 torre del bianco · g1 re del bianco | c8 torre del nero · e8 torre del nero · a7 pedone del nero · g7 pedone del nero · h7 re del nero · d6 alfiere del bianco · e6 donna del bianco · f6 cavallo del nero · h6 pedone del nero · h5 donna del nero · g3 torre del bianco · a2 pedone del bianco · f2 pedone del bianco · g2 pedone del bianco · h2 pedone del bianco · b1 torre del bianco · g1 re del bianco | c8 torre del nero · e8 torre del nero · a7 pedone del nero · g7 pedone del nero · h7 re del nero · d6 alfiere del bianco · e6 donna del bianco · f6 cavallo del nero · h6 pedone del nero · h5 donna del nero · g3 torre del bianco · a2 pedone del bianco · f2 pedone del bianco · g2 pedone del bianco · h2 pedone del bianco · b1 torre del bianco · g1 re del bianco | c8 torre del nero · e8 torre del nero · a7 pedone del nero · g7 pedone del nero · h7 re del nero · d6 alfiere del bianco · e6 donna del bianco · f6 cavallo del nero · h6 pedone del nero · h5 donna del nero · g3 torre del bianco · a2 pedone del bianco · f2 pedone del bianco · g2 pedone del bianco · h2 pedone del bianco · b1 torre del bianco · g1 re del bianco | c8 torre del nero · e8 torre del nero · a7 pedone del nero · g7 pedone del nero · h7 re del nero · d6 alfiere del bianco · e6 donna del bianco · f6 cavallo del nero · h6 pedone del nero · h5 donna del nero · g3 torre del bianco · a2 pedone del bianco · f2 pedone del bianco · g2 pedone del bianco · h2 pedone del bianco · b1 torre del bianco · g1 re del bianco | c8 torre del nero · e8 torre del nero · a7 pedone del nero · g7 pedone del nero · h7 re del nero · d6 alfiere del bianco · e6 donna del bianco · f6 cavallo del nero · h6 pedone del nero · h5 donna del nero · g3 torre del bianco · a2 pedone del bianco · f2 pedone del bianco · g2 pedone del bianco · h2 pedone del bianco · b1 torre del bianco · g1 re del bianco | c8 torre del nero · e8 torre del nero · a7 pedone del nero · g7 pedone del nero · h7 re del nero · d6 alfiere del bianco · e6 donna del bianco · f6 cavallo del nero · h6 pedone del nero · h5 donna del nero · g3 torre del bianco · a2 pedone del bianco · f2 pedone del bianco · g2 pedone del bianco · h2 pedone del bianco · b1 torre del bianco · g1 re del bianco | 4 |
| 3 | c8 torre del nero · e8 torre del nero · a7 pedone del nero · g7 pedone del nero · h7 re del nero · d6 alfiere del bianco · e6 donna del bianco · f6 cavallo del nero · h6 pedone del nero · h5 donna del nero · g3 torre del bianco · a2 pedone del bianco · f2 pedone del bianco · g2 pedone del bianco · h2 pedone del bianco · b1 torre del bianco · g1 re del bianco | c8 torre del nero · e8 torre del nero · a7 pedone del nero · g7 pedone del nero · h7 re del nero · d6 alfiere del bianco · e6 donna del bianco · f6 cavallo del nero · h6 pedone del nero · h5 donna del nero · g3 torre del bianco · a2 pedone del bianco · f2 pedone del bianco · g2 pedone del bianco · h2 pedone del bianco · b1 torre del bianco · g1 re del bianco | c8 torre del nero · e8 torre del nero · a7 pedone del nero · g7 pedone del nero · h7 re del nero · d6 alfiere del bianco · e6 donna del bianco · f6 cavallo del nero · h6 pedone del nero · h5 donna del nero · g3 torre del bianco · a2 pedone del bianco · f2 pedone del bianco · g2 pedone del bianco · h2 pedone del bianco · b1 torre del bianco · g1 re del bianco | c8 torre del nero · e8 torre del nero · a7 pedone del nero · g7 pedone del nero · h7 re del nero · d6 alfiere del bianco · e6 donna del bianco · f6 cavallo del nero · h6 pedone del nero · h5 donna del nero · g3 torre del bianco · a2 pedone del bianco · f2 pedone del bianco · g2 pedone del bianco · h2 pedone del bianco · b1 torre del bianco · g1 re del bianco | c8 torre del nero · e8 torre del nero · a7 pedone del nero · g7 pedone del nero · h7 re del nero · d6 alfiere del bianco · e6 donna del bianco · f6 cavallo del nero · h6 pedone del nero · h5 donna del nero · g3 torre del bianco · a2 pedone del bianco · f2 pedone del bianco · g2 pedone del bianco · h2 pedone del bianco · b1 torre del bianco · g1 re del bianco | c8 torre del nero · e8 torre del nero · a7 pedone del nero · g7 pedone del nero · h7 re del nero · d6 alfiere del bianco · e6 donna del bianco · f6 cavallo del nero · h6 pedone del nero · h5 donna del nero · g3 torre del bianco · a2 pedone del bianco · f2 pedone del bianco · g2 pedone del bianco · h2 pedone del bianco · b1 torre del bianco · g1 re del bianco | c8 torre del nero · e8 torre del nero · a7 pedone del nero · g7 pedone del nero · h7 re del nero · d6 alfiere del bianco · e6 donna del bianco · f6 cavallo del nero · h6 pedone del nero · h5 donna del nero · g3 torre del bianco · a2 pedone del bianco · f2 pedone del bianco · g2 pedone del bianco · h2 pedone del bianco · b1 torre del bianco · g1 re del bianco | c8 torre del nero · e8 torre del nero · a7 pedone del nero · g7 pedone del nero · h7 re del nero · d6 alfiere del bianco · e6 donna del bianco · f6 cavallo del nero · h6 pedone del nero · h5 donna del nero · g3 torre del bianco · a2 pedone del bianco · f2 pedone del bianco · g2 pedone del bianco · h2 pedone del bianco · b1 torre del bianco · g1 re del bianco | 3 |
| 2 | c8 torre del nero · e8 torre del nero · a7 pedone del nero · g7 pedone del nero · h7 re del nero · d6 alfiere del bianco · e6 donna del bianco · f6 cavallo del nero · h6 pedone del nero · h5 donna del nero · g3 torre del bianco · a2 pedone del bianco · f2 pedone del bianco · g2 pedone del bianco · h2 pedone del bianco · b1 torre del bianco · g1 re del bianco | c8 torre del nero · e8 torre del nero · a7 pedone del nero · g7 pedone del nero · h7 re del nero · d6 alfiere del bianco · e6 donna del bianco · f6 cavallo del nero · h6 pedone del nero · h5 donna del nero · g3 torre del bianco · a2 pedone del bianco · f2 pedone del bianco · g2 pedone del bianco · h2 pedone del bianco · b1 torre del bianco · g1 re del bianco | c8 torre del nero · e8 torre del nero · a7 pedone del nero · g7 pedone del nero · h7 re del nero · d6 alfiere del bianco · e6 donna del bianco · f6 cavallo del nero · h6 pedone del nero · h5 donna del nero · g3 torre del bianco · a2 pedone del bianco · f2 pedone del bianco · g2 pedone del bianco · h2 pedone del bianco · b1 torre del bianco · g1 re del bianco | c8 torre del nero · e8 torre del nero · a7 pedone del nero · g7 pedone del nero · h7 re del nero · d6 alfiere del bianco · e6 donna del bianco · f6 cavallo del nero · h6 pedone del nero · h5 donna del nero · g3 torre del bianco · a2 pedone del bianco · f2 pedone del bianco · g2 pedone del bianco · h2 pedone del bianco · b1 torre del bianco · g1 re del bianco | c8 torre del nero · e8 torre del nero · a7 pedone del nero · g7 pedone del nero · h7 re del nero · d6 alfiere del bianco · e6 donna del bianco · f6 cavallo del nero · h6 pedone del nero · h5 donna del nero · g3 torre del bianco · a2 pedone del bianco · f2 pedone del bianco · g2 pedone del bianco · h2 pedone del bianco · b1 torre del bianco · g1 re del bianco | c8 torre del nero · e8 torre del nero · a7 pedone del nero · g7 pedone del nero · h7 re del nero · d6 alfiere del bianco · e6 donna del bianco · f6 cavallo del nero · h6 pedone del nero · h5 donna del nero · g3 torre del bianco · a2 pedone del bianco · f2 pedone del bianco · g2 pedone del bianco · h2 pedone del bianco · b1 torre del bianco · g1 re del bianco | c8 torre del nero · e8 torre del nero · a7 pedone del nero · g7 pedone del nero · h7 re del nero · d6 alfiere del bianco · e6 donna del bianco · f6 cavallo del nero · h6 pedone del nero · h5 donna del nero · g3 torre del bianco · a2 pedone del bianco · f2 pedone del bianco · g2 pedone del bianco · h2 pedone del bianco · b1 torre del bianco · g1 re del bianco | c8 torre del nero · e8 torre del nero · a7 pedone del nero · g7 pedone del nero · h7 re del nero · d6 alfiere del bianco · e6 donna del bianco · f6 cavallo del nero · h6 pedone del nero · h5 donna del nero · g3 torre del bianco · a2 pedone del bianco · f2 pedone del bianco · g2 pedone del bianco · h2 pedone del bianco · b1 torre del bianco · g1 re del bianco | 2 |
| 1 | c8 torre del nero · e8 torre del nero · a7 pedone del nero · g7 pedone del nero · h7 re del nero · d6 alfiere del bianco · e6 donna del bianco · f6 cavallo del nero · h6 pedone del nero · h5 donna del nero · g3 torre del bianco · a2 pedone del bianco · f2 pedone del bianco · g2 pedone del bianco · h2 pedone del bianco · b1 torre del bianco · g1 re del bianco | c8 torre del nero · e8 torre del nero · a7 pedone del nero · g7 pedone del nero · h7 re del nero · d6 alfiere del bianco · e6 donna del bianco · f6 cavallo del nero · h6 pedone del nero · h5 donna del nero · g3 torre del bianco · a2 pedone del bianco · f2 pedone del bianco · g2 pedone del bianco · h2 pedone del bianco · b1 torre del bianco · g1 re del bianco | c8 torre del nero · e8 torre del nero · a7 pedone del nero · g7 pedone del nero · h7 re del nero · d6 alfiere del bianco · e6 donna del bianco · f6 cavallo del nero · h6 pedone del nero · h5 donna del nero · g3 torre del bianco · a2 pedone del bianco · f2 pedone del bianco · g2 pedone del bianco · h2 pedone del bianco · b1 torre del bianco · g1 re del bianco | c8 torre del nero · e8 torre del nero · a7 pedone del nero · g7 pedone del nero · h7 re del nero · d6 alfiere del bianco · e6 donna del bianco · f6 cavallo del nero · h6 pedone del nero · h5 donna del nero · g3 torre del bianco · a2 pedone del bianco · f2 pedone del bianco · g2 pedone del bianco · h2 pedone del bianco · b1 torre del bianco · g1 re del bianco | c8 torre del nero · e8 torre del nero · a7 pedone del nero · g7 pedone del nero · h7 re del nero · d6 alfiere del bianco · e6 donna del bianco · f6 cavallo del nero · h6 pedone del nero · h5 donna del nero · g3 torre del bianco · a2 pedone del bianco · f2 pedone del bianco · g2 pedone del bianco · h2 pedone del bianco · b1 torre del bianco · g1 re del bianco | c8 torre del nero · e8 torre del nero · a7 pedone del nero · g7 pedone del nero · h7 re del nero · d6 alfiere del bianco · e6 donna del bianco · f6 cavallo del nero · h6 pedone del nero · h5 donna del nero · g3 torre del bianco · a2 pedone del bianco · f2 pedone del bianco · g2 pedone del bianco · h2 pedone del bianco · b1 torre del bianco · g1 re del bianco | c8 torre del nero · e8 torre del nero · a7 pedone del nero · g7 pedone del nero · h7 re del nero · d6 alfiere del bianco · e6 donna del bianco · f6 cavallo del nero · h6 pedone del nero · h5 donna del nero · g3 torre del bianco · a2 pedone del bianco · f2 pedone del bianco · g2 pedone del bianco · h2 pedone del bianco · b1 torre del bianco · g1 re del bianco | c8 torre del nero · e8 torre del nero · a7 pedone del nero · g7 pedone del nero · h7 re del nero · d6 alfiere del bianco · e6 donna del bianco · f6 cavallo del nero · h6 pedone del nero · h5 donna del nero · g3 torre del bianco · a2 pedone del bianco · f2 pedone del bianco · g2 pedone del bianco · h2 pedone del bianco · b1 torre del bianco · g1 re del bianco | 1 |
|   | a | b | c | d | e | f | g | h |   |

Posizione di una partita Cigorin - Bird
1.Txg7+! Rxg7 2.Tb7+ Rg6 3.Df7+ Rf5 4.Tb5+ Re4 5.f3+ Re3 6.Db3+ Re2 (Se 6…Rd2 allora 7.Af4+ Re1 8.Db1+ Re2 9.Df1#) 7.Db2+ Rd3 8.Db1+ Re2 9.Df1+ Re3 10.De1+ Rd4 11.Dd2+ Rc4 12.Tb4#. 
In questo esempio il Re nero è stato costretto a peregrinare per tutta la scacchiera.
|   | a | b | c | d | e | f | g | h |   |
| 8 | a8 torre del nero · b8 cavallo del nero · c8 alfiere del nero · d8 donna del nero · e8 re del nero · f8 alfiere del nero · g8 cavallo del nero · h8 torre del nero · f7 pedone del nero · g7 pedone del nero · h7 pedone del nero · e6 pedone del nero · a5 pedone del nero · c5 pedone del nero · e5 cavallo del bianco · a4 pedone del bianco · b4 pedone del nero · c4 alfiere del bianco · d4 pedone del bianco · b2 pedone del bianco · c2 pedone del bianco · d2 cavallo del bianco · f2 pedone del bianco · g2 pedone del bianco · h2 pedone del bianco · a1 torre del bianco · c1 alfiere del bianco · d1 donna del bianco · f1 torre del bianco · g1 re del bianco | a8 torre del nero · b8 cavallo del nero · c8 alfiere del nero · d8 donna del nero · e8 re del nero · f8 alfiere del nero · g8 cavallo del nero · h8 torre del nero · f7 pedone del nero · g7 pedone del nero · h7 pedone del nero · e6 pedone del nero · a5 pedone del nero · c5 pedone del nero · e5 cavallo del bianco · a4 pedone del bianco · b4 pedone del nero · c4 alfiere del bianco · d4 pedone del bianco · b2 pedone del bianco · c2 pedone del bianco · d2 cavallo del bianco · f2 pedone del bianco · g2 pedone del bianco · h2 pedone del bianco · a1 torre del bianco · c1 alfiere del bianco · d1 donna del bianco · f1 torre del bianco · g1 re del bianco | a8 torre del nero · b8 cavallo del nero · c8 alfiere del nero · d8 donna del nero · e8 re del nero · f8 alfiere del nero · g8 cavallo del nero · h8 torre del nero · f7 pedone del nero · g7 pedone del nero · h7 pedone del nero · e6 pedone del nero · a5 pedone del nero · c5 pedone del nero · e5 cavallo del bianco · a4 pedone del bianco · b4 pedone del nero · c4 alfiere del bianco · d4 pedone del bianco · b2 pedone del bianco · c2 pedone del bianco · d2 cavallo del bianco · f2 pedone del bianco · g2 pedone del bianco · h2 pedone del bianco · a1 torre del bianco · c1 alfiere del bianco · d1 donna del bianco · f1 torre del bianco · g1 re del bianco | a8 torre del nero · b8 cavallo del nero · c8 alfiere del nero · d8 donna del nero · e8 re del nero · f8 alfiere del nero · g8 cavallo del nero · h8 torre del nero · f7 pedone del nero · g7 pedone del nero · h7 pedone del nero · e6 pedone del nero · a5 pedone del nero · c5 pedone del nero · e5 cavallo del bianco · a4 pedone del bianco · b4 pedone del nero · c4 alfiere del bianco · d4 pedone del bianco · b2 pedone del bianco · c2 pedone del bianco · d2 cavallo del bianco · f2 pedone del bianco · g2 pedone del bianco · h2 pedone del bianco · a1 torre del bianco · c1 alfiere del bianco · d1 donna del bianco · f1 torre del bianco · g1 re del bianco | a8 torre del nero · b8 cavallo del nero · c8 alfiere del nero · d8 donna del nero · e8 re del nero · f8 alfiere del nero · g8 cavallo del nero · h8 torre del nero · f7 pedone del nero · g7 pedone del nero · h7 pedone del nero · e6 pedone del nero · a5 pedone del nero · c5 pedone del nero · e5 cavallo del bianco · a4 pedone del bianco · b4 pedone del nero · c4 alfiere del bianco · d4 pedone del bianco · b2 pedone del bianco · c2 pedone del bianco · d2 cavallo del bianco · f2 pedone del bianco · g2 pedone del bianco · h2 pedone del bianco · a1 torre del bianco · c1 alfiere del bianco · d1 donna del bianco · f1 torre del bianco · g1 re del bianco | a8 torre del nero · b8 cavallo del nero · c8 alfiere del nero · d8 donna del nero · e8 re del nero · f8 alfiere del nero · g8 cavallo del nero · h8 torre del nero · f7 pedone del nero · g7 pedone del nero · h7 pedone del nero · e6 pedone del nero · a5 pedone del nero · c5 pedone del nero · e5 cavallo del bianco · a4 pedone del bianco · b4 pedone del nero · c4 alfiere del bianco · d4 pedone del bianco · b2 pedone del bianco · c2 pedone del bianco · d2 cavallo del bianco · f2 pedone del bianco · g2 pedone del bianco · h2 pedone del bianco · a1 torre del bianco · c1 alfiere del bianco · d1 donna del bianco · f1 torre del bianco · g1 re del bianco | a8 torre del nero · b8 cavallo del nero · c8 alfiere del nero · d8 donna del nero · e8 re del nero · f8 alfiere del nero · g8 cavallo del nero · h8 torre del nero · f7 pedone del nero · g7 pedone del nero · h7 pedone del nero · e6 pedone del nero · a5 pedone del nero · c5 pedone del nero · e5 cavallo del bianco · a4 pedone del bianco · b4 pedone del nero · c4 alfiere del bianco · d4 pedone del bianco · b2 pedone del bianco · c2 pedone del bianco · d2 cavallo del bianco · f2 pedone del bianco · g2 pedone del bianco · h2 pedone del bianco · a1 torre del bianco · c1 alfiere del bianco · d1 donna del bianco · f1 torre del bianco · g1 re del bianco | a8 torre del nero · b8 cavallo del nero · c8 alfiere del nero · d8 donna del nero · e8 re del nero · f8 alfiere del nero · g8 cavallo del nero · h8 torre del nero · f7 pedone del nero · g7 pedone del nero · h7 pedone del nero · e6 pedone del nero · a5 pedone del nero · c5 pedone del nero · e5 cavallo del bianco · a4 pedone del bianco · b4 pedone del nero · c4 alfiere del bianco · d4 pedone del bianco · b2 pedone del bianco · c2 pedone del bianco · d2 cavallo del bianco · f2 pedone del bianco · g2 pedone del bianco · h2 pedone del bianco · a1 torre del bianco · c1 alfiere del bianco · d1 donna del bianco · f1 torre del bianco · g1 re del bianco | 8 |
| 7 | a8 torre del nero · b8 cavallo del nero · c8 alfiere del nero · d8 donna del nero · e8 re del nero · f8 alfiere del nero · g8 cavallo del nero · h8 torre del nero · f7 pedone del nero · g7 pedone del nero · h7 pedone del nero · e6 pedone del nero · a5 pedone del nero · c5 pedone del nero · e5 cavallo del bianco · a4 pedone del bianco · b4 pedone del nero · c4 alfiere del bianco · d4 pedone del bianco · b2 pedone del bianco · c2 pedone del bianco · d2 cavallo del bianco · f2 pedone del bianco · g2 pedone del bianco · h2 pedone del bianco · a1 torre del bianco · c1 alfiere del bianco · d1 donna del bianco · f1 torre del bianco · g1 re del bianco | a8 torre del nero · b8 cavallo del nero · c8 alfiere del nero · d8 donna del nero · e8 re del nero · f8 alfiere del nero · g8 cavallo del nero · h8 torre del nero · f7 pedone del nero · g7 pedone del nero · h7 pedone del nero · e6 pedone del nero · a5 pedone del nero · c5 pedone del nero · e5 cavallo del bianco · a4 pedone del bianco · b4 pedone del nero · c4 alfiere del bianco · d4 pedone del bianco · b2 pedone del bianco · c2 pedone del bianco · d2 cavallo del bianco · f2 pedone del bianco · g2 pedone del bianco · h2 pedone del bianco · a1 torre del bianco · c1 alfiere del bianco · d1 donna del bianco · f1 torre del bianco · g1 re del bianco | a8 torre del nero · b8 cavallo del nero · c8 alfiere del nero · d8 donna del nero · e8 re del nero · f8 alfiere del nero · g8 cavallo del nero · h8 torre del nero · f7 pedone del nero · g7 pedone del nero · h7 pedone del nero · e6 pedone del nero · a5 pedone del nero · c5 pedone del nero · e5 cavallo del bianco · a4 pedone del bianco · b4 pedone del nero · c4 alfiere del bianco · d4 pedone del bianco · b2 pedone del bianco · c2 pedone del bianco · d2 cavallo del bianco · f2 pedone del bianco · g2 pedone del bianco · h2 pedone del bianco · a1 torre del bianco · c1 alfiere del bianco · d1 donna del bianco · f1 torre del bianco · g1 re del bianco | a8 torre del nero · b8 cavallo del nero · c8 alfiere del nero · d8 donna del nero · e8 re del nero · f8 alfiere del nero · g8 cavallo del nero · h8 torre del nero · f7 pedone del nero · g7 pedone del nero · h7 pedone del nero · e6 pedone del nero · a5 pedone del nero · c5 pedone del nero · e5 cavallo del bianco · a4 pedone del bianco · b4 pedone del nero · c4 alfiere del bianco · d4 pedone del bianco · b2 pedone del bianco · c2 pedone del bianco · d2 cavallo del bianco · f2 pedone del bianco · g2 pedone del bianco · h2 pedone del bianco · a1 torre del bianco · c1 alfiere del bianco · d1 donna del bianco · f1 torre del bianco · g1 re del bianco | a8 torre del nero · b8 cavallo del nero · c8 alfiere del nero · d8 donna del nero · e8 re del nero · f8 alfiere del nero · g8 cavallo del nero · h8 torre del nero · f7 pedone del nero · g7 pedone del nero · h7 pedone del nero · e6 pedone del nero · a5 pedone del nero · c5 pedone del nero · e5 cavallo del bianco · a4 pedone del bianco · b4 pedone del nero · c4 alfiere del bianco · d4 pedone del bianco · b2 pedone del bianco · c2 pedone del bianco · d2 cavallo del bianco · f2 pedone del bianco · g2 pedone del bianco · h2 pedone del bianco · a1 torre del bianco · c1 alfiere del bianco · d1 donna del bianco · f1 torre del bianco · g1 re del bianco | a8 torre del nero · b8 cavallo del nero · c8 alfiere del nero · d8 donna del nero · e8 re del nero · f8 alfiere del nero · g8 cavallo del nero · h8 torre del nero · f7 pedone del nero · g7 pedone del nero · h7 pedone del nero · e6 pedone del nero · a5 pedone del nero · c5 pedone del nero · e5 cavallo del bianco · a4 pedone del bianco · b4 pedone del nero · c4 alfiere del bianco · d4 pedone del bianco · b2 pedone del bianco · c2 pedone del bianco · d2 cavallo del bianco · f2 pedone del bianco · g2 pedone del bianco · h2 pedone del bianco · a1 torre del bianco · c1 alfiere del bianco · d1 donna del bianco · f1 torre del bianco · g1 re del bianco | a8 torre del nero · b8 cavallo del nero · c8 alfiere del nero · d8 donna del nero · e8 re del nero · f8 alfiere del nero · g8 cavallo del nero · h8 torre del nero · f7 pedone del nero · g7 pedone del nero · h7 pedone del nero · e6 pedone del nero · a5 pedone del nero · c5 pedone del nero · e5 cavallo del bianco · a4 pedone del bianco · b4 pedone del nero · c4 alfiere del bianco · d4 pedone del bianco · b2 pedone del bianco · c2 pedone del bianco · d2 cavallo del bianco · f2 pedone del bianco · g2 pedone del bianco · h2 pedone del bianco · a1 torre del bianco · c1 alfiere del bianco · d1 donna del bianco · f1 torre del bianco · g1 re del bianco | a8 torre del nero · b8 cavallo del nero · c8 alfiere del nero · d8 donna del nero · e8 re del nero · f8 alfiere del nero · g8 cavallo del nero · h8 torre del nero · f7 pedone del nero · g7 pedone del nero · h7 pedone del nero · e6 pedone del nero · a5 pedone del nero · c5 pedone del nero · e5 cavallo del bianco · a4 pedone del bianco · b4 pedone del nero · c4 alfiere del bianco · d4 pedone del bianco · b2 pedone del bianco · c2 pedone del bianco · d2 cavallo del bianco · f2 pedone del bianco · g2 pedone del bianco · h2 pedone del bianco · a1 torre del bianco · c1 alfiere del bianco · d1 donna del bianco · f1 torre del bianco · g1 re del bianco | 7 |
| 6 | a8 torre del nero · b8 cavallo del nero · c8 alfiere del nero · d8 donna del nero · e8 re del nero · f8 alfiere del nero · g8 cavallo del nero · h8 torre del nero · f7 pedone del nero · g7 pedone del nero · h7 pedone del nero · e6 pedone del nero · a5 pedone del nero · c5 pedone del nero · e5 cavallo del bianco · a4 pedone del bianco · b4 pedone del nero · c4 alfiere del bianco · d4 pedone del bianco · b2 pedone del bianco · c2 pedone del bianco · d2 cavallo del bianco · f2 pedone del bianco · g2 pedone del bianco · h2 pedone del bianco · a1 torre del bianco · c1 alfiere del bianco · d1 donna del bianco · f1 torre del bianco · g1 re del bianco | a8 torre del nero · b8 cavallo del nero · c8 alfiere del nero · d8 donna del nero · e8 re del nero · f8 alfiere del nero · g8 cavallo del nero · h8 torre del nero · f7 pedone del nero · g7 pedone del nero · h7 pedone del nero · e6 pedone del nero · a5 pedone del nero · c5 pedone del nero · e5 cavallo del bianco · a4 pedone del bianco · b4 pedone del nero · c4 alfiere del bianco · d4 pedone del bianco · b2 pedone del bianco · c2 pedone del bianco · d2 cavallo del bianco · f2 pedone del bianco · g2 pedone del bianco · h2 pedone del bianco · a1 torre del bianco · c1 alfiere del bianco · d1 donna del bianco · f1 torre del bianco · g1 re del bianco | a8 torre del nero · b8 cavallo del nero · c8 alfiere del nero · d8 donna del nero · e8 re del nero · f8 alfiere del nero · g8 cavallo del nero · h8 torre del nero · f7 pedone del nero · g7 pedone del nero · h7 pedone del nero · e6 pedone del nero · a5 pedone del nero · c5 pedone del nero · e5 cavallo del bianco · a4 pedone del bianco · b4 pedone del nero · c4 alfiere del bianco · d4 pedone del bianco · b2 pedone del bianco · c2 pedone del bianco · d2 cavallo del bianco · f2 pedone del bianco · g2 pedone del bianco · h2 pedone del bianco · a1 torre del bianco · c1 alfiere del bianco · d1 donna del bianco · f1 torre del bianco · g1 re del bianco | a8 torre del nero · b8 cavallo del nero · c8 alfiere del nero · d8 donna del nero · e8 re del nero · f8 alfiere del nero · g8 cavallo del nero · h8 torre del nero · f7 pedone del nero · g7 pedone del nero · h7 pedone del nero · e6 pedone del nero · a5 pedone del nero · c5 pedone del nero · e5 cavallo del bianco · a4 pedone del bianco · b4 pedone del nero · c4 alfiere del bianco · d4 pedone del bianco · b2 pedone del bianco · c2 pedone del bianco · d2 cavallo del bianco · f2 pedone del bianco · g2 pedone del bianco · h2 pedone del bianco · a1 torre del bianco · c1 alfiere del bianco · d1 donna del bianco · f1 torre del bianco · g1 re del bianco | a8 torre del nero · b8 cavallo del nero · c8 alfiere del nero · d8 donna del nero · e8 re del nero · f8 alfiere del nero · g8 cavallo del nero · h8 torre del nero · f7 pedone del nero · g7 pedone del nero · h7 pedone del nero · e6 pedone del nero · a5 pedone del nero · c5 pedone del nero · e5 cavallo del bianco · a4 pedone del bianco · b4 pedone del nero · c4 alfiere del bianco · d4 pedone del bianco · b2 pedone del bianco · c2 pedone del bianco · d2 cavallo del bianco · f2 pedone del bianco · g2 pedone del bianco · h2 pedone del bianco · a1 torre del bianco · c1 alfiere del bianco · d1 donna del bianco · f1 torre del bianco · g1 re del bianco | a8 torre del nero · b8 cavallo del nero · c8 alfiere del nero · d8 donna del nero · e8 re del nero · f8 alfiere del nero · g8 cavallo del nero · h8 torre del nero · f7 pedone del nero · g7 pedone del nero · h7 pedone del nero · e6 pedone del nero · a5 pedone del nero · c5 pedone del nero · e5 cavallo del bianco · a4 pedone del bianco · b4 pedone del nero · c4 alfiere del bianco · d4 pedone del bianco · b2 pedone del bianco · c2 pedone del bianco · d2 cavallo del bianco · f2 pedone del bianco · g2 pedone del bianco · h2 pedone del bianco · a1 torre del bianco · c1 alfiere del bianco · d1 donna del bianco · f1 torre del bianco · g1 re del bianco | a8 torre del nero · b8 cavallo del nero · c8 alfiere del nero · d8 donna del nero · e8 re del nero · f8 alfiere del nero · g8 cavallo del nero · h8 torre del nero · f7 pedone del nero · g7 pedone del nero · h7 pedone del nero · e6 pedone del nero · a5 pedone del nero · c5 pedone del nero · e5 cavallo del bianco · a4 pedone del bianco · b4 pedone del nero · c4 alfiere del bianco · d4 pedone del bianco · b2 pedone del bianco · c2 pedone del bianco · d2 cavallo del bianco · f2 pedone del bianco · g2 pedone del bianco · h2 pedone del bianco · a1 torre del bianco · c1 alfiere del bianco · d1 donna del bianco · f1 torre del bianco · g1 re del bianco | a8 torre del nero · b8 cavallo del nero · c8 alfiere del nero · d8 donna del nero · e8 re del nero · f8 alfiere del nero · g8 cavallo del nero · h8 torre del nero · f7 pedone del nero · g7 pedone del nero · h7 pedone del nero · e6 pedone del nero · a5 pedone del nero · c5 pedone del nero · e5 cavallo del bianco · a4 pedone del bianco · b4 pedone del nero · c4 alfiere del bianco · d4 pedone del bianco · b2 pedone del bianco · c2 pedone del bianco · d2 cavallo del bianco · f2 pedone del bianco · g2 pedone del bianco · h2 pedone del bianco · a1 torre del bianco · c1 alfiere del bianco · d1 donna del bianco · f1 torre del bianco · g1 re del bianco | 6 |
| 5 | a8 torre del nero · b8 cavallo del nero · c8 alfiere del nero · d8 donna del nero · e8 re del nero · f8 alfiere del nero · g8 cavallo del nero · h8 torre del nero · f7 pedone del nero · g7 pedone del nero · h7 pedone del nero · e6 pedone del nero · a5 pedone del nero · c5 pedone del nero · e5 cavallo del bianco · a4 pedone del bianco · b4 pedone del nero · c4 alfiere del bianco · d4 pedone del bianco · b2 pedone del bianco · c2 pedone del bianco · d2 cavallo del bianco · f2 pedone del bianco · g2 pedone del bianco · h2 pedone del bianco · a1 torre del bianco · c1 alfiere del bianco · d1 donna del bianco · f1 torre del bianco · g1 re del bianco | a8 torre del nero · b8 cavallo del nero · c8 alfiere del nero · d8 donna del nero · e8 re del nero · f8 alfiere del nero · g8 cavallo del nero · h8 torre del nero · f7 pedone del nero · g7 pedone del nero · h7 pedone del nero · e6 pedone del nero · a5 pedone del nero · c5 pedone del nero · e5 cavallo del bianco · a4 pedone del bianco · b4 pedone del nero · c4 alfiere del bianco · d4 pedone del bianco · b2 pedone del bianco · c2 pedone del bianco · d2 cavallo del bianco · f2 pedone del bianco · g2 pedone del bianco · h2 pedone del bianco · a1 torre del bianco · c1 alfiere del bianco · d1 donna del bianco · f1 torre del bianco · g1 re del bianco | a8 torre del nero · b8 cavallo del nero · c8 alfiere del nero · d8 donna del nero · e8 re del nero · f8 alfiere del nero · g8 cavallo del nero · h8 torre del nero · f7 pedone del nero · g7 pedone del nero · h7 pedone del nero · e6 pedone del nero · a5 pedone del nero · c5 pedone del nero · e5 cavallo del bianco · a4 pedone del bianco · b4 pedone del nero · c4 alfiere del bianco · d4 pedone del bianco · b2 pedone del bianco · c2 pedone del bianco · d2 cavallo del bianco · f2 pedone del bianco · g2 pedone del bianco · h2 pedone del bianco · a1 torre del bianco · c1 alfiere del bianco · d1 donna del bianco · f1 torre del bianco · g1 re del bianco | a8 torre del nero · b8 cavallo del nero · c8 alfiere del nero · d8 donna del nero · e8 re del nero · f8 alfiere del nero · g8 cavallo del nero · h8 torre del nero · f7 pedone del nero · g7 pedone del nero · h7 pedone del nero · e6 pedone del nero · a5 pedone del nero · c5 pedone del nero · e5 cavallo del bianco · a4 pedone del bianco · b4 pedone del nero · c4 alfiere del bianco · d4 pedone del bianco · b2 pedone del bianco · c2 pedone del bianco · d2 cavallo del bianco · f2 pedone del bianco · g2 pedone del bianco · h2 pedone del bianco · a1 torre del bianco · c1 alfiere del bianco · d1 donna del bianco · f1 torre del bianco · g1 re del bianco | a8 torre del nero · b8 cavallo del nero · c8 alfiere del nero · d8 donna del nero · e8 re del nero · f8 alfiere del nero · g8 cavallo del nero · h8 torre del nero · f7 pedone del nero · g7 pedone del nero · h7 pedone del nero · e6 pedone del nero · a5 pedone del nero · c5 pedone del nero · e5 cavallo del bianco · a4 pedone del bianco · b4 pedone del nero · c4 alfiere del bianco · d4 pedone del bianco · b2 pedone del bianco · c2 pedone del bianco · d2 cavallo del bianco · f2 pedone del bianco · g2 pedone del bianco · h2 pedone del bianco · a1 torre del bianco · c1 alfiere del bianco · d1 donna del bianco · f1 torre del bianco · g1 re del bianco | a8 torre del nero · b8 cavallo del nero · c8 alfiere del nero · d8 donna del nero · e8 re del nero · f8 alfiere del nero · g8 cavallo del nero · h8 torre del nero · f7 pedone del nero · g7 pedone del nero · h7 pedone del nero · e6 pedone del nero · a5 pedone del nero · c5 pedone del nero · e5 cavallo del bianco · a4 pedone del bianco · b4 pedone del nero · c4 alfiere del bianco · d4 pedone del bianco · b2 pedone del bianco · c2 pedone del bianco · d2 cavallo del bianco · f2 pedone del bianco · g2 pedone del bianco · h2 pedone del bianco · a1 torre del bianco · c1 alfiere del bianco · d1 donna del bianco · f1 torre del bianco · g1 re del bianco | a8 torre del nero · b8 cavallo del nero · c8 alfiere del nero · d8 donna del nero · e8 re del nero · f8 alfiere del nero · g8 cavallo del nero · h8 torre del nero · f7 pedone del nero · g7 pedone del nero · h7 pedone del nero · e6 pedone del nero · a5 pedone del nero · c5 pedone del nero · e5 cavallo del bianco · a4 pedone del bianco · b4 pedone del nero · c4 alfiere del bianco · d4 pedone del bianco · b2 pedone del bianco · c2 pedone del bianco · d2 cavallo del bianco · f2 pedone del bianco · g2 pedone del bianco · h2 pedone del bianco · a1 torre del bianco · c1 alfiere del bianco · d1 donna del bianco · f1 torre del bianco · g1 re del bianco | a8 torre del nero · b8 cavallo del nero · c8 alfiere del nero · d8 donna del nero · e8 re del nero · f8 alfiere del nero · g8 cavallo del nero · h8 torre del nero · f7 pedone del nero · g7 pedone del nero · h7 pedone del nero · e6 pedone del nero · a5 pedone del nero · c5 pedone del nero · e5 cavallo del bianco · a4 pedone del bianco · b4 pedone del nero · c4 alfiere del bianco · d4 pedone del bianco · b2 pedone del bianco · c2 pedone del bianco · d2 cavallo del bianco · f2 pedone del bianco · g2 pedone del bianco · h2 pedone del bianco · a1 torre del bianco · c1 alfiere del bianco · d1 donna del bianco · f1 torre del bianco · g1 re del bianco | 5 |
| 4 | a8 torre del nero · b8 cavallo del nero · c8 alfiere del nero · d8 donna del nero · e8 re del nero · f8 alfiere del nero · g8 cavallo del nero · h8 torre del nero · f7 pedone del nero · g7 pedone del nero · h7 pedone del nero · e6 pedone del nero · a5 pedone del nero · c5 pedone del nero · e5 cavallo del bianco · a4 pedone del bianco · b4 pedone del nero · c4 alfiere del bianco · d4 pedone del bianco · b2 pedone del bianco · c2 pedone del bianco · d2 cavallo del bianco · f2 pedone del bianco · g2 pedone del bianco · h2 pedone del bianco · a1 torre del bianco · c1 alfiere del bianco · d1 donna del bianco · f1 torre del bianco · g1 re del bianco | a8 torre del nero · b8 cavallo del nero · c8 alfiere del nero · d8 donna del nero · e8 re del nero · f8 alfiere del nero · g8 cavallo del nero · h8 torre del nero · f7 pedone del nero · g7 pedone del nero · h7 pedone del nero · e6 pedone del nero · a5 pedone del nero · c5 pedone del nero · e5 cavallo del bianco · a4 pedone del bianco · b4 pedone del nero · c4 alfiere del bianco · d4 pedone del bianco · b2 pedone del bianco · c2 pedone del bianco · d2 cavallo del bianco · f2 pedone del bianco · g2 pedone del bianco · h2 pedone del bianco · a1 torre del bianco · c1 alfiere del bianco · d1 donna del bianco · f1 torre del bianco · g1 re del bianco | a8 torre del nero · b8 cavallo del nero · c8 alfiere del nero · d8 donna del nero · e8 re del nero · f8 alfiere del nero · g8 cavallo del nero · h8 torre del nero · f7 pedone del nero · g7 pedone del nero · h7 pedone del nero · e6 pedone del nero · a5 pedone del nero · c5 pedone del nero · e5 cavallo del bianco · a4 pedone del bianco · b4 pedone del nero · c4 alfiere del bianco · d4 pedone del bianco · b2 pedone del bianco · c2 pedone del bianco · d2 cavallo del bianco · f2 pedone del bianco · g2 pedone del bianco · h2 pedone del bianco · a1 torre del bianco · c1 alfiere del bianco · d1 donna del bianco · f1 torre del bianco · g1 re del bianco | a8 torre del nero · b8 cavallo del nero · c8 alfiere del nero · d8 donna del nero · e8 re del nero · f8 alfiere del nero · g8 cavallo del nero · h8 torre del nero · f7 pedone del nero · g7 pedone del nero · h7 pedone del nero · e6 pedone del nero · a5 pedone del nero · c5 pedone del nero · e5 cavallo del bianco · a4 pedone del bianco · b4 pedone del nero · c4 alfiere del bianco · d4 pedone del bianco · b2 pedone del bianco · c2 pedone del bianco · d2 cavallo del bianco · f2 pedone del bianco · g2 pedone del bianco · h2 pedone del bianco · a1 torre del bianco · c1 alfiere del bianco · d1 donna del bianco · f1 torre del bianco · g1 re del bianco | a8 torre del nero · b8 cavallo del nero · c8 alfiere del nero · d8 donna del nero · e8 re del nero · f8 alfiere del nero · g8 cavallo del nero · h8 torre del nero · f7 pedone del nero · g7 pedone del nero · h7 pedone del nero · e6 pedone del nero · a5 pedone del nero · c5 pedone del nero · e5 cavallo del bianco · a4 pedone del bianco · b4 pedone del nero · c4 alfiere del bianco · d4 pedone del bianco · b2 pedone del bianco · c2 pedone del bianco · d2 cavallo del bianco · f2 pedone del bianco · g2 pedone del bianco · h2 pedone del bianco · a1 torre del bianco · c1 alfiere del bianco · d1 donna del bianco · f1 torre del bianco · g1 re del bianco | a8 torre del nero · b8 cavallo del nero · c8 alfiere del nero · d8 donna del nero · e8 re del nero · f8 alfiere del nero · g8 cavallo del nero · h8 torre del nero · f7 pedone del nero · g7 pedone del nero · h7 pedone del nero · e6 pedone del nero · a5 pedone del nero · c5 pedone del nero · e5 cavallo del bianco · a4 pedone del bianco · b4 pedone del nero · c4 alfiere del bianco · d4 pedone del bianco · b2 pedone del bianco · c2 pedone del bianco · d2 cavallo del bianco · f2 pedone del bianco · g2 pedone del bianco · h2 pedone del bianco · a1 torre del bianco · c1 alfiere del bianco · d1 donna del bianco · f1 torre del bianco · g1 re del bianco | a8 torre del nero · b8 cavallo del nero · c8 alfiere del nero · d8 donna del nero · e8 re del nero · f8 alfiere del nero · g8 cavallo del nero · h8 torre del nero · f7 pedone del nero · g7 pedone del nero · h7 pedone del nero · e6 pedone del nero · a5 pedone del nero · c5 pedone del nero · e5 cavallo del bianco · a4 pedone del bianco · b4 pedone del nero · c4 alfiere del bianco · d4 pedone del bianco · b2 pedone del bianco · c2 pedone del bianco · d2 cavallo del bianco · f2 pedone del bianco · g2 pedone del bianco · h2 pedone del bianco · a1 torre del bianco · c1 alfiere del bianco · d1 donna del bianco · f1 torre del bianco · g1 re del bianco | a8 torre del nero · b8 cavallo del nero · c8 alfiere del nero · d8 donna del nero · e8 re del nero · f8 alfiere del nero · g8 cavallo del nero · h8 torre del nero · f7 pedone del nero · g7 pedone del nero · h7 pedone del nero · e6 pedone del nero · a5 pedone del nero · c5 pedone del nero · e5 cavallo del bianco · a4 pedone del bianco · b4 pedone del nero · c4 alfiere del bianco · d4 pedone del bianco · b2 pedone del bianco · c2 pedone del bianco · d2 cavallo del bianco · f2 pedone del bianco · g2 pedone del bianco · h2 pedone del bianco · a1 torre del bianco · c1 alfiere del bianco · d1 donna del bianco · f1 torre del bianco · g1 re del bianco | 4 |
| 3 | a8 torre del nero · b8 cavallo del nero · c8 alfiere del nero · d8 donna del nero · e8 re del nero · f8 alfiere del nero · g8 cavallo del nero · h8 torre del nero · f7 pedone del nero · g7 pedone del nero · h7 pedone del nero · e6 pedone del nero · a5 pedone del nero · c5 pedone del nero · e5 cavallo del bianco · a4 pedone del bianco · b4 pedone del nero · c4 alfiere del bianco · d4 pedone del bianco · b2 pedone del bianco · c2 pedone del bianco · d2 cavallo del bianco · f2 pedone del bianco · g2 pedone del bianco · h2 pedone del bianco · a1 torre del bianco · c1 alfiere del bianco · d1 donna del bianco · f1 torre del bianco · g1 re del bianco | a8 torre del nero · b8 cavallo del nero · c8 alfiere del nero · d8 donna del nero · e8 re del nero · f8 alfiere del nero · g8 cavallo del nero · h8 torre del nero · f7 pedone del nero · g7 pedone del nero · h7 pedone del nero · e6 pedone del nero · a5 pedone del nero · c5 pedone del nero · e5 cavallo del bianco · a4 pedone del bianco · b4 pedone del nero · c4 alfiere del bianco · d4 pedone del bianco · b2 pedone del bianco · c2 pedone del bianco · d2 cavallo del bianco · f2 pedone del bianco · g2 pedone del bianco · h2 pedone del bianco · a1 torre del bianco · c1 alfiere del bianco · d1 donna del bianco · f1 torre del bianco · g1 re del bianco | a8 torre del nero · b8 cavallo del nero · c8 alfiere del nero · d8 donna del nero · e8 re del nero · f8 alfiere del nero · g8 cavallo del nero · h8 torre del nero · f7 pedone del nero · g7 pedone del nero · h7 pedone del nero · e6 pedone del nero · a5 pedone del nero · c5 pedone del nero · e5 cavallo del bianco · a4 pedone del bianco · b4 pedone del nero · c4 alfiere del bianco · d4 pedone del bianco · b2 pedone del bianco · c2 pedone del bianco · d2 cavallo del bianco · f2 pedone del bianco · g2 pedone del bianco · h2 pedone del bianco · a1 torre del bianco · c1 alfiere del bianco · d1 donna del bianco · f1 torre del bianco · g1 re del bianco | a8 torre del nero · b8 cavallo del nero · c8 alfiere del nero · d8 donna del nero · e8 re del nero · f8 alfiere del nero · g8 cavallo del nero · h8 torre del nero · f7 pedone del nero · g7 pedone del nero · h7 pedone del nero · e6 pedone del nero · a5 pedone del nero · c5 pedone del nero · e5 cavallo del bianco · a4 pedone del bianco · b4 pedone del nero · c4 alfiere del bianco · d4 pedone del bianco · b2 pedone del bianco · c2 pedone del bianco · d2 cavallo del bianco · f2 pedone del bianco · g2 pedone del bianco · h2 pedone del bianco · a1 torre del bianco · c1 alfiere del bianco · d1 donna del bianco · f1 torre del bianco · g1 re del bianco | a8 torre del nero · b8 cavallo del nero · c8 alfiere del nero · d8 donna del nero · e8 re del nero · f8 alfiere del nero · g8 cavallo del nero · h8 torre del nero · f7 pedone del nero · g7 pedone del nero · h7 pedone del nero · e6 pedone del nero · a5 pedone del nero · c5 pedone del nero · e5 cavallo del bianco · a4 pedone del bianco · b4 pedone del nero · c4 alfiere del bianco · d4 pedone del bianco · b2 pedone del bianco · c2 pedone del bianco · d2 cavallo del bianco · f2 pedone del bianco · g2 pedone del bianco · h2 pedone del bianco · a1 torre del bianco · c1 alfiere del bianco · d1 donna del bianco · f1 torre del bianco · g1 re del bianco | a8 torre del nero · b8 cavallo del nero · c8 alfiere del nero · d8 donna del nero · e8 re del nero · f8 alfiere del nero · g8 cavallo del nero · h8 torre del nero · f7 pedone del nero · g7 pedone del nero · h7 pedone del nero · e6 pedone del nero · a5 pedone del nero · c5 pedone del nero · e5 cavallo del bianco · a4 pedone del bianco · b4 pedone del nero · c4 alfiere del bianco · d4 pedone del bianco · b2 pedone del bianco · c2 pedone del bianco · d2 cavallo del bianco · f2 pedone del bianco · g2 pedone del bianco · h2 pedone del bianco · a1 torre del bianco · c1 alfiere del bianco · d1 donna del bianco · f1 torre del bianco · g1 re del bianco | a8 torre del nero · b8 cavallo del nero · c8 alfiere del nero · d8 donna del nero · e8 re del nero · f8 alfiere del nero · g8 cavallo del nero · h8 torre del nero · f7 pedone del nero · g7 pedone del nero · h7 pedone del nero · e6 pedone del nero · a5 pedone del nero · c5 pedone del nero · e5 cavallo del bianco · a4 pedone del bianco · b4 pedone del nero · c4 alfiere del bianco · d4 pedone del bianco · b2 pedone del bianco · c2 pedone del bianco · d2 cavallo del bianco · f2 pedone del bianco · g2 pedone del bianco · h2 pedone del bianco · a1 torre del bianco · c1 alfiere del bianco · d1 donna del bianco · f1 torre del bianco · g1 re del bianco | a8 torre del nero · b8 cavallo del nero · c8 alfiere del nero · d8 donna del nero · e8 re del nero · f8 alfiere del nero · g8 cavallo del nero · h8 torre del nero · f7 pedone del nero · g7 pedone del nero · h7 pedone del nero · e6 pedone del nero · a5 pedone del nero · c5 pedone del nero · e5 cavallo del bianco · a4 pedone del bianco · b4 pedone del nero · c4 alfiere del bianco · d4 pedone del bianco · b2 pedone del bianco · c2 pedone del bianco · d2 cavallo del bianco · f2 pedone del bianco · g2 pedone del bianco · h2 pedone del bianco · a1 torre del bianco · c1 alfiere del bianco · d1 donna del bianco · f1 torre del bianco · g1 re del bianco | 3 |
| 2 | a8 torre del nero · b8 cavallo del nero · c8 alfiere del nero · d8 donna del nero · e8 re del nero · f8 alfiere del nero · g8 cavallo del nero · h8 torre del nero · f7 pedone del nero · g7 pedone del nero · h7 pedone del nero · e6 pedone del nero · a5 pedone del nero · c5 pedone del nero · e5 cavallo del bianco · a4 pedone del bianco · b4 pedone del nero · c4 alfiere del bianco · d4 pedone del bianco · b2 pedone del bianco · c2 pedone del bianco · d2 cavallo del bianco · f2 pedone del bianco · g2 pedone del bianco · h2 pedone del bianco · a1 torre del bianco · c1 alfiere del bianco · d1 donna del bianco · f1 torre del bianco · g1 re del bianco | a8 torre del nero · b8 cavallo del nero · c8 alfiere del nero · d8 donna del nero · e8 re del nero · f8 alfiere del nero · g8 cavallo del nero · h8 torre del nero · f7 pedone del nero · g7 pedone del nero · h7 pedone del nero · e6 pedone del nero · a5 pedone del nero · c5 pedone del nero · e5 cavallo del bianco · a4 pedone del bianco · b4 pedone del nero · c4 alfiere del bianco · d4 pedone del bianco · b2 pedone del bianco · c2 pedone del bianco · d2 cavallo del bianco · f2 pedone del bianco · g2 pedone del bianco · h2 pedone del bianco · a1 torre del bianco · c1 alfiere del bianco · d1 donna del bianco · f1 torre del bianco · g1 re del bianco | a8 torre del nero · b8 cavallo del nero · c8 alfiere del nero · d8 donna del nero · e8 re del nero · f8 alfiere del nero · g8 cavallo del nero · h8 torre del nero · f7 pedone del nero · g7 pedone del nero · h7 pedone del nero · e6 pedone del nero · a5 pedone del nero · c5 pedone del nero · e5 cavallo del bianco · a4 pedone del bianco · b4 pedone del nero · c4 alfiere del bianco · d4 pedone del bianco · b2 pedone del bianco · c2 pedone del bianco · d2 cavallo del bianco · f2 pedone del bianco · g2 pedone del bianco · h2 pedone del bianco · a1 torre del bianco · c1 alfiere del bianco · d1 donna del bianco · f1 torre del bianco · g1 re del bianco | a8 torre del nero · b8 cavallo del nero · c8 alfiere del nero · d8 donna del nero · e8 re del nero · f8 alfiere del nero · g8 cavallo del nero · h8 torre del nero · f7 pedone del nero · g7 pedone del nero · h7 pedone del nero · e6 pedone del nero · a5 pedone del nero · c5 pedone del nero · e5 cavallo del bianco · a4 pedone del bianco · b4 pedone del nero · c4 alfiere del bianco · d4 pedone del bianco · b2 pedone del bianco · c2 pedone del bianco · d2 cavallo del bianco · f2 pedone del bianco · g2 pedone del bianco · h2 pedone del bianco · a1 torre del bianco · c1 alfiere del bianco · d1 donna del bianco · f1 torre del bianco · g1 re del bianco | a8 torre del nero · b8 cavallo del nero · c8 alfiere del nero · d8 donna del nero · e8 re del nero · f8 alfiere del nero · g8 cavallo del nero · h8 torre del nero · f7 pedone del nero · g7 pedone del nero · h7 pedone del nero · e6 pedone del nero · a5 pedone del nero · c5 pedone del nero · e5 cavallo del bianco · a4 pedone del bianco · b4 pedone del nero · c4 alfiere del bianco · d4 pedone del bianco · b2 pedone del bianco · c2 pedone del bianco · d2 cavallo del bianco · f2 pedone del bianco · g2 pedone del bianco · h2 pedone del bianco · a1 torre del bianco · c1 alfiere del bianco · d1 donna del bianco · f1 torre del bianco · g1 re del bianco | a8 torre del nero · b8 cavallo del nero · c8 alfiere del nero · d8 donna del nero · e8 re del nero · f8 alfiere del nero · g8 cavallo del nero · h8 torre del nero · f7 pedone del nero · g7 pedone del nero · h7 pedone del nero · e6 pedone del nero · a5 pedone del nero · c5 pedone del nero · e5 cavallo del bianco · a4 pedone del bianco · b4 pedone del nero · c4 alfiere del bianco · d4 pedone del bianco · b2 pedone del bianco · c2 pedone del bianco · d2 cavallo del bianco · f2 pedone del bianco · g2 pedone del bianco · h2 pedone del bianco · a1 torre del bianco · c1 alfiere del bianco · d1 donna del bianco · f1 torre del bianco · g1 re del bianco | a8 torre del nero · b8 cavallo del nero · c8 alfiere del nero · d8 donna del nero · e8 re del nero · f8 alfiere del nero · g8 cavallo del nero · h8 torre del nero · f7 pedone del nero · g7 pedone del nero · h7 pedone del nero · e6 pedone del nero · a5 pedone del nero · c5 pedone del nero · e5 cavallo del bianco · a4 pedone del bianco · b4 pedone del nero · c4 alfiere del bianco · d4 pedone del bianco · b2 pedone del bianco · c2 pedone del bianco · d2 cavallo del bianco · f2 pedone del bianco · g2 pedone del bianco · h2 pedone del bianco · a1 torre del bianco · c1 alfiere del bianco · d1 donna del bianco · f1 torre del bianco · g1 re del bianco | a8 torre del nero · b8 cavallo del nero · c8 alfiere del nero · d8 donna del nero · e8 re del nero · f8 alfiere del nero · g8 cavallo del nero · h8 torre del nero · f7 pedone del nero · g7 pedone del nero · h7 pedone del nero · e6 pedone del nero · a5 pedone del nero · c5 pedone del nero · e5 cavallo del bianco · a4 pedone del bianco · b4 pedone del nero · c4 alfiere del bianco · d4 pedone del bianco · b2 pedone del bianco · c2 pedone del bianco · d2 cavallo del bianco · f2 pedone del bianco · g2 pedone del bianco · h2 pedone del bianco · a1 torre del bianco · c1 alfiere del bianco · d1 donna del bianco · f1 torre del bianco · g1 re del bianco | 2 |
| 1 | a8 torre del nero · b8 cavallo del nero · c8 alfiere del nero · d8 donna del nero · e8 re del nero · f8 alfiere del nero · g8 cavallo del nero · h8 torre del nero · f7 pedone del nero · g7 pedone del nero · h7 pedone del nero · e6 pedone del nero · a5 pedone del nero · c5 pedone del nero · e5 cavallo del bianco · a4 pedone del bianco · b4 pedone del nero · c4 alfiere del bianco · d4 pedone del bianco · b2 pedone del bianco · c2 pedone del bianco · d2 cavallo del bianco · f2 pedone del bianco · g2 pedone del bianco · h2 pedone del bianco · a1 torre del bianco · c1 alfiere del bianco · d1 donna del bianco · f1 torre del bianco · g1 re del bianco | a8 torre del nero · b8 cavallo del nero · c8 alfiere del nero · d8 donna del nero · e8 re del nero · f8 alfiere del nero · g8 cavallo del nero · h8 torre del nero · f7 pedone del nero · g7 pedone del nero · h7 pedone del nero · e6 pedone del nero · a5 pedone del nero · c5 pedone del nero · e5 cavallo del bianco · a4 pedone del bianco · b4 pedone del nero · c4 alfiere del bianco · d4 pedone del bianco · b2 pedone del bianco · c2 pedone del bianco · d2 cavallo del bianco · f2 pedone del bianco · g2 pedone del bianco · h2 pedone del bianco · a1 torre del bianco · c1 alfiere del bianco · d1 donna del bianco · f1 torre del bianco · g1 re del bianco | a8 torre del nero · b8 cavallo del nero · c8 alfiere del nero · d8 donna del nero · e8 re del nero · f8 alfiere del nero · g8 cavallo del nero · h8 torre del nero · f7 pedone del nero · g7 pedone del nero · h7 pedone del nero · e6 pedone del nero · a5 pedone del nero · c5 pedone del nero · e5 cavallo del bianco · a4 pedone del bianco · b4 pedone del nero · c4 alfiere del bianco · d4 pedone del bianco · b2 pedone del bianco · c2 pedone del bianco · d2 cavallo del bianco · f2 pedone del bianco · g2 pedone del bianco · h2 pedone del bianco · a1 torre del bianco · c1 alfiere del bianco · d1 donna del bianco · f1 torre del bianco · g1 re del bianco | a8 torre del nero · b8 cavallo del nero · c8 alfiere del nero · d8 donna del nero · e8 re del nero · f8 alfiere del nero · g8 cavallo del nero · h8 torre del nero · f7 pedone del nero · g7 pedone del nero · h7 pedone del nero · e6 pedone del nero · a5 pedone del nero · c5 pedone del nero · e5 cavallo del bianco · a4 pedone del bianco · b4 pedone del nero · c4 alfiere del bianco · d4 pedone del bianco · b2 pedone del bianco · c2 pedone del bianco · d2 cavallo del bianco · f2 pedone del bianco · g2 pedone del bianco · h2 pedone del bianco · a1 torre del bianco · c1 alfiere del bianco · d1 donna del bianco · f1 torre del bianco · g1 re del bianco | a8 torre del nero · b8 cavallo del nero · c8 alfiere del nero · d8 donna del nero · e8 re del nero · f8 alfiere del nero · g8 cavallo del nero · h8 torre del nero · f7 pedone del nero · g7 pedone del nero · h7 pedone del nero · e6 pedone del nero · a5 pedone del nero · c5 pedone del nero · e5 cavallo del bianco · a4 pedone del bianco · b4 pedone del nero · c4 alfiere del bianco · d4 pedone del bianco · b2 pedone del bianco · c2 pedone del bianco · d2 cavallo del bianco · f2 pedone del bianco · g2 pedone del bianco · h2 pedone del bianco · a1 torre del bianco · c1 alfiere del bianco · d1 donna del bianco · f1 torre del bianco · g1 re del bianco | a8 torre del nero · b8 cavallo del nero · c8 alfiere del nero · d8 donna del nero · e8 re del nero · f8 alfiere del nero · g8 cavallo del nero · h8 torre del nero · f7 pedone del nero · g7 pedone del nero · h7 pedone del nero · e6 pedone del nero · a5 pedone del nero · c5 pedone del nero · e5 cavallo del bianco · a4 pedone del bianco · b4 pedone del nero · c4 alfiere del bianco · d4 pedone del bianco · b2 pedone del bianco · c2 pedone del bianco · d2 cavallo del bianco · f2 pedone del bianco · g2 pedone del bianco · h2 pedone del bianco · a1 torre del bianco · c1 alfiere del bianco · d1 donna del bianco · f1 torre del bianco · g1 re del bianco | a8 torre del nero · b8 cavallo del nero · c8 alfiere del nero · d8 donna del nero · e8 re del nero · f8 alfiere del nero · g8 cavallo del nero · h8 torre del nero · f7 pedone del nero · g7 pedone del nero · h7 pedone del nero · e6 pedone del nero · a5 pedone del nero · c5 pedone del nero · e5 cavallo del bianco · a4 pedone del bianco · b4 pedone del nero · c4 alfiere del bianco · d4 pedone del bianco · b2 pedone del bianco · c2 pedone del bianco · d2 cavallo del bianco · f2 pedone del bianco · g2 pedone del bianco · h2 pedone del bianco · a1 torre del bianco · c1 alfiere del bianco · d1 donna del bianco · f1 torre del bianco · g1 re del bianco | a8 torre del nero · b8 cavallo del nero · c8 alfiere del nero · d8 donna del nero · e8 re del nero · f8 alfiere del nero · g8 cavallo del nero · h8 torre del nero · f7 pedone del nero · g7 pedone del nero · h7 pedone del nero · e6 pedone del nero · a5 pedone del nero · c5 pedone del nero · e5 cavallo del bianco · a4 pedone del bianco · b4 pedone del nero · c4 alfiere del bianco · d4 pedone del bianco · b2 pedone del bianco · c2 pedone del bianco · d2 cavallo del bianco · f2 pedone del bianco · g2 pedone del bianco · h2 pedone del bianco · a1 torre del bianco · c1 alfiere del bianco · d1 donna del bianco · f1 torre del bianco · g1 re del bianco | 1 |
|   | a | b | c | d | e | f | g | h |   |

Questa posizione che scaturisce dalle mosse 1 d4 e6 2 e4 d5 3 Cd2 a6? (Cf6) 4 Cgf3 b5? (c5) 5 a4! b4 6 exd5 Dxd5 7 Ac4 Dd8 8 0-0 a5 9 Ce5 c5 mostra come il coordinamento dei pezzi bianchi riesce in poche mosse a dare matto.
10 Df3! Ta7 (qualche resistenza in più la dava il tratto f6) 11 Ab5+ Re7 12 Dxf7 Rd6 13 Cdc4+ Rd5 14 Df3+ Rxd4 15 Td1#
|   | a | b | c | d | e | f | g | h |   |
| 8 | a8 alfiere del nero · b8 donna del nero · f8 torre del nero · g8 re del nero · e7 cavallo del nero · f7 pedone del nero · g7 pedone del nero · h7 pedone del nero · b5 pedone del nero · d5 pedone del nero · e5 pedone del bianco · c4 pedone del nero · d4 pedone del bianco · b2 pedone del bianco · f2 pedone del bianco · g2 pedone del bianco · h2 pedone del bianco · b1 alfiere del bianco · d1 donna del bianco · f1 torre del bianco · g1 re del bianco | a8 alfiere del nero · b8 donna del nero · f8 torre del nero · g8 re del nero · e7 cavallo del nero · f7 pedone del nero · g7 pedone del nero · h7 pedone del nero · b5 pedone del nero · d5 pedone del nero · e5 pedone del bianco · c4 pedone del nero · d4 pedone del bianco · b2 pedone del bianco · f2 pedone del bianco · g2 pedone del bianco · h2 pedone del bianco · b1 alfiere del bianco · d1 donna del bianco · f1 torre del bianco · g1 re del bianco | a8 alfiere del nero · b8 donna del nero · f8 torre del nero · g8 re del nero · e7 cavallo del nero · f7 pedone del nero · g7 pedone del nero · h7 pedone del nero · b5 pedone del nero · d5 pedone del nero · e5 pedone del bianco · c4 pedone del nero · d4 pedone del bianco · b2 pedone del bianco · f2 pedone del bianco · g2 pedone del bianco · h2 pedone del bianco · b1 alfiere del bianco · d1 donna del bianco · f1 torre del bianco · g1 re del bianco | a8 alfiere del nero · b8 donna del nero · f8 torre del nero · g8 re del nero · e7 cavallo del nero · f7 pedone del nero · g7 pedone del nero · h7 pedone del nero · b5 pedone del nero · d5 pedone del nero · e5 pedone del bianco · c4 pedone del nero · d4 pedone del bianco · b2 pedone del bianco · f2 pedone del bianco · g2 pedone del bianco · h2 pedone del bianco · b1 alfiere del bianco · d1 donna del bianco · f1 torre del bianco · g1 re del bianco | a8 alfiere del nero · b8 donna del nero · f8 torre del nero · g8 re del nero · e7 cavallo del nero · f7 pedone del nero · g7 pedone del nero · h7 pedone del nero · b5 pedone del nero · d5 pedone del nero · e5 pedone del bianco · c4 pedone del nero · d4 pedone del bianco · b2 pedone del bianco · f2 pedone del bianco · g2 pedone del bianco · h2 pedone del bianco · b1 alfiere del bianco · d1 donna del bianco · f1 torre del bianco · g1 re del bianco | a8 alfiere del nero · b8 donna del nero · f8 torre del nero · g8 re del nero · e7 cavallo del nero · f7 pedone del nero · g7 pedone del nero · h7 pedone del nero · b5 pedone del nero · d5 pedone del nero · e5 pedone del bianco · c4 pedone del nero · d4 pedone del bianco · b2 pedone del bianco · f2 pedone del bianco · g2 pedone del bianco · h2 pedone del bianco · b1 alfiere del bianco · d1 donna del bianco · f1 torre del bianco · g1 re del bianco | a8 alfiere del nero · b8 donna del nero · f8 torre del nero · g8 re del nero · e7 cavallo del nero · f7 pedone del nero · g7 pedone del nero · h7 pedone del nero · b5 pedone del nero · d5 pedone del nero · e5 pedone del bianco · c4 pedone del nero · d4 pedone del bianco · b2 pedone del bianco · f2 pedone del bianco · g2 pedone del bianco · h2 pedone del bianco · b1 alfiere del bianco · d1 donna del bianco · f1 torre del bianco · g1 re del bianco | a8 alfiere del nero · b8 donna del nero · f8 torre del nero · g8 re del nero · e7 cavallo del nero · f7 pedone del nero · g7 pedone del nero · h7 pedone del nero · b5 pedone del nero · d5 pedone del nero · e5 pedone del bianco · c4 pedone del nero · d4 pedone del bianco · b2 pedone del bianco · f2 pedone del bianco · g2 pedone del bianco · h2 pedone del bianco · b1 alfiere del bianco · d1 donna del bianco · f1 torre del bianco · g1 re del bianco | 8 |
| 7 | a8 alfiere del nero · b8 donna del nero · f8 torre del nero · g8 re del nero · e7 cavallo del nero · f7 pedone del nero · g7 pedone del nero · h7 pedone del nero · b5 pedone del nero · d5 pedone del nero · e5 pedone del bianco · c4 pedone del nero · d4 pedone del bianco · b2 pedone del bianco · f2 pedone del bianco · g2 pedone del bianco · h2 pedone del bianco · b1 alfiere del bianco · d1 donna del bianco · f1 torre del bianco · g1 re del bianco | a8 alfiere del nero · b8 donna del nero · f8 torre del nero · g8 re del nero · e7 cavallo del nero · f7 pedone del nero · g7 pedone del nero · h7 pedone del nero · b5 pedone del nero · d5 pedone del nero · e5 pedone del bianco · c4 pedone del nero · d4 pedone del bianco · b2 pedone del bianco · f2 pedone del bianco · g2 pedone del bianco · h2 pedone del bianco · b1 alfiere del bianco · d1 donna del bianco · f1 torre del bianco · g1 re del bianco | a8 alfiere del nero · b8 donna del nero · f8 torre del nero · g8 re del nero · e7 cavallo del nero · f7 pedone del nero · g7 pedone del nero · h7 pedone del nero · b5 pedone del nero · d5 pedone del nero · e5 pedone del bianco · c4 pedone del nero · d4 pedone del bianco · b2 pedone del bianco · f2 pedone del bianco · g2 pedone del bianco · h2 pedone del bianco · b1 alfiere del bianco · d1 donna del bianco · f1 torre del bianco · g1 re del bianco | a8 alfiere del nero · b8 donna del nero · f8 torre del nero · g8 re del nero · e7 cavallo del nero · f7 pedone del nero · g7 pedone del nero · h7 pedone del nero · b5 pedone del nero · d5 pedone del nero · e5 pedone del bianco · c4 pedone del nero · d4 pedone del bianco · b2 pedone del bianco · f2 pedone del bianco · g2 pedone del bianco · h2 pedone del bianco · b1 alfiere del bianco · d1 donna del bianco · f1 torre del bianco · g1 re del bianco | a8 alfiere del nero · b8 donna del nero · f8 torre del nero · g8 re del nero · e7 cavallo del nero · f7 pedone del nero · g7 pedone del nero · h7 pedone del nero · b5 pedone del nero · d5 pedone del nero · e5 pedone del bianco · c4 pedone del nero · d4 pedone del bianco · b2 pedone del bianco · f2 pedone del bianco · g2 pedone del bianco · h2 pedone del bianco · b1 alfiere del bianco · d1 donna del bianco · f1 torre del bianco · g1 re del bianco | a8 alfiere del nero · b8 donna del nero · f8 torre del nero · g8 re del nero · e7 cavallo del nero · f7 pedone del nero · g7 pedone del nero · h7 pedone del nero · b5 pedone del nero · d5 pedone del nero · e5 pedone del bianco · c4 pedone del nero · d4 pedone del bianco · b2 pedone del bianco · f2 pedone del bianco · g2 pedone del bianco · h2 pedone del bianco · b1 alfiere del bianco · d1 donna del bianco · f1 torre del bianco · g1 re del bianco | a8 alfiere del nero · b8 donna del nero · f8 torre del nero · g8 re del nero · e7 cavallo del nero · f7 pedone del nero · g7 pedone del nero · h7 pedone del nero · b5 pedone del nero · d5 pedone del nero · e5 pedone del bianco · c4 pedone del nero · d4 pedone del bianco · b2 pedone del bianco · f2 pedone del bianco · g2 pedone del bianco · h2 pedone del bianco · b1 alfiere del bianco · d1 donna del bianco · f1 torre del bianco · g1 re del bianco | a8 alfiere del nero · b8 donna del nero · f8 torre del nero · g8 re del nero · e7 cavallo del nero · f7 pedone del nero · g7 pedone del nero · h7 pedone del nero · b5 pedone del nero · d5 pedone del nero · e5 pedone del bianco · c4 pedone del nero · d4 pedone del bianco · b2 pedone del bianco · f2 pedone del bianco · g2 pedone del bianco · h2 pedone del bianco · b1 alfiere del bianco · d1 donna del bianco · f1 torre del bianco · g1 re del bianco | 7 |
| 6 | a8 alfiere del nero · b8 donna del nero · f8 torre del nero · g8 re del nero · e7 cavallo del nero · f7 pedone del nero · g7 pedone del nero · h7 pedone del nero · b5 pedone del nero · d5 pedone del nero · e5 pedone del bianco · c4 pedone del nero · d4 pedone del bianco · b2 pedone del bianco · f2 pedone del bianco · g2 pedone del bianco · h2 pedone del bianco · b1 alfiere del bianco · d1 donna del bianco · f1 torre del bianco · g1 re del bianco | a8 alfiere del nero · b8 donna del nero · f8 torre del nero · g8 re del nero · e7 cavallo del nero · f7 pedone del nero · g7 pedone del nero · h7 pedone del nero · b5 pedone del nero · d5 pedone del nero · e5 pedone del bianco · c4 pedone del nero · d4 pedone del bianco · b2 pedone del bianco · f2 pedone del bianco · g2 pedone del bianco · h2 pedone del bianco · b1 alfiere del bianco · d1 donna del bianco · f1 torre del bianco · g1 re del bianco | a8 alfiere del nero · b8 donna del nero · f8 torre del nero · g8 re del nero · e7 cavallo del nero · f7 pedone del nero · g7 pedone del nero · h7 pedone del nero · b5 pedone del nero · d5 pedone del nero · e5 pedone del bianco · c4 pedone del nero · d4 pedone del bianco · b2 pedone del bianco · f2 pedone del bianco · g2 pedone del bianco · h2 pedone del bianco · b1 alfiere del bianco · d1 donna del bianco · f1 torre del bianco · g1 re del bianco | a8 alfiere del nero · b8 donna del nero · f8 torre del nero · g8 re del nero · e7 cavallo del nero · f7 pedone del nero · g7 pedone del nero · h7 pedone del nero · b5 pedone del nero · d5 pedone del nero · e5 pedone del bianco · c4 pedone del nero · d4 pedone del bianco · b2 pedone del bianco · f2 pedone del bianco · g2 pedone del bianco · h2 pedone del bianco · b1 alfiere del bianco · d1 donna del bianco · f1 torre del bianco · g1 re del bianco | a8 alfiere del nero · b8 donna del nero · f8 torre del nero · g8 re del nero · e7 cavallo del nero · f7 pedone del nero · g7 pedone del nero · h7 pedone del nero · b5 pedone del nero · d5 pedone del nero · e5 pedone del bianco · c4 pedone del nero · d4 pedone del bianco · b2 pedone del bianco · f2 pedone del bianco · g2 pedone del bianco · h2 pedone del bianco · b1 alfiere del bianco · d1 donna del bianco · f1 torre del bianco · g1 re del bianco | a8 alfiere del nero · b8 donna del nero · f8 torre del nero · g8 re del nero · e7 cavallo del nero · f7 pedone del nero · g7 pedone del nero · h7 pedone del nero · b5 pedone del nero · d5 pedone del nero · e5 pedone del bianco · c4 pedone del nero · d4 pedone del bianco · b2 pedone del bianco · f2 pedone del bianco · g2 pedone del bianco · h2 pedone del bianco · b1 alfiere del bianco · d1 donna del bianco · f1 torre del bianco · g1 re del bianco | a8 alfiere del nero · b8 donna del nero · f8 torre del nero · g8 re del nero · e7 cavallo del nero · f7 pedone del nero · g7 pedone del nero · h7 pedone del nero · b5 pedone del nero · d5 pedone del nero · e5 pedone del bianco · c4 pedone del nero · d4 pedone del bianco · b2 pedone del bianco · f2 pedone del bianco · g2 pedone del bianco · h2 pedone del bianco · b1 alfiere del bianco · d1 donna del bianco · f1 torre del bianco · g1 re del bianco | a8 alfiere del nero · b8 donna del nero · f8 torre del nero · g8 re del nero · e7 cavallo del nero · f7 pedone del nero · g7 pedone del nero · h7 pedone del nero · b5 pedone del nero · d5 pedone del nero · e5 pedone del bianco · c4 pedone del nero · d4 pedone del bianco · b2 pedone del bianco · f2 pedone del bianco · g2 pedone del bianco · h2 pedone del bianco · b1 alfiere del bianco · d1 donna del bianco · f1 torre del bianco · g1 re del bianco | 6 |
| 5 | a8 alfiere del nero · b8 donna del nero · f8 torre del nero · g8 re del nero · e7 cavallo del nero · f7 pedone del nero · g7 pedone del nero · h7 pedone del nero · b5 pedone del nero · d5 pedone del nero · e5 pedone del bianco · c4 pedone del nero · d4 pedone del bianco · b2 pedone del bianco · f2 pedone del bianco · g2 pedone del bianco · h2 pedone del bianco · b1 alfiere del bianco · d1 donna del bianco · f1 torre del bianco · g1 re del bianco | a8 alfiere del nero · b8 donna del nero · f8 torre del nero · g8 re del nero · e7 cavallo del nero · f7 pedone del nero · g7 pedone del nero · h7 pedone del nero · b5 pedone del nero · d5 pedone del nero · e5 pedone del bianco · c4 pedone del nero · d4 pedone del bianco · b2 pedone del bianco · f2 pedone del bianco · g2 pedone del bianco · h2 pedone del bianco · b1 alfiere del bianco · d1 donna del bianco · f1 torre del bianco · g1 re del bianco | a8 alfiere del nero · b8 donna del nero · f8 torre del nero · g8 re del nero · e7 cavallo del nero · f7 pedone del nero · g7 pedone del nero · h7 pedone del nero · b5 pedone del nero · d5 pedone del nero · e5 pedone del bianco · c4 pedone del nero · d4 pedone del bianco · b2 pedone del bianco · f2 pedone del bianco · g2 pedone del bianco · h2 pedone del bianco · b1 alfiere del bianco · d1 donna del bianco · f1 torre del bianco · g1 re del bianco | a8 alfiere del nero · b8 donna del nero · f8 torre del nero · g8 re del nero · e7 cavallo del nero · f7 pedone del nero · g7 pedone del nero · h7 pedone del nero · b5 pedone del nero · d5 pedone del nero · e5 pedone del bianco · c4 pedone del nero · d4 pedone del bianco · b2 pedone del bianco · f2 pedone del bianco · g2 pedone del bianco · h2 pedone del bianco · b1 alfiere del bianco · d1 donna del bianco · f1 torre del bianco · g1 re del bianco | a8 alfiere del nero · b8 donna del nero · f8 torre del nero · g8 re del nero · e7 cavallo del nero · f7 pedone del nero · g7 pedone del nero · h7 pedone del nero · b5 pedone del nero · d5 pedone del nero · e5 pedone del bianco · c4 pedone del nero · d4 pedone del bianco · b2 pedone del bianco · f2 pedone del bianco · g2 pedone del bianco · h2 pedone del bianco · b1 alfiere del bianco · d1 donna del bianco · f1 torre del bianco · g1 re del bianco | a8 alfiere del nero · b8 donna del nero · f8 torre del nero · g8 re del nero · e7 cavallo del nero · f7 pedone del nero · g7 pedone del nero · h7 pedone del nero · b5 pedone del nero · d5 pedone del nero · e5 pedone del bianco · c4 pedone del nero · d4 pedone del bianco · b2 pedone del bianco · f2 pedone del bianco · g2 pedone del bianco · h2 pedone del bianco · b1 alfiere del bianco · d1 donna del bianco · f1 torre del bianco · g1 re del bianco | a8 alfiere del nero · b8 donna del nero · f8 torre del nero · g8 re del nero · e7 cavallo del nero · f7 pedone del nero · g7 pedone del nero · h7 pedone del nero · b5 pedone del nero · d5 pedone del nero · e5 pedone del bianco · c4 pedone del nero · d4 pedone del bianco · b2 pedone del bianco · f2 pedone del bianco · g2 pedone del bianco · h2 pedone del bianco · b1 alfiere del bianco · d1 donna del bianco · f1 torre del bianco · g1 re del bianco | a8 alfiere del nero · b8 donna del nero · f8 torre del nero · g8 re del nero · e7 cavallo del nero · f7 pedone del nero · g7 pedone del nero · h7 pedone del nero · b5 pedone del nero · d5 pedone del nero · e5 pedone del bianco · c4 pedone del nero · d4 pedone del bianco · b2 pedone del bianco · f2 pedone del bianco · g2 pedone del bianco · h2 pedone del bianco · b1 alfiere del bianco · d1 donna del bianco · f1 torre del bianco · g1 re del bianco | 5 |
| 4 | a8 alfiere del nero · b8 donna del nero · f8 torre del nero · g8 re del nero · e7 cavallo del nero · f7 pedone del nero · g7 pedone del nero · h7 pedone del nero · b5 pedone del nero · d5 pedone del nero · e5 pedone del bianco · c4 pedone del nero · d4 pedone del bianco · b2 pedone del bianco · f2 pedone del bianco · g2 pedone del bianco · h2 pedone del bianco · b1 alfiere del bianco · d1 donna del bianco · f1 torre del bianco · g1 re del bianco | a8 alfiere del nero · b8 donna del nero · f8 torre del nero · g8 re del nero · e7 cavallo del nero · f7 pedone del nero · g7 pedone del nero · h7 pedone del nero · b5 pedone del nero · d5 pedone del nero · e5 pedone del bianco · c4 pedone del nero · d4 pedone del bianco · b2 pedone del bianco · f2 pedone del bianco · g2 pedone del bianco · h2 pedone del bianco · b1 alfiere del bianco · d1 donna del bianco · f1 torre del bianco · g1 re del bianco | a8 alfiere del nero · b8 donna del nero · f8 torre del nero · g8 re del nero · e7 cavallo del nero · f7 pedone del nero · g7 pedone del nero · h7 pedone del nero · b5 pedone del nero · d5 pedone del nero · e5 pedone del bianco · c4 pedone del nero · d4 pedone del bianco · b2 pedone del bianco · f2 pedone del bianco · g2 pedone del bianco · h2 pedone del bianco · b1 alfiere del bianco · d1 donna del bianco · f1 torre del bianco · g1 re del bianco | a8 alfiere del nero · b8 donna del nero · f8 torre del nero · g8 re del nero · e7 cavallo del nero · f7 pedone del nero · g7 pedone del nero · h7 pedone del nero · b5 pedone del nero · d5 pedone del nero · e5 pedone del bianco · c4 pedone del nero · d4 pedone del bianco · b2 pedone del bianco · f2 pedone del bianco · g2 pedone del bianco · h2 pedone del bianco · b1 alfiere del bianco · d1 donna del bianco · f1 torre del bianco · g1 re del bianco | a8 alfiere del nero · b8 donna del nero · f8 torre del nero · g8 re del nero · e7 cavallo del nero · f7 pedone del nero · g7 pedone del nero · h7 pedone del nero · b5 pedone del nero · d5 pedone del nero · e5 pedone del bianco · c4 pedone del nero · d4 pedone del bianco · b2 pedone del bianco · f2 pedone del bianco · g2 pedone del bianco · h2 pedone del bianco · b1 alfiere del bianco · d1 donna del bianco · f1 torre del bianco · g1 re del bianco | a8 alfiere del nero · b8 donna del nero · f8 torre del nero · g8 re del nero · e7 cavallo del nero · f7 pedone del nero · g7 pedone del nero · h7 pedone del nero · b5 pedone del nero · d5 pedone del nero · e5 pedone del bianco · c4 pedone del nero · d4 pedone del bianco · b2 pedone del bianco · f2 pedone del bianco · g2 pedone del bianco · h2 pedone del bianco · b1 alfiere del bianco · d1 donna del bianco · f1 torre del bianco · g1 re del bianco | a8 alfiere del nero · b8 donna del nero · f8 torre del nero · g8 re del nero · e7 cavallo del nero · f7 pedone del nero · g7 pedone del nero · h7 pedone del nero · b5 pedone del nero · d5 pedone del nero · e5 pedone del bianco · c4 pedone del nero · d4 pedone del bianco · b2 pedone del bianco · f2 pedone del bianco · g2 pedone del bianco · h2 pedone del bianco · b1 alfiere del bianco · d1 donna del bianco · f1 torre del bianco · g1 re del bianco | a8 alfiere del nero · b8 donna del nero · f8 torre del nero · g8 re del nero · e7 cavallo del nero · f7 pedone del nero · g7 pedone del nero · h7 pedone del nero · b5 pedone del nero · d5 pedone del nero · e5 pedone del bianco · c4 pedone del nero · d4 pedone del bianco · b2 pedone del bianco · f2 pedone del bianco · g2 pedone del bianco · h2 pedone del bianco · b1 alfiere del bianco · d1 donna del bianco · f1 torre del bianco · g1 re del bianco | 4 |
| 3 | a8 alfiere del nero · b8 donna del nero · f8 torre del nero · g8 re del nero · e7 cavallo del nero · f7 pedone del nero · g7 pedone del nero · h7 pedone del nero · b5 pedone del nero · d5 pedone del nero · e5 pedone del bianco · c4 pedone del nero · d4 pedone del bianco · b2 pedone del bianco · f2 pedone del bianco · g2 pedone del bianco · h2 pedone del bianco · b1 alfiere del bianco · d1 donna del bianco · f1 torre del bianco · g1 re del bianco | a8 alfiere del nero · b8 donna del nero · f8 torre del nero · g8 re del nero · e7 cavallo del nero · f7 pedone del nero · g7 pedone del nero · h7 pedone del nero · b5 pedone del nero · d5 pedone del nero · e5 pedone del bianco · c4 pedone del nero · d4 pedone del bianco · b2 pedone del bianco · f2 pedone del bianco · g2 pedone del bianco · h2 pedone del bianco · b1 alfiere del bianco · d1 donna del bianco · f1 torre del bianco · g1 re del bianco | a8 alfiere del nero · b8 donna del nero · f8 torre del nero · g8 re del nero · e7 cavallo del nero · f7 pedone del nero · g7 pedone del nero · h7 pedone del nero · b5 pedone del nero · d5 pedone del nero · e5 pedone del bianco · c4 pedone del nero · d4 pedone del bianco · b2 pedone del bianco · f2 pedone del bianco · g2 pedone del bianco · h2 pedone del bianco · b1 alfiere del bianco · d1 donna del bianco · f1 torre del bianco · g1 re del bianco | a8 alfiere del nero · b8 donna del nero · f8 torre del nero · g8 re del nero · e7 cavallo del nero · f7 pedone del nero · g7 pedone del nero · h7 pedone del nero · b5 pedone del nero · d5 pedone del nero · e5 pedone del bianco · c4 pedone del nero · d4 pedone del bianco · b2 pedone del bianco · f2 pedone del bianco · g2 pedone del bianco · h2 pedone del bianco · b1 alfiere del bianco · d1 donna del bianco · f1 torre del bianco · g1 re del bianco | a8 alfiere del nero · b8 donna del nero · f8 torre del nero · g8 re del nero · e7 cavallo del nero · f7 pedone del nero · g7 pedone del nero · h7 pedone del nero · b5 pedone del nero · d5 pedone del nero · e5 pedone del bianco · c4 pedone del nero · d4 pedone del bianco · b2 pedone del bianco · f2 pedone del bianco · g2 pedone del bianco · h2 pedone del bianco · b1 alfiere del bianco · d1 donna del bianco · f1 torre del bianco · g1 re del bianco | a8 alfiere del nero · b8 donna del nero · f8 torre del nero · g8 re del nero · e7 cavallo del nero · f7 pedone del nero · g7 pedone del nero · h7 pedone del nero · b5 pedone del nero · d5 pedone del nero · e5 pedone del bianco · c4 pedone del nero · d4 pedone del bianco · b2 pedone del bianco · f2 pedone del bianco · g2 pedone del bianco · h2 pedone del bianco · b1 alfiere del bianco · d1 donna del bianco · f1 torre del bianco · g1 re del bianco | a8 alfiere del nero · b8 donna del nero · f8 torre del nero · g8 re del nero · e7 cavallo del nero · f7 pedone del nero · g7 pedone del nero · h7 pedone del nero · b5 pedone del nero · d5 pedone del nero · e5 pedone del bianco · c4 pedone del nero · d4 pedone del bianco · b2 pedone del bianco · f2 pedone del bianco · g2 pedone del bianco · h2 pedone del bianco · b1 alfiere del bianco · d1 donna del bianco · f1 torre del bianco · g1 re del bianco | a8 alfiere del nero · b8 donna del nero · f8 torre del nero · g8 re del nero · e7 cavallo del nero · f7 pedone del nero · g7 pedone del nero · h7 pedone del nero · b5 pedone del nero · d5 pedone del nero · e5 pedone del bianco · c4 pedone del nero · d4 pedone del bianco · b2 pedone del bianco · f2 pedone del bianco · g2 pedone del bianco · h2 pedone del bianco · b1 alfiere del bianco · d1 donna del bianco · f1 torre del bianco · g1 re del bianco | 3 |
| 2 | a8 alfiere del nero · b8 donna del nero · f8 torre del nero · g8 re del nero · e7 cavallo del nero · f7 pedone del nero · g7 pedone del nero · h7 pedone del nero · b5 pedone del nero · d5 pedone del nero · e5 pedone del bianco · c4 pedone del nero · d4 pedone del bianco · b2 pedone del bianco · f2 pedone del bianco · g2 pedone del bianco · h2 pedone del bianco · b1 alfiere del bianco · d1 donna del bianco · f1 torre del bianco · g1 re del bianco | a8 alfiere del nero · b8 donna del nero · f8 torre del nero · g8 re del nero · e7 cavallo del nero · f7 pedone del nero · g7 pedone del nero · h7 pedone del nero · b5 pedone del nero · d5 pedone del nero · e5 pedone del bianco · c4 pedone del nero · d4 pedone del bianco · b2 pedone del bianco · f2 pedone del bianco · g2 pedone del bianco · h2 pedone del bianco · b1 alfiere del bianco · d1 donna del bianco · f1 torre del bianco · g1 re del bianco | a8 alfiere del nero · b8 donna del nero · f8 torre del nero · g8 re del nero · e7 cavallo del nero · f7 pedone del nero · g7 pedone del nero · h7 pedone del nero · b5 pedone del nero · d5 pedone del nero · e5 pedone del bianco · c4 pedone del nero · d4 pedone del bianco · b2 pedone del bianco · f2 pedone del bianco · g2 pedone del bianco · h2 pedone del bianco · b1 alfiere del bianco · d1 donna del bianco · f1 torre del bianco · g1 re del bianco | a8 alfiere del nero · b8 donna del nero · f8 torre del nero · g8 re del nero · e7 cavallo del nero · f7 pedone del nero · g7 pedone del nero · h7 pedone del nero · b5 pedone del nero · d5 pedone del nero · e5 pedone del bianco · c4 pedone del nero · d4 pedone del bianco · b2 pedone del bianco · f2 pedone del bianco · g2 pedone del bianco · h2 pedone del bianco · b1 alfiere del bianco · d1 donna del bianco · f1 torre del bianco · g1 re del bianco | a8 alfiere del nero · b8 donna del nero · f8 torre del nero · g8 re del nero · e7 cavallo del nero · f7 pedone del nero · g7 pedone del nero · h7 pedone del nero · b5 pedone del nero · d5 pedone del nero · e5 pedone del bianco · c4 pedone del nero · d4 pedone del bianco · b2 pedone del bianco · f2 pedone del bianco · g2 pedone del bianco · h2 pedone del bianco · b1 alfiere del bianco · d1 donna del bianco · f1 torre del bianco · g1 re del bianco | a8 alfiere del nero · b8 donna del nero · f8 torre del nero · g8 re del nero · e7 cavallo del nero · f7 pedone del nero · g7 pedone del nero · h7 pedone del nero · b5 pedone del nero · d5 pedone del nero · e5 pedone del bianco · c4 pedone del nero · d4 pedone del bianco · b2 pedone del bianco · f2 pedone del bianco · g2 pedone del bianco · h2 pedone del bianco · b1 alfiere del bianco · d1 donna del bianco · f1 torre del bianco · g1 re del bianco | a8 alfiere del nero · b8 donna del nero · f8 torre del nero · g8 re del nero · e7 cavallo del nero · f7 pedone del nero · g7 pedone del nero · h7 pedone del nero · b5 pedone del nero · d5 pedone del nero · e5 pedone del bianco · c4 pedone del nero · d4 pedone del bianco · b2 pedone del bianco · f2 pedone del bianco · g2 pedone del bianco · h2 pedone del bianco · b1 alfiere del bianco · d1 donna del bianco · f1 torre del bianco · g1 re del bianco | a8 alfiere del nero · b8 donna del nero · f8 torre del nero · g8 re del nero · e7 cavallo del nero · f7 pedone del nero · g7 pedone del nero · h7 pedone del nero · b5 pedone del nero · d5 pedone del nero · e5 pedone del bianco · c4 pedone del nero · d4 pedone del bianco · b2 pedone del bianco · f2 pedone del bianco · g2 pedone del bianco · h2 pedone del bianco · b1 alfiere del bianco · d1 donna del bianco · f1 torre del bianco · g1 re del bianco | 2 |
| 1 | a8 alfiere del nero · b8 donna del nero · f8 torre del nero · g8 re del nero · e7 cavallo del nero · f7 pedone del nero · g7 pedone del nero · h7 pedone del nero · b5 pedone del nero · d5 pedone del nero · e5 pedone del bianco · c4 pedone del nero · d4 pedone del bianco · b2 pedone del bianco · f2 pedone del bianco · g2 pedone del bianco · h2 pedone del bianco · b1 alfiere del bianco · d1 donna del bianco · f1 torre del bianco · g1 re del bianco | a8 alfiere del nero · b8 donna del nero · f8 torre del nero · g8 re del nero · e7 cavallo del nero · f7 pedone del nero · g7 pedone del nero · h7 pedone del nero · b5 pedone del nero · d5 pedone del nero · e5 pedone del bianco · c4 pedone del nero · d4 pedone del bianco · b2 pedone del bianco · f2 pedone del bianco · g2 pedone del bianco · h2 pedone del bianco · b1 alfiere del bianco · d1 donna del bianco · f1 torre del bianco · g1 re del bianco | a8 alfiere del nero · b8 donna del nero · f8 torre del nero · g8 re del nero · e7 cavallo del nero · f7 pedone del nero · g7 pedone del nero · h7 pedone del nero · b5 pedone del nero · d5 pedone del nero · e5 pedone del bianco · c4 pedone del nero · d4 pedone del bianco · b2 pedone del bianco · f2 pedone del bianco · g2 pedone del bianco · h2 pedone del bianco · b1 alfiere del bianco · d1 donna del bianco · f1 torre del bianco · g1 re del bianco | a8 alfiere del nero · b8 donna del nero · f8 torre del nero · g8 re del nero · e7 cavallo del nero · f7 pedone del nero · g7 pedone del nero · h7 pedone del nero · b5 pedone del nero · d5 pedone del nero · e5 pedone del bianco · c4 pedone del nero · d4 pedone del bianco · b2 pedone del bianco · f2 pedone del bianco · g2 pedone del bianco · h2 pedone del bianco · b1 alfiere del bianco · d1 donna del bianco · f1 torre del bianco · g1 re del bianco | a8 alfiere del nero · b8 donna del nero · f8 torre del nero · g8 re del nero · e7 cavallo del nero · f7 pedone del nero · g7 pedone del nero · h7 pedone del nero · b5 pedone del nero · d5 pedone del nero · e5 pedone del bianco · c4 pedone del nero · d4 pedone del bianco · b2 pedone del bianco · f2 pedone del bianco · g2 pedone del bianco · h2 pedone del bianco · b1 alfiere del bianco · d1 donna del bianco · f1 torre del bianco · g1 re del bianco | a8 alfiere del nero · b8 donna del nero · f8 torre del nero · g8 re del nero · e7 cavallo del nero · f7 pedone del nero · g7 pedone del nero · h7 pedone del nero · b5 pedone del nero · d5 pedone del nero · e5 pedone del bianco · c4 pedone del nero · d4 pedone del bianco · b2 pedone del bianco · f2 pedone del bianco · g2 pedone del bianco · h2 pedone del bianco · b1 alfiere del bianco · d1 donna del bianco · f1 torre del bianco · g1 re del bianco | a8 alfiere del nero · b8 donna del nero · f8 torre del nero · g8 re del nero · e7 cavallo del nero · f7 pedone del nero · g7 pedone del nero · h7 pedone del nero · b5 pedone del nero · d5 pedone del nero · e5 pedone del bianco · c4 pedone del nero · d4 pedone del bianco · b2 pedone del bianco · f2 pedone del bianco · g2 pedone del bianco · h2 pedone del bianco · b1 alfiere del bianco · d1 donna del bianco · f1 torre del bianco · g1 re del bianco | a8 alfiere del nero · b8 donna del nero · f8 torre del nero · g8 re del nero · e7 cavallo del nero · f7 pedone del nero · g7 pedone del nero · h7 pedone del nero · b5 pedone del nero · d5 pedone del nero · e5 pedone del bianco · c4 pedone del nero · d4 pedone del bianco · b2 pedone del bianco · f2 pedone del bianco · g2 pedone del bianco · h2 pedone del bianco · b1 alfiere del bianco · d1 donna del bianco · f1 torre del bianco · g1 re del bianco | 1 |
|   | a | b | c | d | e | f | g | h |   |

In una partita Schlechter - Wolf si è avuto 1 Axh7+! Rxh7 2 Cg5+ Rg6 3 Dg4 f5 4 exf6 gxf6 (Se 4..Rxf6 allora 5 Te1) 5 Ce6+ Rf7 6 Dg7+ Rxe6 7 Te1+ Rf5 8 Dh7+! Rg5 9 Txe7 Tg8 10 Te3 b4 11 Tg3+ Dxg3 12 Dxg8+ e vince.
Il nero comunque avrebbe potuto opporre un po' più di resistenza giocando al quarto tratto 4..Cf5 con sacrificio poi della donna nera sulla torre bianca.
|   | a | b | c | d | e | f | g | h |   |
| 8 | a8 torre del nero · c8 alfiere del nero · d8 donna del nero · e8 re del nero · g8 cavallo del nero · h8 torre del nero · a7 pedone del nero · b7 pedone del nero · c7 pedone del nero · e7 alfiere del nero · f7 pedone del nero · g7 pedone del nero · h7 pedone del nero · g6 cavallo del nero · c4 alfiere del bianco · d4 pedone del bianco · e4 pedone del nero · c3 cavallo del bianco · f3 cavallo del bianco · a2 pedone del bianco · b2 pedone del bianco · c2 pedone del bianco · e2 donna del bianco · g2 pedone del bianco · h2 pedone del bianco · a1 torre del bianco · c1 alfiere del bianco · f1 torre del bianco · g1 re del bianco | a8 torre del nero · c8 alfiere del nero · d8 donna del nero · e8 re del nero · g8 cavallo del nero · h8 torre del nero · a7 pedone del nero · b7 pedone del nero · c7 pedone del nero · e7 alfiere del nero · f7 pedone del nero · g7 pedone del nero · h7 pedone del nero · g6 cavallo del nero · c4 alfiere del bianco · d4 pedone del bianco · e4 pedone del nero · c3 cavallo del bianco · f3 cavallo del bianco · a2 pedone del bianco · b2 pedone del bianco · c2 pedone del bianco · e2 donna del bianco · g2 pedone del bianco · h2 pedone del bianco · a1 torre del bianco · c1 alfiere del bianco · f1 torre del bianco · g1 re del bianco | a8 torre del nero · c8 alfiere del nero · d8 donna del nero · e8 re del nero · g8 cavallo del nero · h8 torre del nero · a7 pedone del nero · b7 pedone del nero · c7 pedone del nero · e7 alfiere del nero · f7 pedone del nero · g7 pedone del nero · h7 pedone del nero · g6 cavallo del nero · c4 alfiere del bianco · d4 pedone del bianco · e4 pedone del nero · c3 cavallo del bianco · f3 cavallo del bianco · a2 pedone del bianco · b2 pedone del bianco · c2 pedone del bianco · e2 donna del bianco · g2 pedone del bianco · h2 pedone del bianco · a1 torre del bianco · c1 alfiere del bianco · f1 torre del bianco · g1 re del bianco | a8 torre del nero · c8 alfiere del nero · d8 donna del nero · e8 re del nero · g8 cavallo del nero · h8 torre del nero · a7 pedone del nero · b7 pedone del nero · c7 pedone del nero · e7 alfiere del nero · f7 pedone del nero · g7 pedone del nero · h7 pedone del nero · g6 cavallo del nero · c4 alfiere del bianco · d4 pedone del bianco · e4 pedone del nero · c3 cavallo del bianco · f3 cavallo del bianco · a2 pedone del bianco · b2 pedone del bianco · c2 pedone del bianco · e2 donna del bianco · g2 pedone del bianco · h2 pedone del bianco · a1 torre del bianco · c1 alfiere del bianco · f1 torre del bianco · g1 re del bianco | a8 torre del nero · c8 alfiere del nero · d8 donna del nero · e8 re del nero · g8 cavallo del nero · h8 torre del nero · a7 pedone del nero · b7 pedone del nero · c7 pedone del nero · e7 alfiere del nero · f7 pedone del nero · g7 pedone del nero · h7 pedone del nero · g6 cavallo del nero · c4 alfiere del bianco · d4 pedone del bianco · e4 pedone del nero · c3 cavallo del bianco · f3 cavallo del bianco · a2 pedone del bianco · b2 pedone del bianco · c2 pedone del bianco · e2 donna del bianco · g2 pedone del bianco · h2 pedone del bianco · a1 torre del bianco · c1 alfiere del bianco · f1 torre del bianco · g1 re del bianco | a8 torre del nero · c8 alfiere del nero · d8 donna del nero · e8 re del nero · g8 cavallo del nero · h8 torre del nero · a7 pedone del nero · b7 pedone del nero · c7 pedone del nero · e7 alfiere del nero · f7 pedone del nero · g7 pedone del nero · h7 pedone del nero · g6 cavallo del nero · c4 alfiere del bianco · d4 pedone del bianco · e4 pedone del nero · c3 cavallo del bianco · f3 cavallo del bianco · a2 pedone del bianco · b2 pedone del bianco · c2 pedone del bianco · e2 donna del bianco · g2 pedone del bianco · h2 pedone del bianco · a1 torre del bianco · c1 alfiere del bianco · f1 torre del bianco · g1 re del bianco | a8 torre del nero · c8 alfiere del nero · d8 donna del nero · e8 re del nero · g8 cavallo del nero · h8 torre del nero · a7 pedone del nero · b7 pedone del nero · c7 pedone del nero · e7 alfiere del nero · f7 pedone del nero · g7 pedone del nero · h7 pedone del nero · g6 cavallo del nero · c4 alfiere del bianco · d4 pedone del bianco · e4 pedone del nero · c3 cavallo del bianco · f3 cavallo del bianco · a2 pedone del bianco · b2 pedone del bianco · c2 pedone del bianco · e2 donna del bianco · g2 pedone del bianco · h2 pedone del bianco · a1 torre del bianco · c1 alfiere del bianco · f1 torre del bianco · g1 re del bianco | a8 torre del nero · c8 alfiere del nero · d8 donna del nero · e8 re del nero · g8 cavallo del nero · h8 torre del nero · a7 pedone del nero · b7 pedone del nero · c7 pedone del nero · e7 alfiere del nero · f7 pedone del nero · g7 pedone del nero · h7 pedone del nero · g6 cavallo del nero · c4 alfiere del bianco · d4 pedone del bianco · e4 pedone del nero · c3 cavallo del bianco · f3 cavallo del bianco · a2 pedone del bianco · b2 pedone del bianco · c2 pedone del bianco · e2 donna del bianco · g2 pedone del bianco · h2 pedone del bianco · a1 torre del bianco · c1 alfiere del bianco · f1 torre del bianco · g1 re del bianco | 8 |
| 7 | a8 torre del nero · c8 alfiere del nero · d8 donna del nero · e8 re del nero · g8 cavallo del nero · h8 torre del nero · a7 pedone del nero · b7 pedone del nero · c7 pedone del nero · e7 alfiere del nero · f7 pedone del nero · g7 pedone del nero · h7 pedone del nero · g6 cavallo del nero · c4 alfiere del bianco · d4 pedone del bianco · e4 pedone del nero · c3 cavallo del bianco · f3 cavallo del bianco · a2 pedone del bianco · b2 pedone del bianco · c2 pedone del bianco · e2 donna del bianco · g2 pedone del bianco · h2 pedone del bianco · a1 torre del bianco · c1 alfiere del bianco · f1 torre del bianco · g1 re del bianco | a8 torre del nero · c8 alfiere del nero · d8 donna del nero · e8 re del nero · g8 cavallo del nero · h8 torre del nero · a7 pedone del nero · b7 pedone del nero · c7 pedone del nero · e7 alfiere del nero · f7 pedone del nero · g7 pedone del nero · h7 pedone del nero · g6 cavallo del nero · c4 alfiere del bianco · d4 pedone del bianco · e4 pedone del nero · c3 cavallo del bianco · f3 cavallo del bianco · a2 pedone del bianco · b2 pedone del bianco · c2 pedone del bianco · e2 donna del bianco · g2 pedone del bianco · h2 pedone del bianco · a1 torre del bianco · c1 alfiere del bianco · f1 torre del bianco · g1 re del bianco | a8 torre del nero · c8 alfiere del nero · d8 donna del nero · e8 re del nero · g8 cavallo del nero · h8 torre del nero · a7 pedone del nero · b7 pedone del nero · c7 pedone del nero · e7 alfiere del nero · f7 pedone del nero · g7 pedone del nero · h7 pedone del nero · g6 cavallo del nero · c4 alfiere del bianco · d4 pedone del bianco · e4 pedone del nero · c3 cavallo del bianco · f3 cavallo del bianco · a2 pedone del bianco · b2 pedone del bianco · c2 pedone del bianco · e2 donna del bianco · g2 pedone del bianco · h2 pedone del bianco · a1 torre del bianco · c1 alfiere del bianco · f1 torre del bianco · g1 re del bianco | a8 torre del nero · c8 alfiere del nero · d8 donna del nero · e8 re del nero · g8 cavallo del nero · h8 torre del nero · a7 pedone del nero · b7 pedone del nero · c7 pedone del nero · e7 alfiere del nero · f7 pedone del nero · g7 pedone del nero · h7 pedone del nero · g6 cavallo del nero · c4 alfiere del bianco · d4 pedone del bianco · e4 pedone del nero · c3 cavallo del bianco · f3 cavallo del bianco · a2 pedone del bianco · b2 pedone del bianco · c2 pedone del bianco · e2 donna del bianco · g2 pedone del bianco · h2 pedone del bianco · a1 torre del bianco · c1 alfiere del bianco · f1 torre del bianco · g1 re del bianco | a8 torre del nero · c8 alfiere del nero · d8 donna del nero · e8 re del nero · g8 cavallo del nero · h8 torre del nero · a7 pedone del nero · b7 pedone del nero · c7 pedone del nero · e7 alfiere del nero · f7 pedone del nero · g7 pedone del nero · h7 pedone del nero · g6 cavallo del nero · c4 alfiere del bianco · d4 pedone del bianco · e4 pedone del nero · c3 cavallo del bianco · f3 cavallo del bianco · a2 pedone del bianco · b2 pedone del bianco · c2 pedone del bianco · e2 donna del bianco · g2 pedone del bianco · h2 pedone del bianco · a1 torre del bianco · c1 alfiere del bianco · f1 torre del bianco · g1 re del bianco | a8 torre del nero · c8 alfiere del nero · d8 donna del nero · e8 re del nero · g8 cavallo del nero · h8 torre del nero · a7 pedone del nero · b7 pedone del nero · c7 pedone del nero · e7 alfiere del nero · f7 pedone del nero · g7 pedone del nero · h7 pedone del nero · g6 cavallo del nero · c4 alfiere del bianco · d4 pedone del bianco · e4 pedone del nero · c3 cavallo del bianco · f3 cavallo del bianco · a2 pedone del bianco · b2 pedone del bianco · c2 pedone del bianco · e2 donna del bianco · g2 pedone del bianco · h2 pedone del bianco · a1 torre del bianco · c1 alfiere del bianco · f1 torre del bianco · g1 re del bianco | a8 torre del nero · c8 alfiere del nero · d8 donna del nero · e8 re del nero · g8 cavallo del nero · h8 torre del nero · a7 pedone del nero · b7 pedone del nero · c7 pedone del nero · e7 alfiere del nero · f7 pedone del nero · g7 pedone del nero · h7 pedone del nero · g6 cavallo del nero · c4 alfiere del bianco · d4 pedone del bianco · e4 pedone del nero · c3 cavallo del bianco · f3 cavallo del bianco · a2 pedone del bianco · b2 pedone del bianco · c2 pedone del bianco · e2 donna del bianco · g2 pedone del bianco · h2 pedone del bianco · a1 torre del bianco · c1 alfiere del bianco · f1 torre del bianco · g1 re del bianco | a8 torre del nero · c8 alfiere del nero · d8 donna del nero · e8 re del nero · g8 cavallo del nero · h8 torre del nero · a7 pedone del nero · b7 pedone del nero · c7 pedone del nero · e7 alfiere del nero · f7 pedone del nero · g7 pedone del nero · h7 pedone del nero · g6 cavallo del nero · c4 alfiere del bianco · d4 pedone del bianco · e4 pedone del nero · c3 cavallo del bianco · f3 cavallo del bianco · a2 pedone del bianco · b2 pedone del bianco · c2 pedone del bianco · e2 donna del bianco · g2 pedone del bianco · h2 pedone del bianco · a1 torre del bianco · c1 alfiere del bianco · f1 torre del bianco · g1 re del bianco | 7 |
| 6 | a8 torre del nero · c8 alfiere del nero · d8 donna del nero · e8 re del nero · g8 cavallo del nero · h8 torre del nero · a7 pedone del nero · b7 pedone del nero · c7 pedone del nero · e7 alfiere del nero · f7 pedone del nero · g7 pedone del nero · h7 pedone del nero · g6 cavallo del nero · c4 alfiere del bianco · d4 pedone del bianco · e4 pedone del nero · c3 cavallo del bianco · f3 cavallo del bianco · a2 pedone del bianco · b2 pedone del bianco · c2 pedone del bianco · e2 donna del bianco · g2 pedone del bianco · h2 pedone del bianco · a1 torre del bianco · c1 alfiere del bianco · f1 torre del bianco · g1 re del bianco | a8 torre del nero · c8 alfiere del nero · d8 donna del nero · e8 re del nero · g8 cavallo del nero · h8 torre del nero · a7 pedone del nero · b7 pedone del nero · c7 pedone del nero · e7 alfiere del nero · f7 pedone del nero · g7 pedone del nero · h7 pedone del nero · g6 cavallo del nero · c4 alfiere del bianco · d4 pedone del bianco · e4 pedone del nero · c3 cavallo del bianco · f3 cavallo del bianco · a2 pedone del bianco · b2 pedone del bianco · c2 pedone del bianco · e2 donna del bianco · g2 pedone del bianco · h2 pedone del bianco · a1 torre del bianco · c1 alfiere del bianco · f1 torre del bianco · g1 re del bianco | a8 torre del nero · c8 alfiere del nero · d8 donna del nero · e8 re del nero · g8 cavallo del nero · h8 torre del nero · a7 pedone del nero · b7 pedone del nero · c7 pedone del nero · e7 alfiere del nero · f7 pedone del nero · g7 pedone del nero · h7 pedone del nero · g6 cavallo del nero · c4 alfiere del bianco · d4 pedone del bianco · e4 pedone del nero · c3 cavallo del bianco · f3 cavallo del bianco · a2 pedone del bianco · b2 pedone del bianco · c2 pedone del bianco · e2 donna del bianco · g2 pedone del bianco · h2 pedone del bianco · a1 torre del bianco · c1 alfiere del bianco · f1 torre del bianco · g1 re del bianco | a8 torre del nero · c8 alfiere del nero · d8 donna del nero · e8 re del nero · g8 cavallo del nero · h8 torre del nero · a7 pedone del nero · b7 pedone del nero · c7 pedone del nero · e7 alfiere del nero · f7 pedone del nero · g7 pedone del nero · h7 pedone del nero · g6 cavallo del nero · c4 alfiere del bianco · d4 pedone del bianco · e4 pedone del nero · c3 cavallo del bianco · f3 cavallo del bianco · a2 pedone del bianco · b2 pedone del bianco · c2 pedone del bianco · e2 donna del bianco · g2 pedone del bianco · h2 pedone del bianco · a1 torre del bianco · c1 alfiere del bianco · f1 torre del bianco · g1 re del bianco | a8 torre del nero · c8 alfiere del nero · d8 donna del nero · e8 re del nero · g8 cavallo del nero · h8 torre del nero · a7 pedone del nero · b7 pedone del nero · c7 pedone del nero · e7 alfiere del nero · f7 pedone del nero · g7 pedone del nero · h7 pedone del nero · g6 cavallo del nero · c4 alfiere del bianco · d4 pedone del bianco · e4 pedone del nero · c3 cavallo del bianco · f3 cavallo del bianco · a2 pedone del bianco · b2 pedone del bianco · c2 pedone del bianco · e2 donna del bianco · g2 pedone del bianco · h2 pedone del bianco · a1 torre del bianco · c1 alfiere del bianco · f1 torre del bianco · g1 re del bianco | a8 torre del nero · c8 alfiere del nero · d8 donna del nero · e8 re del nero · g8 cavallo del nero · h8 torre del nero · a7 pedone del nero · b7 pedone del nero · c7 pedone del nero · e7 alfiere del nero · f7 pedone del nero · g7 pedone del nero · h7 pedone del nero · g6 cavallo del nero · c4 alfiere del bianco · d4 pedone del bianco · e4 pedone del nero · c3 cavallo del bianco · f3 cavallo del bianco · a2 pedone del bianco · b2 pedone del bianco · c2 pedone del bianco · e2 donna del bianco · g2 pedone del bianco · h2 pedone del bianco · a1 torre del bianco · c1 alfiere del bianco · f1 torre del bianco · g1 re del bianco | a8 torre del nero · c8 alfiere del nero · d8 donna del nero · e8 re del nero · g8 cavallo del nero · h8 torre del nero · a7 pedone del nero · b7 pedone del nero · c7 pedone del nero · e7 alfiere del nero · f7 pedone del nero · g7 pedone del nero · h7 pedone del nero · g6 cavallo del nero · c4 alfiere del bianco · d4 pedone del bianco · e4 pedone del nero · c3 cavallo del bianco · f3 cavallo del bianco · a2 pedone del bianco · b2 pedone del bianco · c2 pedone del bianco · e2 donna del bianco · g2 pedone del bianco · h2 pedone del bianco · a1 torre del bianco · c1 alfiere del bianco · f1 torre del bianco · g1 re del bianco | a8 torre del nero · c8 alfiere del nero · d8 donna del nero · e8 re del nero · g8 cavallo del nero · h8 torre del nero · a7 pedone del nero · b7 pedone del nero · c7 pedone del nero · e7 alfiere del nero · f7 pedone del nero · g7 pedone del nero · h7 pedone del nero · g6 cavallo del nero · c4 alfiere del bianco · d4 pedone del bianco · e4 pedone del nero · c3 cavallo del bianco · f3 cavallo del bianco · a2 pedone del bianco · b2 pedone del bianco · c2 pedone del bianco · e2 donna del bianco · g2 pedone del bianco · h2 pedone del bianco · a1 torre del bianco · c1 alfiere del bianco · f1 torre del bianco · g1 re del bianco | 6 |
| 5 | a8 torre del nero · c8 alfiere del nero · d8 donna del nero · e8 re del nero · g8 cavallo del nero · h8 torre del nero · a7 pedone del nero · b7 pedone del nero · c7 pedone del nero · e7 alfiere del nero · f7 pedone del nero · g7 pedone del nero · h7 pedone del nero · g6 cavallo del nero · c4 alfiere del bianco · d4 pedone del bianco · e4 pedone del nero · c3 cavallo del bianco · f3 cavallo del bianco · a2 pedone del bianco · b2 pedone del bianco · c2 pedone del bianco · e2 donna del bianco · g2 pedone del bianco · h2 pedone del bianco · a1 torre del bianco · c1 alfiere del bianco · f1 torre del bianco · g1 re del bianco | a8 torre del nero · c8 alfiere del nero · d8 donna del nero · e8 re del nero · g8 cavallo del nero · h8 torre del nero · a7 pedone del nero · b7 pedone del nero · c7 pedone del nero · e7 alfiere del nero · f7 pedone del nero · g7 pedone del nero · h7 pedone del nero · g6 cavallo del nero · c4 alfiere del bianco · d4 pedone del bianco · e4 pedone del nero · c3 cavallo del bianco · f3 cavallo del bianco · a2 pedone del bianco · b2 pedone del bianco · c2 pedone del bianco · e2 donna del bianco · g2 pedone del bianco · h2 pedone del bianco · a1 torre del bianco · c1 alfiere del bianco · f1 torre del bianco · g1 re del bianco | a8 torre del nero · c8 alfiere del nero · d8 donna del nero · e8 re del nero · g8 cavallo del nero · h8 torre del nero · a7 pedone del nero · b7 pedone del nero · c7 pedone del nero · e7 alfiere del nero · f7 pedone del nero · g7 pedone del nero · h7 pedone del nero · g6 cavallo del nero · c4 alfiere del bianco · d4 pedone del bianco · e4 pedone del nero · c3 cavallo del bianco · f3 cavallo del bianco · a2 pedone del bianco · b2 pedone del bianco · c2 pedone del bianco · e2 donna del bianco · g2 pedone del bianco · h2 pedone del bianco · a1 torre del bianco · c1 alfiere del bianco · f1 torre del bianco · g1 re del bianco | a8 torre del nero · c8 alfiere del nero · d8 donna del nero · e8 re del nero · g8 cavallo del nero · h8 torre del nero · a7 pedone del nero · b7 pedone del nero · c7 pedone del nero · e7 alfiere del nero · f7 pedone del nero · g7 pedone del nero · h7 pedone del nero · g6 cavallo del nero · c4 alfiere del bianco · d4 pedone del bianco · e4 pedone del nero · c3 cavallo del bianco · f3 cavallo del bianco · a2 pedone del bianco · b2 pedone del bianco · c2 pedone del bianco · e2 donna del bianco · g2 pedone del bianco · h2 pedone del bianco · a1 torre del bianco · c1 alfiere del bianco · f1 torre del bianco · g1 re del bianco | a8 torre del nero · c8 alfiere del nero · d8 donna del nero · e8 re del nero · g8 cavallo del nero · h8 torre del nero · a7 pedone del nero · b7 pedone del nero · c7 pedone del nero · e7 alfiere del nero · f7 pedone del nero · g7 pedone del nero · h7 pedone del nero · g6 cavallo del nero · c4 alfiere del bianco · d4 pedone del bianco · e4 pedone del nero · c3 cavallo del bianco · f3 cavallo del bianco · a2 pedone del bianco · b2 pedone del bianco · c2 pedone del bianco · e2 donna del bianco · g2 pedone del bianco · h2 pedone del bianco · a1 torre del bianco · c1 alfiere del bianco · f1 torre del bianco · g1 re del bianco | a8 torre del nero · c8 alfiere del nero · d8 donna del nero · e8 re del nero · g8 cavallo del nero · h8 torre del nero · a7 pedone del nero · b7 pedone del nero · c7 pedone del nero · e7 alfiere del nero · f7 pedone del nero · g7 pedone del nero · h7 pedone del nero · g6 cavallo del nero · c4 alfiere del bianco · d4 pedone del bianco · e4 pedone del nero · c3 cavallo del bianco · f3 cavallo del bianco · a2 pedone del bianco · b2 pedone del bianco · c2 pedone del bianco · e2 donna del bianco · g2 pedone del bianco · h2 pedone del bianco · a1 torre del bianco · c1 alfiere del bianco · f1 torre del bianco · g1 re del bianco | a8 torre del nero · c8 alfiere del nero · d8 donna del nero · e8 re del nero · g8 cavallo del nero · h8 torre del nero · a7 pedone del nero · b7 pedone del nero · c7 pedone del nero · e7 alfiere del nero · f7 pedone del nero · g7 pedone del nero · h7 pedone del nero · g6 cavallo del nero · c4 alfiere del bianco · d4 pedone del bianco · e4 pedone del nero · c3 cavallo del bianco · f3 cavallo del bianco · a2 pedone del bianco · b2 pedone del bianco · c2 pedone del bianco · e2 donna del bianco · g2 pedone del bianco · h2 pedone del bianco · a1 torre del bianco · c1 alfiere del bianco · f1 torre del bianco · g1 re del bianco | a8 torre del nero · c8 alfiere del nero · d8 donna del nero · e8 re del nero · g8 cavallo del nero · h8 torre del nero · a7 pedone del nero · b7 pedone del nero · c7 pedone del nero · e7 alfiere del nero · f7 pedone del nero · g7 pedone del nero · h7 pedone del nero · g6 cavallo del nero · c4 alfiere del bianco · d4 pedone del bianco · e4 pedone del nero · c3 cavallo del bianco · f3 cavallo del bianco · a2 pedone del bianco · b2 pedone del bianco · c2 pedone del bianco · e2 donna del bianco · g2 pedone del bianco · h2 pedone del bianco · a1 torre del bianco · c1 alfiere del bianco · f1 torre del bianco · g1 re del bianco | 5 |
| 4 | a8 torre del nero · c8 alfiere del nero · d8 donna del nero · e8 re del nero · g8 cavallo del nero · h8 torre del nero · a7 pedone del nero · b7 pedone del nero · c7 pedone del nero · e7 alfiere del nero · f7 pedone del nero · g7 pedone del nero · h7 pedone del nero · g6 cavallo del nero · c4 alfiere del bianco · d4 pedone del bianco · e4 pedone del nero · c3 cavallo del bianco · f3 cavallo del bianco · a2 pedone del bianco · b2 pedone del bianco · c2 pedone del bianco · e2 donna del bianco · g2 pedone del bianco · h2 pedone del bianco · a1 torre del bianco · c1 alfiere del bianco · f1 torre del bianco · g1 re del bianco | a8 torre del nero · c8 alfiere del nero · d8 donna del nero · e8 re del nero · g8 cavallo del nero · h8 torre del nero · a7 pedone del nero · b7 pedone del nero · c7 pedone del nero · e7 alfiere del nero · f7 pedone del nero · g7 pedone del nero · h7 pedone del nero · g6 cavallo del nero · c4 alfiere del bianco · d4 pedone del bianco · e4 pedone del nero · c3 cavallo del bianco · f3 cavallo del bianco · a2 pedone del bianco · b2 pedone del bianco · c2 pedone del bianco · e2 donna del bianco · g2 pedone del bianco · h2 pedone del bianco · a1 torre del bianco · c1 alfiere del bianco · f1 torre del bianco · g1 re del bianco | a8 torre del nero · c8 alfiere del nero · d8 donna del nero · e8 re del nero · g8 cavallo del nero · h8 torre del nero · a7 pedone del nero · b7 pedone del nero · c7 pedone del nero · e7 alfiere del nero · f7 pedone del nero · g7 pedone del nero · h7 pedone del nero · g6 cavallo del nero · c4 alfiere del bianco · d4 pedone del bianco · e4 pedone del nero · c3 cavallo del bianco · f3 cavallo del bianco · a2 pedone del bianco · b2 pedone del bianco · c2 pedone del bianco · e2 donna del bianco · g2 pedone del bianco · h2 pedone del bianco · a1 torre del bianco · c1 alfiere del bianco · f1 torre del bianco · g1 re del bianco | a8 torre del nero · c8 alfiere del nero · d8 donna del nero · e8 re del nero · g8 cavallo del nero · h8 torre del nero · a7 pedone del nero · b7 pedone del nero · c7 pedone del nero · e7 alfiere del nero · f7 pedone del nero · g7 pedone del nero · h7 pedone del nero · g6 cavallo del nero · c4 alfiere del bianco · d4 pedone del bianco · e4 pedone del nero · c3 cavallo del bianco · f3 cavallo del bianco · a2 pedone del bianco · b2 pedone del bianco · c2 pedone del bianco · e2 donna del bianco · g2 pedone del bianco · h2 pedone del bianco · a1 torre del bianco · c1 alfiere del bianco · f1 torre del bianco · g1 re del bianco | a8 torre del nero · c8 alfiere del nero · d8 donna del nero · e8 re del nero · g8 cavallo del nero · h8 torre del nero · a7 pedone del nero · b7 pedone del nero · c7 pedone del nero · e7 alfiere del nero · f7 pedone del nero · g7 pedone del nero · h7 pedone del nero · g6 cavallo del nero · c4 alfiere del bianco · d4 pedone del bianco · e4 pedone del nero · c3 cavallo del bianco · f3 cavallo del bianco · a2 pedone del bianco · b2 pedone del bianco · c2 pedone del bianco · e2 donna del bianco · g2 pedone del bianco · h2 pedone del bianco · a1 torre del bianco · c1 alfiere del bianco · f1 torre del bianco · g1 re del bianco | a8 torre del nero · c8 alfiere del nero · d8 donna del nero · e8 re del nero · g8 cavallo del nero · h8 torre del nero · a7 pedone del nero · b7 pedone del nero · c7 pedone del nero · e7 alfiere del nero · f7 pedone del nero · g7 pedone del nero · h7 pedone del nero · g6 cavallo del nero · c4 alfiere del bianco · d4 pedone del bianco · e4 pedone del nero · c3 cavallo del bianco · f3 cavallo del bianco · a2 pedone del bianco · b2 pedone del bianco · c2 pedone del bianco · e2 donna del bianco · g2 pedone del bianco · h2 pedone del bianco · a1 torre del bianco · c1 alfiere del bianco · f1 torre del bianco · g1 re del bianco | a8 torre del nero · c8 alfiere del nero · d8 donna del nero · e8 re del nero · g8 cavallo del nero · h8 torre del nero · a7 pedone del nero · b7 pedone del nero · c7 pedone del nero · e7 alfiere del nero · f7 pedone del nero · g7 pedone del nero · h7 pedone del nero · g6 cavallo del nero · c4 alfiere del bianco · d4 pedone del bianco · e4 pedone del nero · c3 cavallo del bianco · f3 cavallo del bianco · a2 pedone del bianco · b2 pedone del bianco · c2 pedone del bianco · e2 donna del bianco · g2 pedone del bianco · h2 pedone del bianco · a1 torre del bianco · c1 alfiere del bianco · f1 torre del bianco · g1 re del bianco | a8 torre del nero · c8 alfiere del nero · d8 donna del nero · e8 re del nero · g8 cavallo del nero · h8 torre del nero · a7 pedone del nero · b7 pedone del nero · c7 pedone del nero · e7 alfiere del nero · f7 pedone del nero · g7 pedone del nero · h7 pedone del nero · g6 cavallo del nero · c4 alfiere del bianco · d4 pedone del bianco · e4 pedone del nero · c3 cavallo del bianco · f3 cavallo del bianco · a2 pedone del bianco · b2 pedone del bianco · c2 pedone del bianco · e2 donna del bianco · g2 pedone del bianco · h2 pedone del bianco · a1 torre del bianco · c1 alfiere del bianco · f1 torre del bianco · g1 re del bianco | 4 |
| 3 | a8 torre del nero · c8 alfiere del nero · d8 donna del nero · e8 re del nero · g8 cavallo del nero · h8 torre del nero · a7 pedone del nero · b7 pedone del nero · c7 pedone del nero · e7 alfiere del nero · f7 pedone del nero · g7 pedone del nero · h7 pedone del nero · g6 cavallo del nero · c4 alfiere del bianco · d4 pedone del bianco · e4 pedone del nero · c3 cavallo del bianco · f3 cavallo del bianco · a2 pedone del bianco · b2 pedone del bianco · c2 pedone del bianco · e2 donna del bianco · g2 pedone del bianco · h2 pedone del bianco · a1 torre del bianco · c1 alfiere del bianco · f1 torre del bianco · g1 re del bianco | a8 torre del nero · c8 alfiere del nero · d8 donna del nero · e8 re del nero · g8 cavallo del nero · h8 torre del nero · a7 pedone del nero · b7 pedone del nero · c7 pedone del nero · e7 alfiere del nero · f7 pedone del nero · g7 pedone del nero · h7 pedone del nero · g6 cavallo del nero · c4 alfiere del bianco · d4 pedone del bianco · e4 pedone del nero · c3 cavallo del bianco · f3 cavallo del bianco · a2 pedone del bianco · b2 pedone del bianco · c2 pedone del bianco · e2 donna del bianco · g2 pedone del bianco · h2 pedone del bianco · a1 torre del bianco · c1 alfiere del bianco · f1 torre del bianco · g1 re del bianco | a8 torre del nero · c8 alfiere del nero · d8 donna del nero · e8 re del nero · g8 cavallo del nero · h8 torre del nero · a7 pedone del nero · b7 pedone del nero · c7 pedone del nero · e7 alfiere del nero · f7 pedone del nero · g7 pedone del nero · h7 pedone del nero · g6 cavallo del nero · c4 alfiere del bianco · d4 pedone del bianco · e4 pedone del nero · c3 cavallo del bianco · f3 cavallo del bianco · a2 pedone del bianco · b2 pedone del bianco · c2 pedone del bianco · e2 donna del bianco · g2 pedone del bianco · h2 pedone del bianco · a1 torre del bianco · c1 alfiere del bianco · f1 torre del bianco · g1 re del bianco | a8 torre del nero · c8 alfiere del nero · d8 donna del nero · e8 re del nero · g8 cavallo del nero · h8 torre del nero · a7 pedone del nero · b7 pedone del nero · c7 pedone del nero · e7 alfiere del nero · f7 pedone del nero · g7 pedone del nero · h7 pedone del nero · g6 cavallo del nero · c4 alfiere del bianco · d4 pedone del bianco · e4 pedone del nero · c3 cavallo del bianco · f3 cavallo del bianco · a2 pedone del bianco · b2 pedone del bianco · c2 pedone del bianco · e2 donna del bianco · g2 pedone del bianco · h2 pedone del bianco · a1 torre del bianco · c1 alfiere del bianco · f1 torre del bianco · g1 re del bianco | a8 torre del nero · c8 alfiere del nero · d8 donna del nero · e8 re del nero · g8 cavallo del nero · h8 torre del nero · a7 pedone del nero · b7 pedone del nero · c7 pedone del nero · e7 alfiere del nero · f7 pedone del nero · g7 pedone del nero · h7 pedone del nero · g6 cavallo del nero · c4 alfiere del bianco · d4 pedone del bianco · e4 pedone del nero · c3 cavallo del bianco · f3 cavallo del bianco · a2 pedone del bianco · b2 pedone del bianco · c2 pedone del bianco · e2 donna del bianco · g2 pedone del bianco · h2 pedone del bianco · a1 torre del bianco · c1 alfiere del bianco · f1 torre del bianco · g1 re del bianco | a8 torre del nero · c8 alfiere del nero · d8 donna del nero · e8 re del nero · g8 cavallo del nero · h8 torre del nero · a7 pedone del nero · b7 pedone del nero · c7 pedone del nero · e7 alfiere del nero · f7 pedone del nero · g7 pedone del nero · h7 pedone del nero · g6 cavallo del nero · c4 alfiere del bianco · d4 pedone del bianco · e4 pedone del nero · c3 cavallo del bianco · f3 cavallo del bianco · a2 pedone del bianco · b2 pedone del bianco · c2 pedone del bianco · e2 donna del bianco · g2 pedone del bianco · h2 pedone del bianco · a1 torre del bianco · c1 alfiere del bianco · f1 torre del bianco · g1 re del bianco | a8 torre del nero · c8 alfiere del nero · d8 donna del nero · e8 re del nero · g8 cavallo del nero · h8 torre del nero · a7 pedone del nero · b7 pedone del nero · c7 pedone del nero · e7 alfiere del nero · f7 pedone del nero · g7 pedone del nero · h7 pedone del nero · g6 cavallo del nero · c4 alfiere del bianco · d4 pedone del bianco · e4 pedone del nero · c3 cavallo del bianco · f3 cavallo del bianco · a2 pedone del bianco · b2 pedone del bianco · c2 pedone del bianco · e2 donna del bianco · g2 pedone del bianco · h2 pedone del bianco · a1 torre del bianco · c1 alfiere del bianco · f1 torre del bianco · g1 re del bianco | a8 torre del nero · c8 alfiere del nero · d8 donna del nero · e8 re del nero · g8 cavallo del nero · h8 torre del nero · a7 pedone del nero · b7 pedone del nero · c7 pedone del nero · e7 alfiere del nero · f7 pedone del nero · g7 pedone del nero · h7 pedone del nero · g6 cavallo del nero · c4 alfiere del bianco · d4 pedone del bianco · e4 pedone del nero · c3 cavallo del bianco · f3 cavallo del bianco · a2 pedone del bianco · b2 pedone del bianco · c2 pedone del bianco · e2 donna del bianco · g2 pedone del bianco · h2 pedone del bianco · a1 torre del bianco · c1 alfiere del bianco · f1 torre del bianco · g1 re del bianco | 3 |
| 2 | a8 torre del nero · c8 alfiere del nero · d8 donna del nero · e8 re del nero · g8 cavallo del nero · h8 torre del nero · a7 pedone del nero · b7 pedone del nero · c7 pedone del nero · e7 alfiere del nero · f7 pedone del nero · g7 pedone del nero · h7 pedone del nero · g6 cavallo del nero · c4 alfiere del bianco · d4 pedone del bianco · e4 pedone del nero · c3 cavallo del bianco · f3 cavallo del bianco · a2 pedone del bianco · b2 pedone del bianco · c2 pedone del bianco · e2 donna del bianco · g2 pedone del bianco · h2 pedone del bianco · a1 torre del bianco · c1 alfiere del bianco · f1 torre del bianco · g1 re del bianco | a8 torre del nero · c8 alfiere del nero · d8 donna del nero · e8 re del nero · g8 cavallo del nero · h8 torre del nero · a7 pedone del nero · b7 pedone del nero · c7 pedone del nero · e7 alfiere del nero · f7 pedone del nero · g7 pedone del nero · h7 pedone del nero · g6 cavallo del nero · c4 alfiere del bianco · d4 pedone del bianco · e4 pedone del nero · c3 cavallo del bianco · f3 cavallo del bianco · a2 pedone del bianco · b2 pedone del bianco · c2 pedone del bianco · e2 donna del bianco · g2 pedone del bianco · h2 pedone del bianco · a1 torre del bianco · c1 alfiere del bianco · f1 torre del bianco · g1 re del bianco | a8 torre del nero · c8 alfiere del nero · d8 donna del nero · e8 re del nero · g8 cavallo del nero · h8 torre del nero · a7 pedone del nero · b7 pedone del nero · c7 pedone del nero · e7 alfiere del nero · f7 pedone del nero · g7 pedone del nero · h7 pedone del nero · g6 cavallo del nero · c4 alfiere del bianco · d4 pedone del bianco · e4 pedone del nero · c3 cavallo del bianco · f3 cavallo del bianco · a2 pedone del bianco · b2 pedone del bianco · c2 pedone del bianco · e2 donna del bianco · g2 pedone del bianco · h2 pedone del bianco · a1 torre del bianco · c1 alfiere del bianco · f1 torre del bianco · g1 re del bianco | a8 torre del nero · c8 alfiere del nero · d8 donna del nero · e8 re del nero · g8 cavallo del nero · h8 torre del nero · a7 pedone del nero · b7 pedone del nero · c7 pedone del nero · e7 alfiere del nero · f7 pedone del nero · g7 pedone del nero · h7 pedone del nero · g6 cavallo del nero · c4 alfiere del bianco · d4 pedone del bianco · e4 pedone del nero · c3 cavallo del bianco · f3 cavallo del bianco · a2 pedone del bianco · b2 pedone del bianco · c2 pedone del bianco · e2 donna del bianco · g2 pedone del bianco · h2 pedone del bianco · a1 torre del bianco · c1 alfiere del bianco · f1 torre del bianco · g1 re del bianco | a8 torre del nero · c8 alfiere del nero · d8 donna del nero · e8 re del nero · g8 cavallo del nero · h8 torre del nero · a7 pedone del nero · b7 pedone del nero · c7 pedone del nero · e7 alfiere del nero · f7 pedone del nero · g7 pedone del nero · h7 pedone del nero · g6 cavallo del nero · c4 alfiere del bianco · d4 pedone del bianco · e4 pedone del nero · c3 cavallo del bianco · f3 cavallo del bianco · a2 pedone del bianco · b2 pedone del bianco · c2 pedone del bianco · e2 donna del bianco · g2 pedone del bianco · h2 pedone del bianco · a1 torre del bianco · c1 alfiere del bianco · f1 torre del bianco · g1 re del bianco | a8 torre del nero · c8 alfiere del nero · d8 donna del nero · e8 re del nero · g8 cavallo del nero · h8 torre del nero · a7 pedone del nero · b7 pedone del nero · c7 pedone del nero · e7 alfiere del nero · f7 pedone del nero · g7 pedone del nero · h7 pedone del nero · g6 cavallo del nero · c4 alfiere del bianco · d4 pedone del bianco · e4 pedone del nero · c3 cavallo del bianco · f3 cavallo del bianco · a2 pedone del bianco · b2 pedone del bianco · c2 pedone del bianco · e2 donna del bianco · g2 pedone del bianco · h2 pedone del bianco · a1 torre del bianco · c1 alfiere del bianco · f1 torre del bianco · g1 re del bianco | a8 torre del nero · c8 alfiere del nero · d8 donna del nero · e8 re del nero · g8 cavallo del nero · h8 torre del nero · a7 pedone del nero · b7 pedone del nero · c7 pedone del nero · e7 alfiere del nero · f7 pedone del nero · g7 pedone del nero · h7 pedone del nero · g6 cavallo del nero · c4 alfiere del bianco · d4 pedone del bianco · e4 pedone del nero · c3 cavallo del bianco · f3 cavallo del bianco · a2 pedone del bianco · b2 pedone del bianco · c2 pedone del bianco · e2 donna del bianco · g2 pedone del bianco · h2 pedone del bianco · a1 torre del bianco · c1 alfiere del bianco · f1 torre del bianco · g1 re del bianco | a8 torre del nero · c8 alfiere del nero · d8 donna del nero · e8 re del nero · g8 cavallo del nero · h8 torre del nero · a7 pedone del nero · b7 pedone del nero · c7 pedone del nero · e7 alfiere del nero · f7 pedone del nero · g7 pedone del nero · h7 pedone del nero · g6 cavallo del nero · c4 alfiere del bianco · d4 pedone del bianco · e4 pedone del nero · c3 cavallo del bianco · f3 cavallo del bianco · a2 pedone del bianco · b2 pedone del bianco · c2 pedone del bianco · e2 donna del bianco · g2 pedone del bianco · h2 pedone del bianco · a1 torre del bianco · c1 alfiere del bianco · f1 torre del bianco · g1 re del bianco | 2 |
| 1 | a8 torre del nero · c8 alfiere del nero · d8 donna del nero · e8 re del nero · g8 cavallo del nero · h8 torre del nero · a7 pedone del nero · b7 pedone del nero · c7 pedone del nero · e7 alfiere del nero · f7 pedone del nero · g7 pedone del nero · h7 pedone del nero · g6 cavallo del nero · c4 alfiere del bianco · d4 pedone del bianco · e4 pedone del nero · c3 cavallo del bianco · f3 cavallo del bianco · a2 pedone del bianco · b2 pedone del bianco · c2 pedone del bianco · e2 donna del bianco · g2 pedone del bianco · h2 pedone del bianco · a1 torre del bianco · c1 alfiere del bianco · f1 torre del bianco · g1 re del bianco | a8 torre del nero · c8 alfiere del nero · d8 donna del nero · e8 re del nero · g8 cavallo del nero · h8 torre del nero · a7 pedone del nero · b7 pedone del nero · c7 pedone del nero · e7 alfiere del nero · f7 pedone del nero · g7 pedone del nero · h7 pedone del nero · g6 cavallo del nero · c4 alfiere del bianco · d4 pedone del bianco · e4 pedone del nero · c3 cavallo del bianco · f3 cavallo del bianco · a2 pedone del bianco · b2 pedone del bianco · c2 pedone del bianco · e2 donna del bianco · g2 pedone del bianco · h2 pedone del bianco · a1 torre del bianco · c1 alfiere del bianco · f1 torre del bianco · g1 re del bianco | a8 torre del nero · c8 alfiere del nero · d8 donna del nero · e8 re del nero · g8 cavallo del nero · h8 torre del nero · a7 pedone del nero · b7 pedone del nero · c7 pedone del nero · e7 alfiere del nero · f7 pedone del nero · g7 pedone del nero · h7 pedone del nero · g6 cavallo del nero · c4 alfiere del bianco · d4 pedone del bianco · e4 pedone del nero · c3 cavallo del bianco · f3 cavallo del bianco · a2 pedone del bianco · b2 pedone del bianco · c2 pedone del bianco · e2 donna del bianco · g2 pedone del bianco · h2 pedone del bianco · a1 torre del bianco · c1 alfiere del bianco · f1 torre del bianco · g1 re del bianco | a8 torre del nero · c8 alfiere del nero · d8 donna del nero · e8 re del nero · g8 cavallo del nero · h8 torre del nero · a7 pedone del nero · b7 pedone del nero · c7 pedone del nero · e7 alfiere del nero · f7 pedone del nero · g7 pedone del nero · h7 pedone del nero · g6 cavallo del nero · c4 alfiere del bianco · d4 pedone del bianco · e4 pedone del nero · c3 cavallo del bianco · f3 cavallo del bianco · a2 pedone del bianco · b2 pedone del bianco · c2 pedone del bianco · e2 donna del bianco · g2 pedone del bianco · h2 pedone del bianco · a1 torre del bianco · c1 alfiere del bianco · f1 torre del bianco · g1 re del bianco | a8 torre del nero · c8 alfiere del nero · d8 donna del nero · e8 re del nero · g8 cavallo del nero · h8 torre del nero · a7 pedone del nero · b7 pedone del nero · c7 pedone del nero · e7 alfiere del nero · f7 pedone del nero · g7 pedone del nero · h7 pedone del nero · g6 cavallo del nero · c4 alfiere del bianco · d4 pedone del bianco · e4 pedone del nero · c3 cavallo del bianco · f3 cavallo del bianco · a2 pedone del bianco · b2 pedone del bianco · c2 pedone del bianco · e2 donna del bianco · g2 pedone del bianco · h2 pedone del bianco · a1 torre del bianco · c1 alfiere del bianco · f1 torre del bianco · g1 re del bianco | a8 torre del nero · c8 alfiere del nero · d8 donna del nero · e8 re del nero · g8 cavallo del nero · h8 torre del nero · a7 pedone del nero · b7 pedone del nero · c7 pedone del nero · e7 alfiere del nero · f7 pedone del nero · g7 pedone del nero · h7 pedone del nero · g6 cavallo del nero · c4 alfiere del bianco · d4 pedone del bianco · e4 pedone del nero · c3 cavallo del bianco · f3 cavallo del bianco · a2 pedone del bianco · b2 pedone del bianco · c2 pedone del bianco · e2 donna del bianco · g2 pedone del bianco · h2 pedone del bianco · a1 torre del bianco · c1 alfiere del bianco · f1 torre del bianco · g1 re del bianco | a8 torre del nero · c8 alfiere del nero · d8 donna del nero · e8 re del nero · g8 cavallo del nero · h8 torre del nero · a7 pedone del nero · b7 pedone del nero · c7 pedone del nero · e7 alfiere del nero · f7 pedone del nero · g7 pedone del nero · h7 pedone del nero · g6 cavallo del nero · c4 alfiere del bianco · d4 pedone del bianco · e4 pedone del nero · c3 cavallo del bianco · f3 cavallo del bianco · a2 pedone del bianco · b2 pedone del bianco · c2 pedone del bianco · e2 donna del bianco · g2 pedone del bianco · h2 pedone del bianco · a1 torre del bianco · c1 alfiere del bianco · f1 torre del bianco · g1 re del bianco | a8 torre del nero · c8 alfiere del nero · d8 donna del nero · e8 re del nero · g8 cavallo del nero · h8 torre del nero · a7 pedone del nero · b7 pedone del nero · c7 pedone del nero · e7 alfiere del nero · f7 pedone del nero · g7 pedone del nero · h7 pedone del nero · g6 cavallo del nero · c4 alfiere del bianco · d4 pedone del bianco · e4 pedone del nero · c3 cavallo del bianco · f3 cavallo del bianco · a2 pedone del bianco · b2 pedone del bianco · c2 pedone del bianco · e2 donna del bianco · g2 pedone del bianco · h2 pedone del bianco · a1 torre del bianco · c1 alfiere del bianco · f1 torre del bianco · g1 re del bianco | 1 |
|   | a | b | c | d | e | f | g | h |   |

Questa posizione si raggiunge dopo le mosse: 1 e4 e5 2 f4 Cc6 3 Cc3 Cf6 4 fxe5 Cxe5 5 d4 Cg6 6 e5 Cg8 7 Cf3 d6 8 Ac4 dxe5 9 De2 Ae7 10 0-0 e4. Tocca ora al bianco che con una bella combinazione fa crollare la posizione del nero dando il matto.
11 Cg5! Axg5 12 Axf7+ Rd7 13 Cxe4 Ae7 (Axc1) 14 Cf6+!! Cxf6?? (Rd6) 15 De6#

## Combinazioni per guadagnare materiale
|   | a | b | c | d | e | f | g | h |   |
| 8 | f8 torre del nero · g8 re del nero · a7 pedone del nero · f7 pedone del nero · g7 pedone del nero · h7 pedone del nero · b6 pedone del nero · a5 cavallo del nero · c5 pedone del nero · d5 cavallo del bianco · f4 donna del bianco · g4 pedone del bianco · b3 pedone del bianco · h3 pedone del bianco · a2 pedone del bianco · d2 torre del bianco · f2 pedone del bianco · g2 re del bianco · c1 donna del nero | f8 torre del nero · g8 re del nero · a7 pedone del nero · f7 pedone del nero · g7 pedone del nero · h7 pedone del nero · b6 pedone del nero · a5 cavallo del nero · c5 pedone del nero · d5 cavallo del bianco · f4 donna del bianco · g4 pedone del bianco · b3 pedone del bianco · h3 pedone del bianco · a2 pedone del bianco · d2 torre del bianco · f2 pedone del bianco · g2 re del bianco · c1 donna del nero | f8 torre del nero · g8 re del nero · a7 pedone del nero · f7 pedone del nero · g7 pedone del nero · h7 pedone del nero · b6 pedone del nero · a5 cavallo del nero · c5 pedone del nero · d5 cavallo del bianco · f4 donna del bianco · g4 pedone del bianco · b3 pedone del bianco · h3 pedone del bianco · a2 pedone del bianco · d2 torre del bianco · f2 pedone del bianco · g2 re del bianco · c1 donna del nero | f8 torre del nero · g8 re del nero · a7 pedone del nero · f7 pedone del nero · g7 pedone del nero · h7 pedone del nero · b6 pedone del nero · a5 cavallo del nero · c5 pedone del nero · d5 cavallo del bianco · f4 donna del bianco · g4 pedone del bianco · b3 pedone del bianco · h3 pedone del bianco · a2 pedone del bianco · d2 torre del bianco · f2 pedone del bianco · g2 re del bianco · c1 donna del nero | f8 torre del nero · g8 re del nero · a7 pedone del nero · f7 pedone del nero · g7 pedone del nero · h7 pedone del nero · b6 pedone del nero · a5 cavallo del nero · c5 pedone del nero · d5 cavallo del bianco · f4 donna del bianco · g4 pedone del bianco · b3 pedone del bianco · h3 pedone del bianco · a2 pedone del bianco · d2 torre del bianco · f2 pedone del bianco · g2 re del bianco · c1 donna del nero | f8 torre del nero · g8 re del nero · a7 pedone del nero · f7 pedone del nero · g7 pedone del nero · h7 pedone del nero · b6 pedone del nero · a5 cavallo del nero · c5 pedone del nero · d5 cavallo del bianco · f4 donna del bianco · g4 pedone del bianco · b3 pedone del bianco · h3 pedone del bianco · a2 pedone del bianco · d2 torre del bianco · f2 pedone del bianco · g2 re del bianco · c1 donna del nero | f8 torre del nero · g8 re del nero · a7 pedone del nero · f7 pedone del nero · g7 pedone del nero · h7 pedone del nero · b6 pedone del nero · a5 cavallo del nero · c5 pedone del nero · d5 cavallo del bianco · f4 donna del bianco · g4 pedone del bianco · b3 pedone del bianco · h3 pedone del bianco · a2 pedone del bianco · d2 torre del bianco · f2 pedone del bianco · g2 re del bianco · c1 donna del nero | f8 torre del nero · g8 re del nero · a7 pedone del nero · f7 pedone del nero · g7 pedone del nero · h7 pedone del nero · b6 pedone del nero · a5 cavallo del nero · c5 pedone del nero · d5 cavallo del bianco · f4 donna del bianco · g4 pedone del bianco · b3 pedone del bianco · h3 pedone del bianco · a2 pedone del bianco · d2 torre del bianco · f2 pedone del bianco · g2 re del bianco · c1 donna del nero | 8 |
| 7 | f8 torre del nero · g8 re del nero · a7 pedone del nero · f7 pedone del nero · g7 pedone del nero · h7 pedone del nero · b6 pedone del nero · a5 cavallo del nero · c5 pedone del nero · d5 cavallo del bianco · f4 donna del bianco · g4 pedone del bianco · b3 pedone del bianco · h3 pedone del bianco · a2 pedone del bianco · d2 torre del bianco · f2 pedone del bianco · g2 re del bianco · c1 donna del nero | f8 torre del nero · g8 re del nero · a7 pedone del nero · f7 pedone del nero · g7 pedone del nero · h7 pedone del nero · b6 pedone del nero · a5 cavallo del nero · c5 pedone del nero · d5 cavallo del bianco · f4 donna del bianco · g4 pedone del bianco · b3 pedone del bianco · h3 pedone del bianco · a2 pedone del bianco · d2 torre del bianco · f2 pedone del bianco · g2 re del bianco · c1 donna del nero | f8 torre del nero · g8 re del nero · a7 pedone del nero · f7 pedone del nero · g7 pedone del nero · h7 pedone del nero · b6 pedone del nero · a5 cavallo del nero · c5 pedone del nero · d5 cavallo del bianco · f4 donna del bianco · g4 pedone del bianco · b3 pedone del bianco · h3 pedone del bianco · a2 pedone del bianco · d2 torre del bianco · f2 pedone del bianco · g2 re del bianco · c1 donna del nero | f8 torre del nero · g8 re del nero · a7 pedone del nero · f7 pedone del nero · g7 pedone del nero · h7 pedone del nero · b6 pedone del nero · a5 cavallo del nero · c5 pedone del nero · d5 cavallo del bianco · f4 donna del bianco · g4 pedone del bianco · b3 pedone del bianco · h3 pedone del bianco · a2 pedone del bianco · d2 torre del bianco · f2 pedone del bianco · g2 re del bianco · c1 donna del nero | f8 torre del nero · g8 re del nero · a7 pedone del nero · f7 pedone del nero · g7 pedone del nero · h7 pedone del nero · b6 pedone del nero · a5 cavallo del nero · c5 pedone del nero · d5 cavallo del bianco · f4 donna del bianco · g4 pedone del bianco · b3 pedone del bianco · h3 pedone del bianco · a2 pedone del bianco · d2 torre del bianco · f2 pedone del bianco · g2 re del bianco · c1 donna del nero | f8 torre del nero · g8 re del nero · a7 pedone del nero · f7 pedone del nero · g7 pedone del nero · h7 pedone del nero · b6 pedone del nero · a5 cavallo del nero · c5 pedone del nero · d5 cavallo del bianco · f4 donna del bianco · g4 pedone del bianco · b3 pedone del bianco · h3 pedone del bianco · a2 pedone del bianco · d2 torre del bianco · f2 pedone del bianco · g2 re del bianco · c1 donna del nero | f8 torre del nero · g8 re del nero · a7 pedone del nero · f7 pedone del nero · g7 pedone del nero · h7 pedone del nero · b6 pedone del nero · a5 cavallo del nero · c5 pedone del nero · d5 cavallo del bianco · f4 donna del bianco · g4 pedone del bianco · b3 pedone del bianco · h3 pedone del bianco · a2 pedone del bianco · d2 torre del bianco · f2 pedone del bianco · g2 re del bianco · c1 donna del nero | f8 torre del nero · g8 re del nero · a7 pedone del nero · f7 pedone del nero · g7 pedone del nero · h7 pedone del nero · b6 pedone del nero · a5 cavallo del nero · c5 pedone del nero · d5 cavallo del bianco · f4 donna del bianco · g4 pedone del bianco · b3 pedone del bianco · h3 pedone del bianco · a2 pedone del bianco · d2 torre del bianco · f2 pedone del bianco · g2 re del bianco · c1 donna del nero | 7 |
| 6 | f8 torre del nero · g8 re del nero · a7 pedone del nero · f7 pedone del nero · g7 pedone del nero · h7 pedone del nero · b6 pedone del nero · a5 cavallo del nero · c5 pedone del nero · d5 cavallo del bianco · f4 donna del bianco · g4 pedone del bianco · b3 pedone del bianco · h3 pedone del bianco · a2 pedone del bianco · d2 torre del bianco · f2 pedone del bianco · g2 re del bianco · c1 donna del nero | f8 torre del nero · g8 re del nero · a7 pedone del nero · f7 pedone del nero · g7 pedone del nero · h7 pedone del nero · b6 pedone del nero · a5 cavallo del nero · c5 pedone del nero · d5 cavallo del bianco · f4 donna del bianco · g4 pedone del bianco · b3 pedone del bianco · h3 pedone del bianco · a2 pedone del bianco · d2 torre del bianco · f2 pedone del bianco · g2 re del bianco · c1 donna del nero | f8 torre del nero · g8 re del nero · a7 pedone del nero · f7 pedone del nero · g7 pedone del nero · h7 pedone del nero · b6 pedone del nero · a5 cavallo del nero · c5 pedone del nero · d5 cavallo del bianco · f4 donna del bianco · g4 pedone del bianco · b3 pedone del bianco · h3 pedone del bianco · a2 pedone del bianco · d2 torre del bianco · f2 pedone del bianco · g2 re del bianco · c1 donna del nero | f8 torre del nero · g8 re del nero · a7 pedone del nero · f7 pedone del nero · g7 pedone del nero · h7 pedone del nero · b6 pedone del nero · a5 cavallo del nero · c5 pedone del nero · d5 cavallo del bianco · f4 donna del bianco · g4 pedone del bianco · b3 pedone del bianco · h3 pedone del bianco · a2 pedone del bianco · d2 torre del bianco · f2 pedone del bianco · g2 re del bianco · c1 donna del nero | f8 torre del nero · g8 re del nero · a7 pedone del nero · f7 pedone del nero · g7 pedone del nero · h7 pedone del nero · b6 pedone del nero · a5 cavallo del nero · c5 pedone del nero · d5 cavallo del bianco · f4 donna del bianco · g4 pedone del bianco · b3 pedone del bianco · h3 pedone del bianco · a2 pedone del bianco · d2 torre del bianco · f2 pedone del bianco · g2 re del bianco · c1 donna del nero | f8 torre del nero · g8 re del nero · a7 pedone del nero · f7 pedone del nero · g7 pedone del nero · h7 pedone del nero · b6 pedone del nero · a5 cavallo del nero · c5 pedone del nero · d5 cavallo del bianco · f4 donna del bianco · g4 pedone del bianco · b3 pedone del bianco · h3 pedone del bianco · a2 pedone del bianco · d2 torre del bianco · f2 pedone del bianco · g2 re del bianco · c1 donna del nero | f8 torre del nero · g8 re del nero · a7 pedone del nero · f7 pedone del nero · g7 pedone del nero · h7 pedone del nero · b6 pedone del nero · a5 cavallo del nero · c5 pedone del nero · d5 cavallo del bianco · f4 donna del bianco · g4 pedone del bianco · b3 pedone del bianco · h3 pedone del bianco · a2 pedone del bianco · d2 torre del bianco · f2 pedone del bianco · g2 re del bianco · c1 donna del nero | f8 torre del nero · g8 re del nero · a7 pedone del nero · f7 pedone del nero · g7 pedone del nero · h7 pedone del nero · b6 pedone del nero · a5 cavallo del nero · c5 pedone del nero · d5 cavallo del bianco · f4 donna del bianco · g4 pedone del bianco · b3 pedone del bianco · h3 pedone del bianco · a2 pedone del bianco · d2 torre del bianco · f2 pedone del bianco · g2 re del bianco · c1 donna del nero | 6 |
| 5 | f8 torre del nero · g8 re del nero · a7 pedone del nero · f7 pedone del nero · g7 pedone del nero · h7 pedone del nero · b6 pedone del nero · a5 cavallo del nero · c5 pedone del nero · d5 cavallo del bianco · f4 donna del bianco · g4 pedone del bianco · b3 pedone del bianco · h3 pedone del bianco · a2 pedone del bianco · d2 torre del bianco · f2 pedone del bianco · g2 re del bianco · c1 donna del nero | f8 torre del nero · g8 re del nero · a7 pedone del nero · f7 pedone del nero · g7 pedone del nero · h7 pedone del nero · b6 pedone del nero · a5 cavallo del nero · c5 pedone del nero · d5 cavallo del bianco · f4 donna del bianco · g4 pedone del bianco · b3 pedone del bianco · h3 pedone del bianco · a2 pedone del bianco · d2 torre del bianco · f2 pedone del bianco · g2 re del bianco · c1 donna del nero | f8 torre del nero · g8 re del nero · a7 pedone del nero · f7 pedone del nero · g7 pedone del nero · h7 pedone del nero · b6 pedone del nero · a5 cavallo del nero · c5 pedone del nero · d5 cavallo del bianco · f4 donna del bianco · g4 pedone del bianco · b3 pedone del bianco · h3 pedone del bianco · a2 pedone del bianco · d2 torre del bianco · f2 pedone del bianco · g2 re del bianco · c1 donna del nero | f8 torre del nero · g8 re del nero · a7 pedone del nero · f7 pedone del nero · g7 pedone del nero · h7 pedone del nero · b6 pedone del nero · a5 cavallo del nero · c5 pedone del nero · d5 cavallo del bianco · f4 donna del bianco · g4 pedone del bianco · b3 pedone del bianco · h3 pedone del bianco · a2 pedone del bianco · d2 torre del bianco · f2 pedone del bianco · g2 re del bianco · c1 donna del nero | f8 torre del nero · g8 re del nero · a7 pedone del nero · f7 pedone del nero · g7 pedone del nero · h7 pedone del nero · b6 pedone del nero · a5 cavallo del nero · c5 pedone del nero · d5 cavallo del bianco · f4 donna del bianco · g4 pedone del bianco · b3 pedone del bianco · h3 pedone del bianco · a2 pedone del bianco · d2 torre del bianco · f2 pedone del bianco · g2 re del bianco · c1 donna del nero | f8 torre del nero · g8 re del nero · a7 pedone del nero · f7 pedone del nero · g7 pedone del nero · h7 pedone del nero · b6 pedone del nero · a5 cavallo del nero · c5 pedone del nero · d5 cavallo del bianco · f4 donna del bianco · g4 pedone del bianco · b3 pedone del bianco · h3 pedone del bianco · a2 pedone del bianco · d2 torre del bianco · f2 pedone del bianco · g2 re del bianco · c1 donna del nero | f8 torre del nero · g8 re del nero · a7 pedone del nero · f7 pedone del nero · g7 pedone del nero · h7 pedone del nero · b6 pedone del nero · a5 cavallo del nero · c5 pedone del nero · d5 cavallo del bianco · f4 donna del bianco · g4 pedone del bianco · b3 pedone del bianco · h3 pedone del bianco · a2 pedone del bianco · d2 torre del bianco · f2 pedone del bianco · g2 re del bianco · c1 donna del nero | f8 torre del nero · g8 re del nero · a7 pedone del nero · f7 pedone del nero · g7 pedone del nero · h7 pedone del nero · b6 pedone del nero · a5 cavallo del nero · c5 pedone del nero · d5 cavallo del bianco · f4 donna del bianco · g4 pedone del bianco · b3 pedone del bianco · h3 pedone del bianco · a2 pedone del bianco · d2 torre del bianco · f2 pedone del bianco · g2 re del bianco · c1 donna del nero | 5 |
| 4 | f8 torre del nero · g8 re del nero · a7 pedone del nero · f7 pedone del nero · g7 pedone del nero · h7 pedone del nero · b6 pedone del nero · a5 cavallo del nero · c5 pedone del nero · d5 cavallo del bianco · f4 donna del bianco · g4 pedone del bianco · b3 pedone del bianco · h3 pedone del bianco · a2 pedone del bianco · d2 torre del bianco · f2 pedone del bianco · g2 re del bianco · c1 donna del nero | f8 torre del nero · g8 re del nero · a7 pedone del nero · f7 pedone del nero · g7 pedone del nero · h7 pedone del nero · b6 pedone del nero · a5 cavallo del nero · c5 pedone del nero · d5 cavallo del bianco · f4 donna del bianco · g4 pedone del bianco · b3 pedone del bianco · h3 pedone del bianco · a2 pedone del bianco · d2 torre del bianco · f2 pedone del bianco · g2 re del bianco · c1 donna del nero | f8 torre del nero · g8 re del nero · a7 pedone del nero · f7 pedone del nero · g7 pedone del nero · h7 pedone del nero · b6 pedone del nero · a5 cavallo del nero · c5 pedone del nero · d5 cavallo del bianco · f4 donna del bianco · g4 pedone del bianco · b3 pedone del bianco · h3 pedone del bianco · a2 pedone del bianco · d2 torre del bianco · f2 pedone del bianco · g2 re del bianco · c1 donna del nero | f8 torre del nero · g8 re del nero · a7 pedone del nero · f7 pedone del nero · g7 pedone del nero · h7 pedone del nero · b6 pedone del nero · a5 cavallo del nero · c5 pedone del nero · d5 cavallo del bianco · f4 donna del bianco · g4 pedone del bianco · b3 pedone del bianco · h3 pedone del bianco · a2 pedone del bianco · d2 torre del bianco · f2 pedone del bianco · g2 re del bianco · c1 donna del nero | f8 torre del nero · g8 re del nero · a7 pedone del nero · f7 pedone del nero · g7 pedone del nero · h7 pedone del nero · b6 pedone del nero · a5 cavallo del nero · c5 pedone del nero · d5 cavallo del bianco · f4 donna del bianco · g4 pedone del bianco · b3 pedone del bianco · h3 pedone del bianco · a2 pedone del bianco · d2 torre del bianco · f2 pedone del bianco · g2 re del bianco · c1 donna del nero | f8 torre del nero · g8 re del nero · a7 pedone del nero · f7 pedone del nero · g7 pedone del nero · h7 pedone del nero · b6 pedone del nero · a5 cavallo del nero · c5 pedone del nero · d5 cavallo del bianco · f4 donna del bianco · g4 pedone del bianco · b3 pedone del bianco · h3 pedone del bianco · a2 pedone del bianco · d2 torre del bianco · f2 pedone del bianco · g2 re del bianco · c1 donna del nero | f8 torre del nero · g8 re del nero · a7 pedone del nero · f7 pedone del nero · g7 pedone del nero · h7 pedone del nero · b6 pedone del nero · a5 cavallo del nero · c5 pedone del nero · d5 cavallo del bianco · f4 donna del bianco · g4 pedone del bianco · b3 pedone del bianco · h3 pedone del bianco · a2 pedone del bianco · d2 torre del bianco · f2 pedone del bianco · g2 re del bianco · c1 donna del nero | f8 torre del nero · g8 re del nero · a7 pedone del nero · f7 pedone del nero · g7 pedone del nero · h7 pedone del nero · b6 pedone del nero · a5 cavallo del nero · c5 pedone del nero · d5 cavallo del bianco · f4 donna del bianco · g4 pedone del bianco · b3 pedone del bianco · h3 pedone del bianco · a2 pedone del bianco · d2 torre del bianco · f2 pedone del bianco · g2 re del bianco · c1 donna del nero | 4 |
| 3 | f8 torre del nero · g8 re del nero · a7 pedone del nero · f7 pedone del nero · g7 pedone del nero · h7 pedone del nero · b6 pedone del nero · a5 cavallo del nero · c5 pedone del nero · d5 cavallo del bianco · f4 donna del bianco · g4 pedone del bianco · b3 pedone del bianco · h3 pedone del bianco · a2 pedone del bianco · d2 torre del bianco · f2 pedone del bianco · g2 re del bianco · c1 donna del nero | f8 torre del nero · g8 re del nero · a7 pedone del nero · f7 pedone del nero · g7 pedone del nero · h7 pedone del nero · b6 pedone del nero · a5 cavallo del nero · c5 pedone del nero · d5 cavallo del bianco · f4 donna del bianco · g4 pedone del bianco · b3 pedone del bianco · h3 pedone del bianco · a2 pedone del bianco · d2 torre del bianco · f2 pedone del bianco · g2 re del bianco · c1 donna del nero | f8 torre del nero · g8 re del nero · a7 pedone del nero · f7 pedone del nero · g7 pedone del nero · h7 pedone del nero · b6 pedone del nero · a5 cavallo del nero · c5 pedone del nero · d5 cavallo del bianco · f4 donna del bianco · g4 pedone del bianco · b3 pedone del bianco · h3 pedone del bianco · a2 pedone del bianco · d2 torre del bianco · f2 pedone del bianco · g2 re del bianco · c1 donna del nero | f8 torre del nero · g8 re del nero · a7 pedone del nero · f7 pedone del nero · g7 pedone del nero · h7 pedone del nero · b6 pedone del nero · a5 cavallo del nero · c5 pedone del nero · d5 cavallo del bianco · f4 donna del bianco · g4 pedone del bianco · b3 pedone del bianco · h3 pedone del bianco · a2 pedone del bianco · d2 torre del bianco · f2 pedone del bianco · g2 re del bianco · c1 donna del nero | f8 torre del nero · g8 re del nero · a7 pedone del nero · f7 pedone del nero · g7 pedone del nero · h7 pedone del nero · b6 pedone del nero · a5 cavallo del nero · c5 pedone del nero · d5 cavallo del bianco · f4 donna del bianco · g4 pedone del bianco · b3 pedone del bianco · h3 pedone del bianco · a2 pedone del bianco · d2 torre del bianco · f2 pedone del bianco · g2 re del bianco · c1 donna del nero | f8 torre del nero · g8 re del nero · a7 pedone del nero · f7 pedone del nero · g7 pedone del nero · h7 pedone del nero · b6 pedone del nero · a5 cavallo del nero · c5 pedone del nero · d5 cavallo del bianco · f4 donna del bianco · g4 pedone del bianco · b3 pedone del bianco · h3 pedone del bianco · a2 pedone del bianco · d2 torre del bianco · f2 pedone del bianco · g2 re del bianco · c1 donna del nero | f8 torre del nero · g8 re del nero · a7 pedone del nero · f7 pedone del nero · g7 pedone del nero · h7 pedone del nero · b6 pedone del nero · a5 cavallo del nero · c5 pedone del nero · d5 cavallo del bianco · f4 donna del bianco · g4 pedone del bianco · b3 pedone del bianco · h3 pedone del bianco · a2 pedone del bianco · d2 torre del bianco · f2 pedone del bianco · g2 re del bianco · c1 donna del nero | f8 torre del nero · g8 re del nero · a7 pedone del nero · f7 pedone del nero · g7 pedone del nero · h7 pedone del nero · b6 pedone del nero · a5 cavallo del nero · c5 pedone del nero · d5 cavallo del bianco · f4 donna del bianco · g4 pedone del bianco · b3 pedone del bianco · h3 pedone del bianco · a2 pedone del bianco · d2 torre del bianco · f2 pedone del bianco · g2 re del bianco · c1 donna del nero | 3 |
| 2 | f8 torre del nero · g8 re del nero · a7 pedone del nero · f7 pedone del nero · g7 pedone del nero · h7 pedone del nero · b6 pedone del nero · a5 cavallo del nero · c5 pedone del nero · d5 cavallo del bianco · f4 donna del bianco · g4 pedone del bianco · b3 pedone del bianco · h3 pedone del bianco · a2 pedone del bianco · d2 torre del bianco · f2 pedone del bianco · g2 re del bianco · c1 donna del nero | f8 torre del nero · g8 re del nero · a7 pedone del nero · f7 pedone del nero · g7 pedone del nero · h7 pedone del nero · b6 pedone del nero · a5 cavallo del nero · c5 pedone del nero · d5 cavallo del bianco · f4 donna del bianco · g4 pedone del bianco · b3 pedone del bianco · h3 pedone del bianco · a2 pedone del bianco · d2 torre del bianco · f2 pedone del bianco · g2 re del bianco · c1 donna del nero | f8 torre del nero · g8 re del nero · a7 pedone del nero · f7 pedone del nero · g7 pedone del nero · h7 pedone del nero · b6 pedone del nero · a5 cavallo del nero · c5 pedone del nero · d5 cavallo del bianco · f4 donna del bianco · g4 pedone del bianco · b3 pedone del bianco · h3 pedone del bianco · a2 pedone del bianco · d2 torre del bianco · f2 pedone del bianco · g2 re del bianco · c1 donna del nero | f8 torre del nero · g8 re del nero · a7 pedone del nero · f7 pedone del nero · g7 pedone del nero · h7 pedone del nero · b6 pedone del nero · a5 cavallo del nero · c5 pedone del nero · d5 cavallo del bianco · f4 donna del bianco · g4 pedone del bianco · b3 pedone del bianco · h3 pedone del bianco · a2 pedone del bianco · d2 torre del bianco · f2 pedone del bianco · g2 re del bianco · c1 donna del nero | f8 torre del nero · g8 re del nero · a7 pedone del nero · f7 pedone del nero · g7 pedone del nero · h7 pedone del nero · b6 pedone del nero · a5 cavallo del nero · c5 pedone del nero · d5 cavallo del bianco · f4 donna del bianco · g4 pedone del bianco · b3 pedone del bianco · h3 pedone del bianco · a2 pedone del bianco · d2 torre del bianco · f2 pedone del bianco · g2 re del bianco · c1 donna del nero | f8 torre del nero · g8 re del nero · a7 pedone del nero · f7 pedone del nero · g7 pedone del nero · h7 pedone del nero · b6 pedone del nero · a5 cavallo del nero · c5 pedone del nero · d5 cavallo del bianco · f4 donna del bianco · g4 pedone del bianco · b3 pedone del bianco · h3 pedone del bianco · a2 pedone del bianco · d2 torre del bianco · f2 pedone del bianco · g2 re del bianco · c1 donna del nero | f8 torre del nero · g8 re del nero · a7 pedone del nero · f7 pedone del nero · g7 pedone del nero · h7 pedone del nero · b6 pedone del nero · a5 cavallo del nero · c5 pedone del nero · d5 cavallo del bianco · f4 donna del bianco · g4 pedone del bianco · b3 pedone del bianco · h3 pedone del bianco · a2 pedone del bianco · d2 torre del bianco · f2 pedone del bianco · g2 re del bianco · c1 donna del nero | f8 torre del nero · g8 re del nero · a7 pedone del nero · f7 pedone del nero · g7 pedone del nero · h7 pedone del nero · b6 pedone del nero · a5 cavallo del nero · c5 pedone del nero · d5 cavallo del bianco · f4 donna del bianco · g4 pedone del bianco · b3 pedone del bianco · h3 pedone del bianco · a2 pedone del bianco · d2 torre del bianco · f2 pedone del bianco · g2 re del bianco · c1 donna del nero | 2 |
| 1 | f8 torre del nero · g8 re del nero · a7 pedone del nero · f7 pedone del nero · g7 pedone del nero · h7 pedone del nero · b6 pedone del nero · a5 cavallo del nero · c5 pedone del nero · d5 cavallo del bianco · f4 donna del bianco · g4 pedone del bianco · b3 pedone del bianco · h3 pedone del bianco · a2 pedone del bianco · d2 torre del bianco · f2 pedone del bianco · g2 re del bianco · c1 donna del nero | f8 torre del nero · g8 re del nero · a7 pedone del nero · f7 pedone del nero · g7 pedone del nero · h7 pedone del nero · b6 pedone del nero · a5 cavallo del nero · c5 pedone del nero · d5 cavallo del bianco · f4 donna del bianco · g4 pedone del bianco · b3 pedone del bianco · h3 pedone del bianco · a2 pedone del bianco · d2 torre del bianco · f2 pedone del bianco · g2 re del bianco · c1 donna del nero | f8 torre del nero · g8 re del nero · a7 pedone del nero · f7 pedone del nero · g7 pedone del nero · h7 pedone del nero · b6 pedone del nero · a5 cavallo del nero · c5 pedone del nero · d5 cavallo del bianco · f4 donna del bianco · g4 pedone del bianco · b3 pedone del bianco · h3 pedone del bianco · a2 pedone del bianco · d2 torre del bianco · f2 pedone del bianco · g2 re del bianco · c1 donna del nero | f8 torre del nero · g8 re del nero · a7 pedone del nero · f7 pedone del nero · g7 pedone del nero · h7 pedone del nero · b6 pedone del nero · a5 cavallo del nero · c5 pedone del nero · d5 cavallo del bianco · f4 donna del bianco · g4 pedone del bianco · b3 pedone del bianco · h3 pedone del bianco · a2 pedone del bianco · d2 torre del bianco · f2 pedone del bianco · g2 re del bianco · c1 donna del nero | f8 torre del nero · g8 re del nero · a7 pedone del nero · f7 pedone del nero · g7 pedone del nero · h7 pedone del nero · b6 pedone del nero · a5 cavallo del nero · c5 pedone del nero · d5 cavallo del bianco · f4 donna del bianco · g4 pedone del bianco · b3 pedone del bianco · h3 pedone del bianco · a2 pedone del bianco · d2 torre del bianco · f2 pedone del bianco · g2 re del bianco · c1 donna del nero | f8 torre del nero · g8 re del nero · a7 pedone del nero · f7 pedone del nero · g7 pedone del nero · h7 pedone del nero · b6 pedone del nero · a5 cavallo del nero · c5 pedone del nero · d5 cavallo del bianco · f4 donna del bianco · g4 pedone del bianco · b3 pedone del bianco · h3 pedone del bianco · a2 pedone del bianco · d2 torre del bianco · f2 pedone del bianco · g2 re del bianco · c1 donna del nero | f8 torre del nero · g8 re del nero · a7 pedone del nero · f7 pedone del nero · g7 pedone del nero · h7 pedone del nero · b6 pedone del nero · a5 cavallo del nero · c5 pedone del nero · d5 cavallo del bianco · f4 donna del bianco · g4 pedone del bianco · b3 pedone del bianco · h3 pedone del bianco · a2 pedone del bianco · d2 torre del bianco · f2 pedone del bianco · g2 re del bianco · c1 donna del nero | f8 torre del nero · g8 re del nero · a7 pedone del nero · f7 pedone del nero · g7 pedone del nero · h7 pedone del nero · b6 pedone del nero · a5 cavallo del nero · c5 pedone del nero · d5 cavallo del bianco · f4 donna del bianco · g4 pedone del bianco · b3 pedone del bianco · h3 pedone del bianco · a2 pedone del bianco · d2 torre del bianco · f2 pedone del bianco · g2 re del bianco · c1 donna del nero | 1 |
|   | a | b | c | d | e | f | g | h |   |

In questa posizione motivo della combinazione è la posizione indifesa della Dc1. Il bianco Meienberg, crea una seconda minaccia, qual è il matto sull'ottava traversa:
1 Ce7+ Rh8 2 Td8! (doppia minaccia Dxc1 e Txf8) che il nero non può parare in una sola mossa.